# Умершие в марте 2024 года
Это список известных людей, соответствующих установленным критериям значимости (см. Википедия:Критерии значимости персоналий), умерших в марте 2024 года.
Причина смерти указывается лишь в исключительных случаях (убийство, самоубийство, гибель в результате военных действий, смертная казнь, ДТП или несчастные случаи). В остальных случаях — не указывается.

## 31 марта

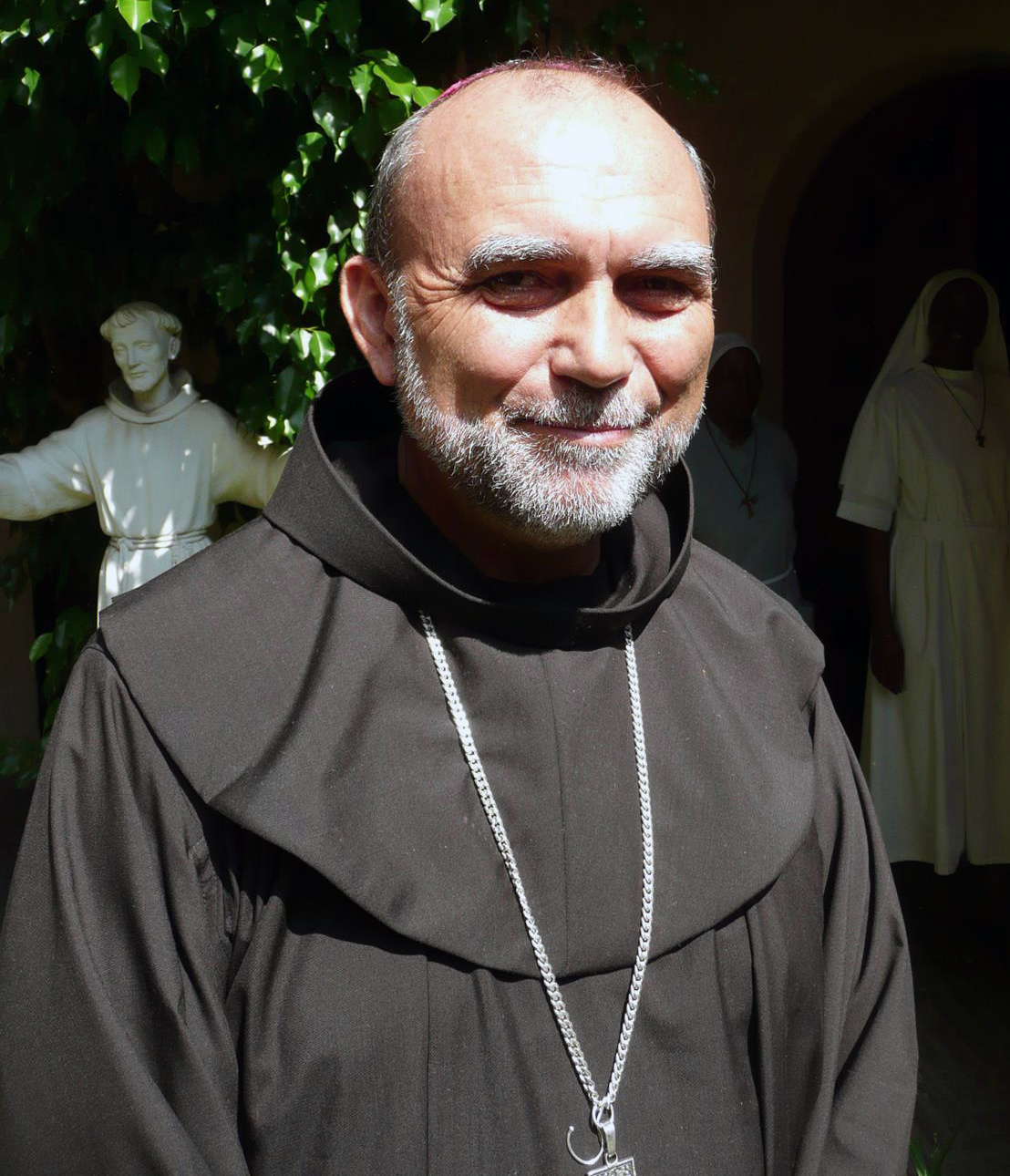
Тадеуш Кусый

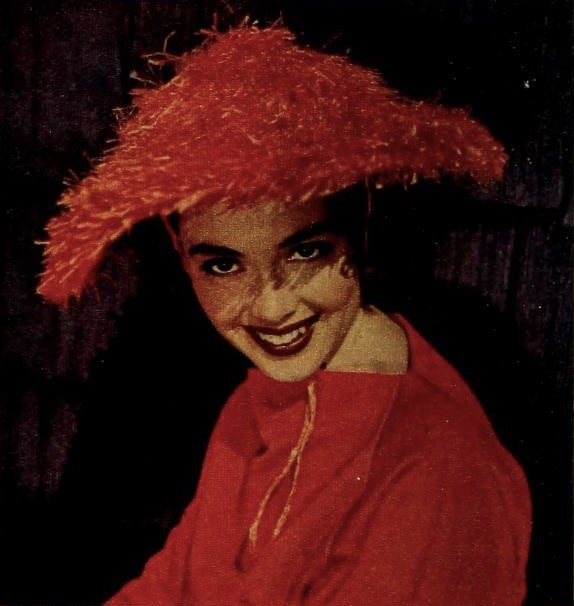
Барбара Раш

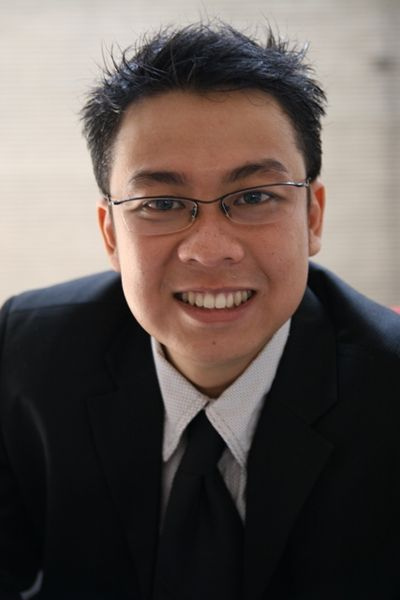
Хилбрам Дунар

- Дыгало, Николай Николаевич (71) — советский и российский биохимик, член-корреспондент РАН (2011)[1].
- Каман, Роб (63) — нидерландский кикбоксер и актёр[2].
- Кусый, Тадеуш Збигнев (72) — польский католический прелат, епископ Кага-Бандоро (с 2014)[3].
- Нам Иль Ву[кор.] (85) — южнокорейский актёр[4].
- Пелишенко, Светослав Борисович (71) — советский и российский сценарист, шоумен, учёный-физик[5].
- Раш, Барбара (97) — американская актриса, лауреат премии «Золотой глобус» (1954)[6].
- Садунайте, Нийоле (85) — советская и литовская католическая религиозная диссидентка[7].
- Свояновский, Павел (80) — чехословацкий гребец, двукратный призёр Олимпийских игр (1972 и 1976)[8].
- Скржечковский, Здислав[пол.] (93) — польский баскетболист[9].
- Сонобэ, Гисабуро (112) — японский супердолгожитель[10].
- Хилбрам Дунар (48) — индонезийский телеведущий[11].

## 30 марта

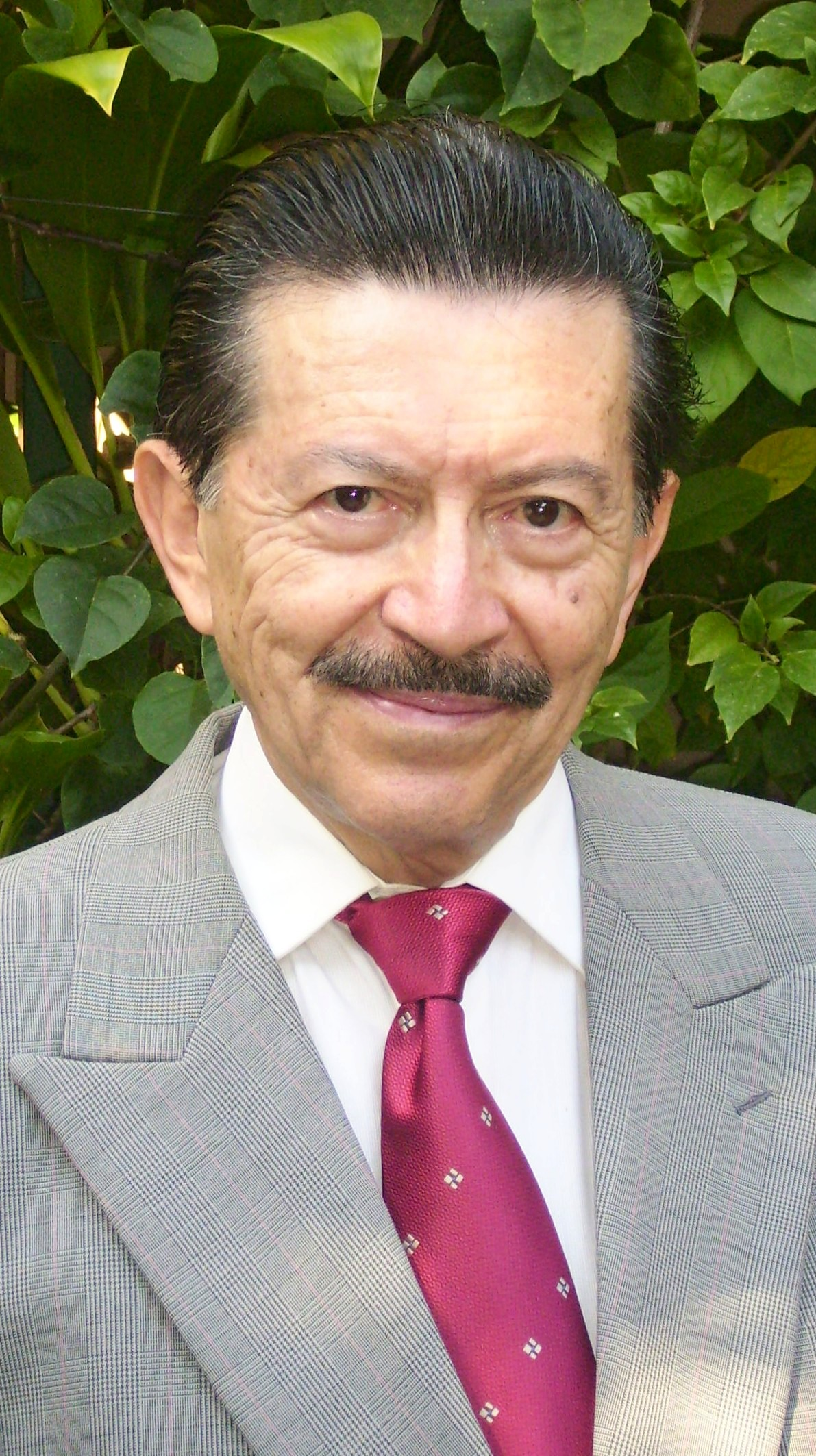
Мартин Альмада

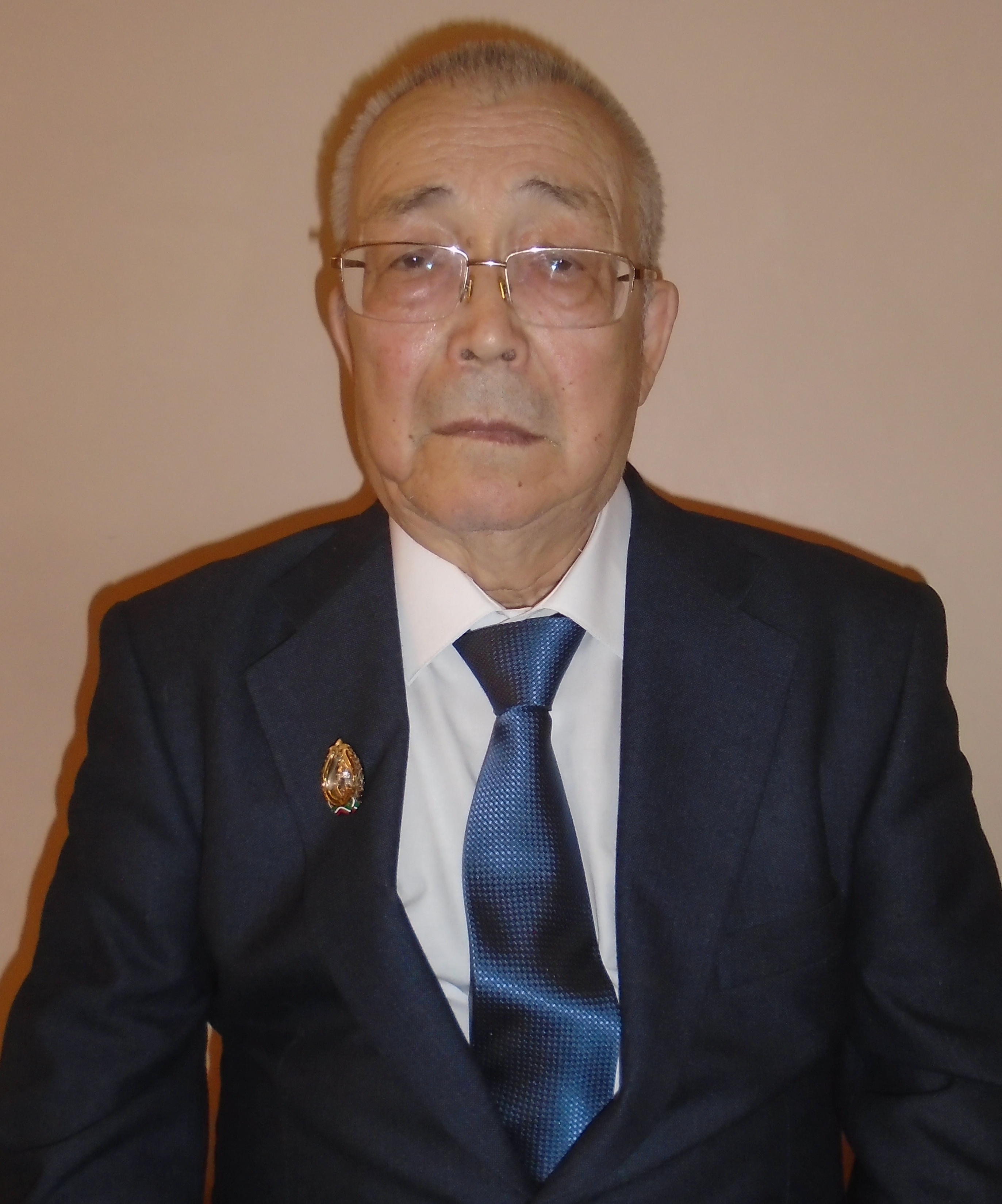
Шаукат Гадельша

- Альмада, Мартин (87) — парагвайский правозащитник[12].
- Бастид, Майкл де ля[англ.] (86) — юрист из Тринидада и Тобаго, верховный судья (1995—2002)[13].
- Богрец, Роман Валерьевич (36) — российский роллер, чемпион России по скейт-кроссу; несчастный случай[14].
- Гадельша, Шаукат (74) — советский и российский татарский поэт[15].
- Делахант, Билл (82) — американский политический деятель, член Палаты представителей (1997—2011)[16].
- Досанов, Сабит Аймуханович (84) — советский и казахстанский писатель[17].
- Дубинская, Наталья Петровна (74) — советский и российский тренер по фигурному катанию, заслуженный тренер Российской Федерации[18].
- Легроталье, Виктор[исп.] (86) — аргентинский футболист[19]
- Макговерн, Тим[англ.] (68) — американский мастер визуальных эффектов, лауреат премии Оскар (1990)[20].
- Макдональд, Джеймс Росс[англ.] (101) — американский физик[21].
- Пиксиадес, Даниел (92) — словацкий и югославский поэт[22].
- Сен, Хари[англ.] (68) — индийский историк[23].
- Торди, Геза[венг.] (85) — венгерский актёр[24].

## 29 марта

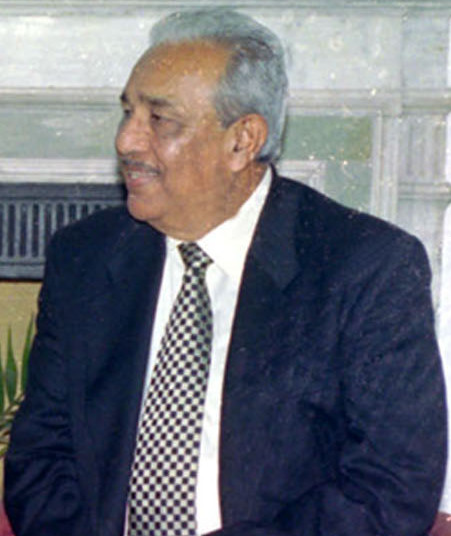
Жюль Айодхья

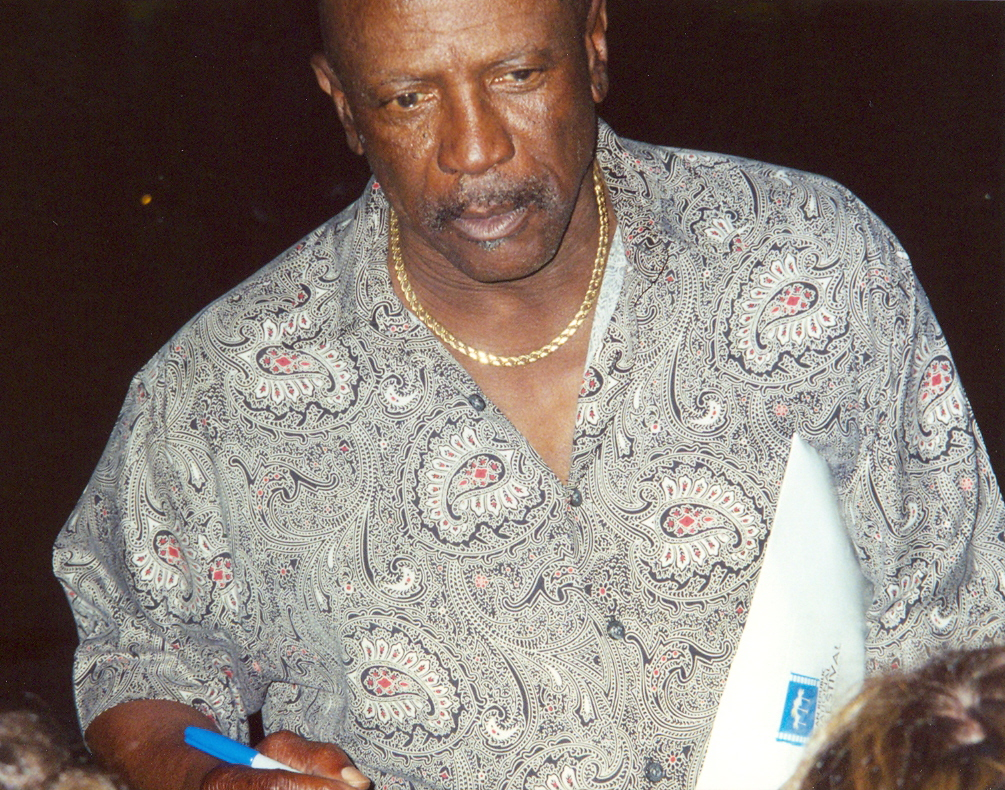
Луис Госсетт

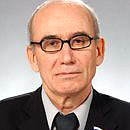
Александр Косариков

- Айодхья, Жюль (79) — суринамский политический деятель, вице-президент (1991—1996, 2000—2005)[25].
- Бенмимун, Хабиб[фр.] (66) — алжирский футболист[26].
- Госсетт, Луис (87) — американский актёр, лауреат премий «Оскар» (1983), «Золотой глобус» (1983, 1992) и «Эмми» (1977)[27].
- Гриффитс, Тревор[англ.] (88) — английский драматург[28].
- Ди Каньо Аббреша, Симеоне[итал.] (79) — итальянский политик, депутат Палаты депутатов (2006—2013) и мэр Бари (1995—2004)[29].
- Косариков, Александр Николаевич (79) — советский и российский политический деятель, депутат Государственной Думы (1999—2007), председатель Совета народных депутатов города Горького (Нижнего Новгорода) (1990—1993)[30].
- Лора-Тамайо, Эмилио[исп.] (73) — испанский физик, президент Высшего совета по научным исследованиям Испании[31].
- Майер, Ханс-Йоахим (87) — восточногерманский языковед и государственный деятель, министр образования и науки ГДР (1990)[32].
- Пердомо, Чанс (27) — американский актёр; ДТП[33].
- Фунакоси, Кацунаро (72) — японский скульптор[34].
- Юхас, Петер (75) — венгерский футболист, игрок национальной сборной, серебряный призёр Олимпийских игр (1972)[35].
- Федосеев, Алексей Алексеевич (63) — российский военный деятель, генерал-майор внутренней службы, профессор Академии Государственной противопожарной службы МЧС России[36].

## 28 марта

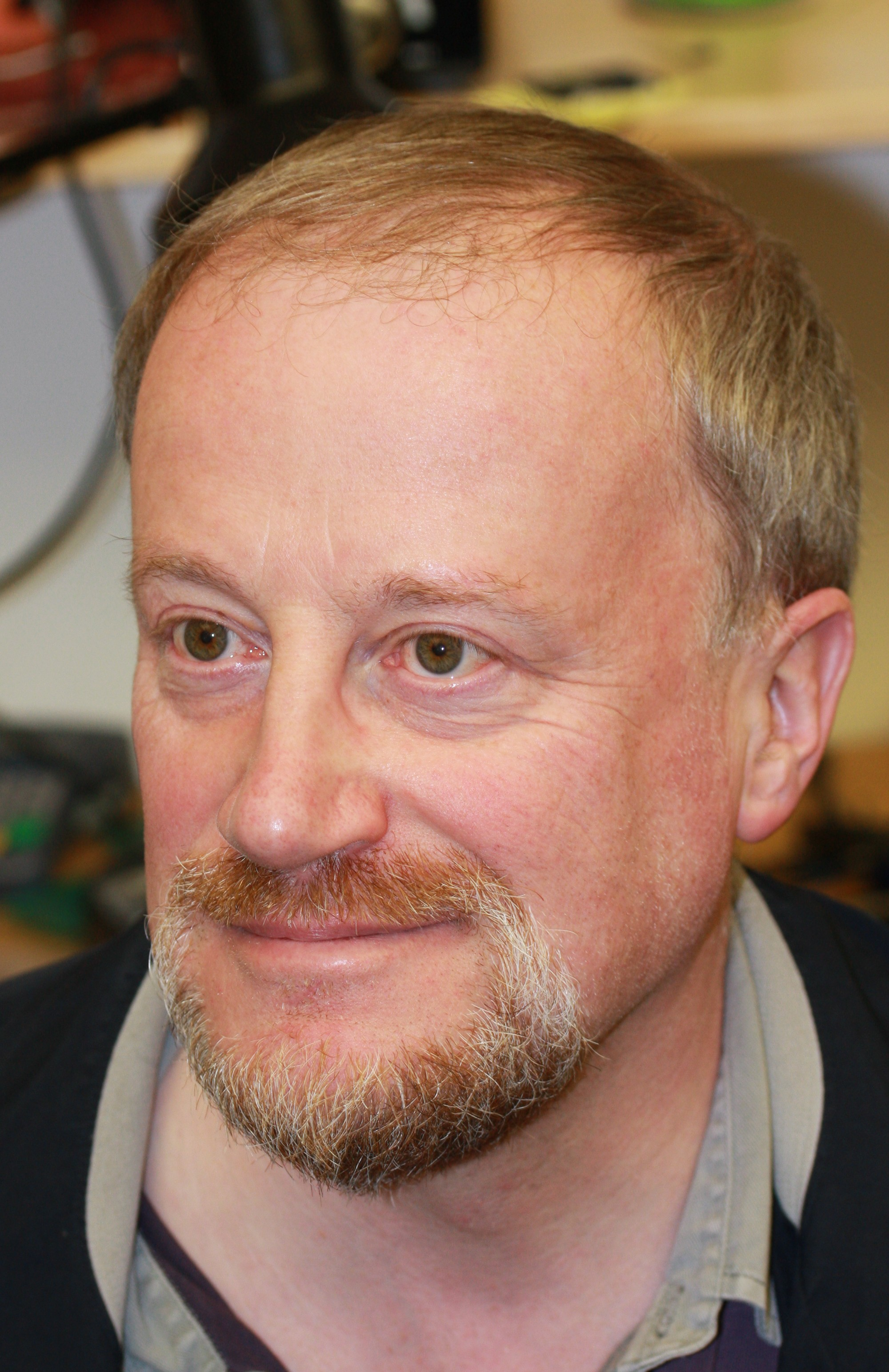
Росс Андерсон

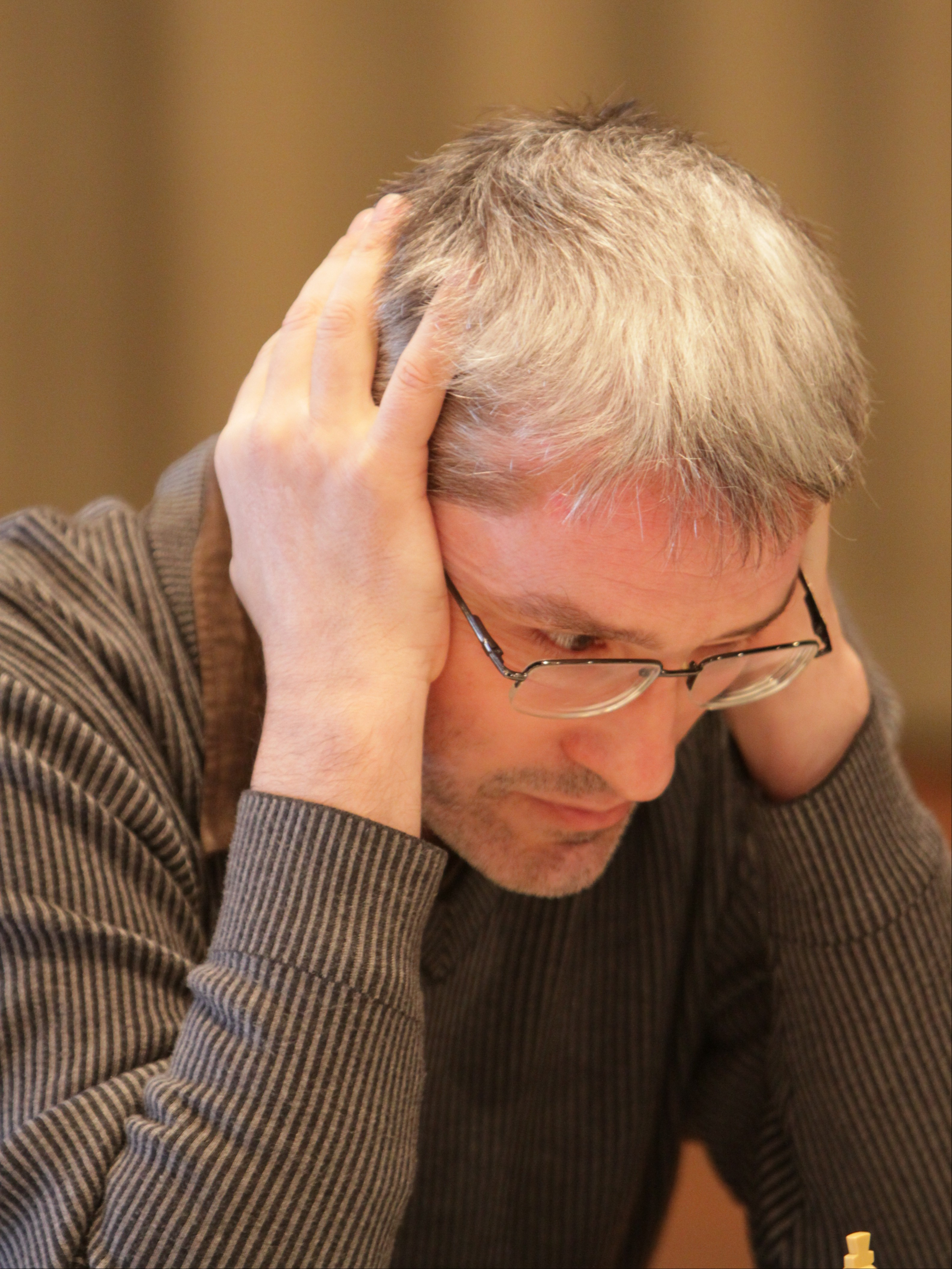
Игорь Раусис

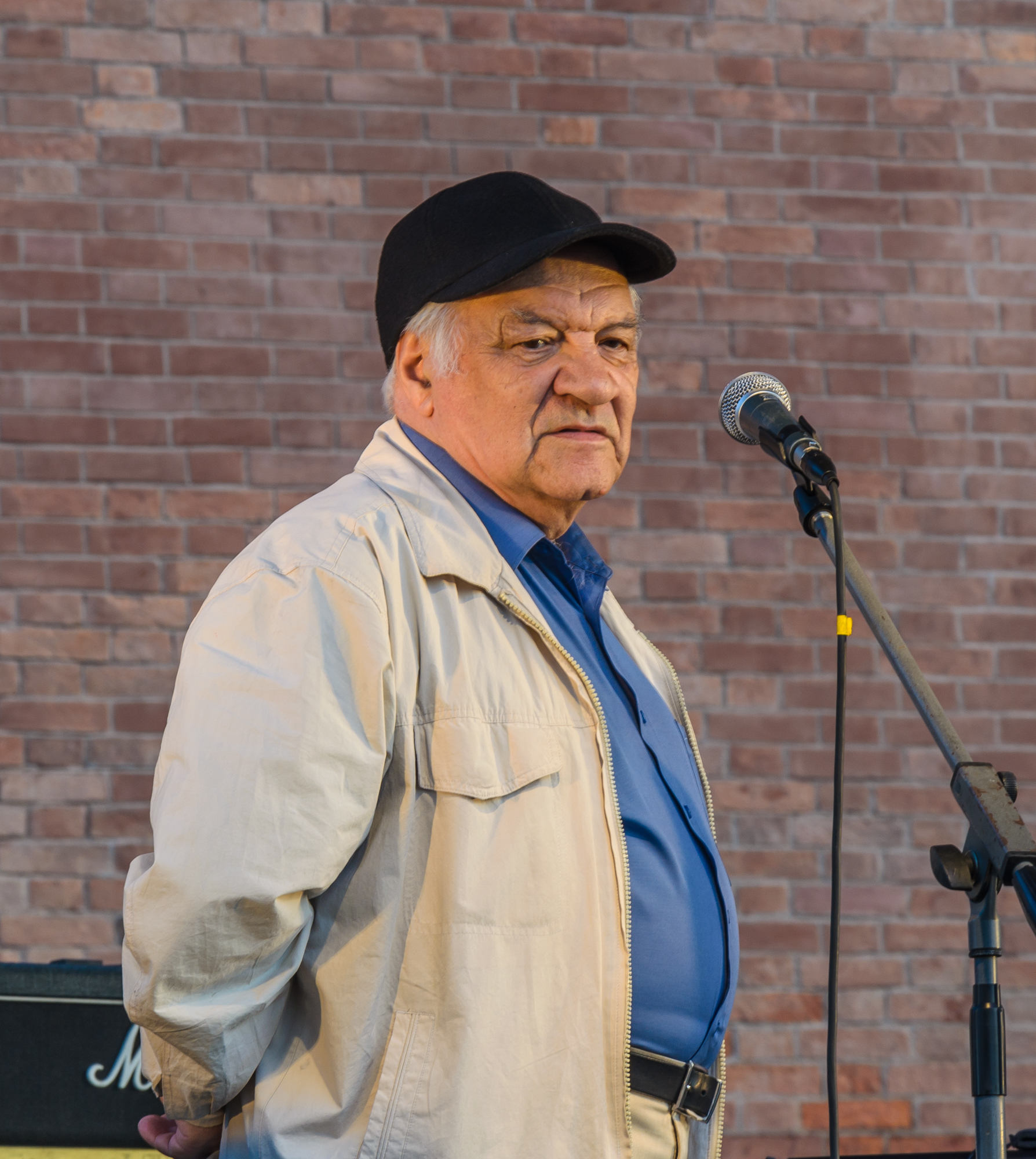
Владимир Фейертаг

- Алиев, Рагиб Сеидага оглы (78) — советский и азербайджанский актёр, заслуженный артист Азербайджана (2006)[37].
- Андерсон, Росс (67) — британский учёный в области компьютерной безопасности, член Лондонского королевского общества (2009)[38].
- Ансари, Мухтар[англ.] (60) — индийский политик и гангстер[39].
- Бачюлите, Ирена[англ.] (85) — советская гребчиха, трёхкратная чемпионка Европы по академической гребле (1963, 1965, 1967)[40].
- Гавриленков, Николай Протасович (90) — советский и украинский деятель пищевой промышлености, Герой Украины (2004)[41].
- Ганешамурти, Авинаши[англ.] (76) — индийский политик, депутат Лок сабхи (1998—1999, 2009—2014, с 2019)[42].
- Лай Минцзэ[кит.] (58) — гонконгская актриса и певица[43].
- Ллойд, Ларри (75) — английский футболист, двукратный обладатель Кубка европейских чемпионов, игрок национальной сборной[44].
- Лущай, Юрий Владимирович (42) — украинский историк и поэт, участник российско-украинской войны; погиб[45].
- Ма Шиту[кит.] (109) — китайский писатель и политический деятель, депутат Парламента (1983—1993)[46].
- Мелёхина, Наталья Николаевна (61) — советская велогонщица, чемпионка мира (1989)[47].
- Раусис, Игорь (62) — советский, латвийский, бангладешский, чешский шахматист, гроссмейстер (1992—2019)[48].
- Солнцев, Виктор Александрович (72) — советский и российский хозяйственный и муниципальный деятель, глава Новошахтинска (1991—2005)[49].
- Спиро, Марк[англ.] (67) — американский композитор[50].
- Фейертаг, Владимир Борисович (92) — советский и российский музыковед, специалист в области джаза, заслуженный деятель искусств Российской Федерации (1992)[51].
- Хоссейн, Нозир[бенг.] (75) — бангладешский политик, депутат Национальной ассамблеи (1991—1996, 2001—2008)[52].

## 27 марта

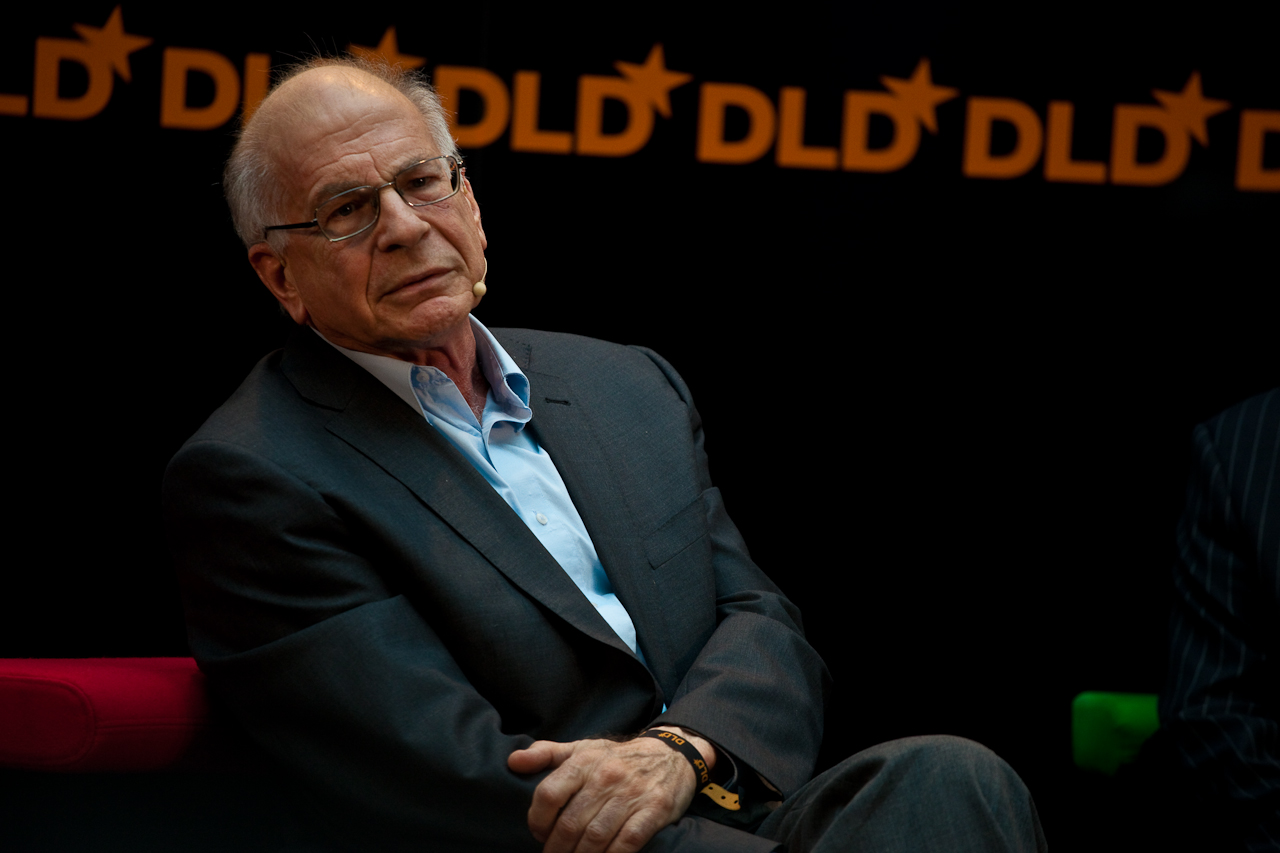
Даниэль Канеман

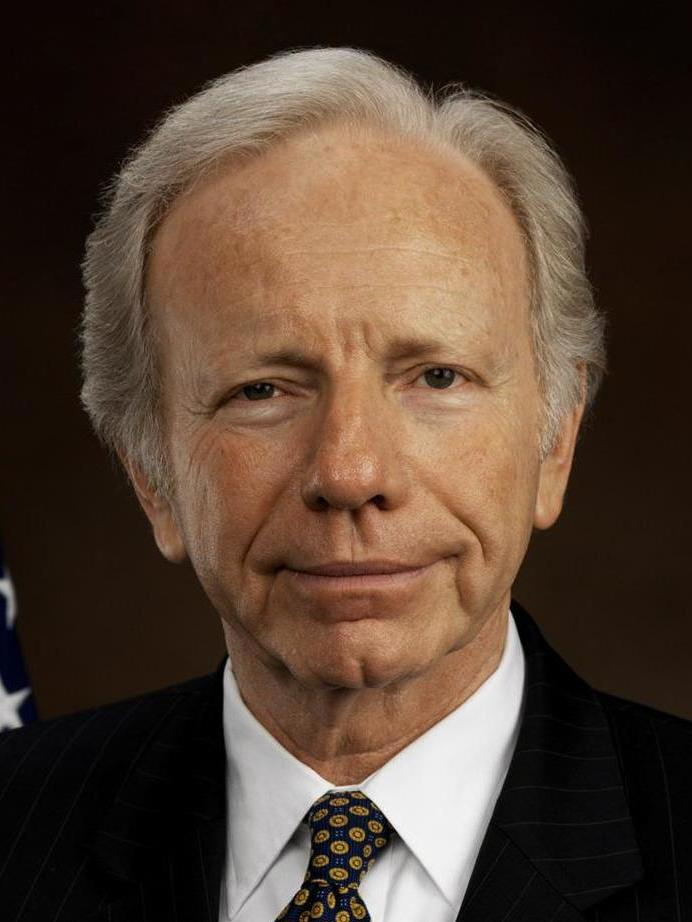
Джо Либерман

- Аббасов, Намиг Рашид оглы (84) — азербайджанский государственный деятель, министр национальной безопасности (1995—2004)[53].
- Абенанте, Анджело[итал.] (96) — итальянский политик, сенатор (1968—1976) и депутат (1963—1968)[54].
- Антонищак, Андрей Фёдорович (54) — украинский политический деятель, народный депутат Украины (2014—2019)[55].
- Бабуев, Олег Дамдинович (70) — советский и российский бурятский актёр, заслуженный артист Российской Федерации (2000)[56].
- Ваксман, Юрий Михайлович (62) — российский актёр и продюсер, заслуженный работник культуры Российской Федерации (2023)[57].
- Гроссман, Авраам[ивр.] (88) — израильский историк[58].
- Домашев, Александр Иванович (65) — советский и российский игрок в хоккей на траве, тренер, участник Олимпийских игр (1988, 1992)[59].
- Канеман, Даниэль (90) — израильский и американский психолог и экономист, лауреат Нобелевской премии по экономике (2002)[60].
- Ла Касту[фр.] (75) — швейцарская актриса, танцовщица и певица[61].
- Либерман, Джозеф (82) — американский политический и государственный деятель, сенатор (1989—2013)[62].
- Сафара Авеау, Туисугалетауа[англ.] (71) — самоанский политический, деятель, депутат Парламента (2001—2016)[63].
- Тюннерман, Карлос[исп.] (90) — никарагуанский юрист, дипломат и педагог[64].
- Хасснер, Альфред[ивр.] (93) — израильский химик-органик, президент Израильского общества химиков[65].
- Хорват-Пинтарич, Вера[хорв.] (98) — хорватский искусствовед и историк искусства, академик HAZU (2000)[66].

## 26 марта

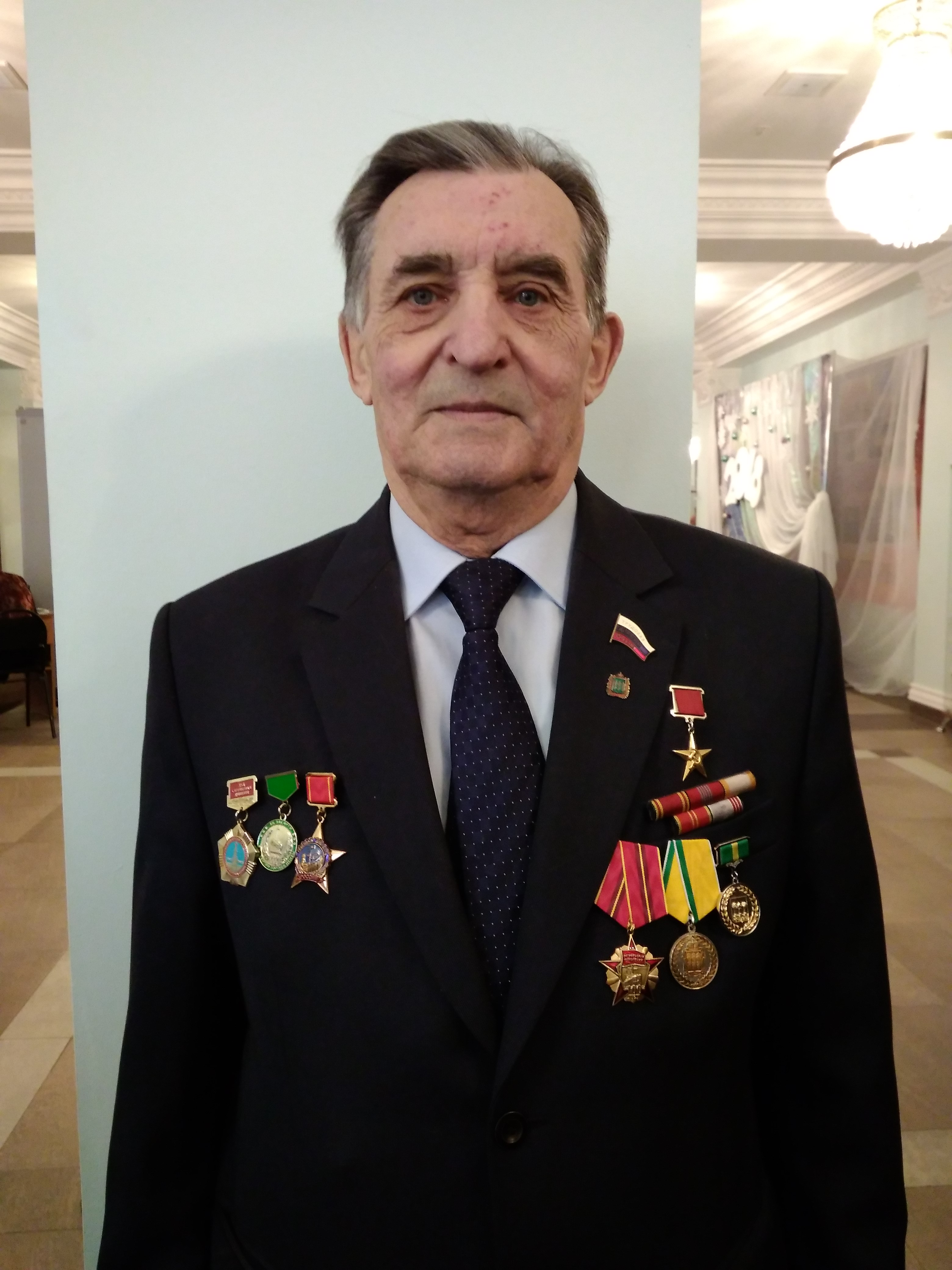
Анатолий Васильев

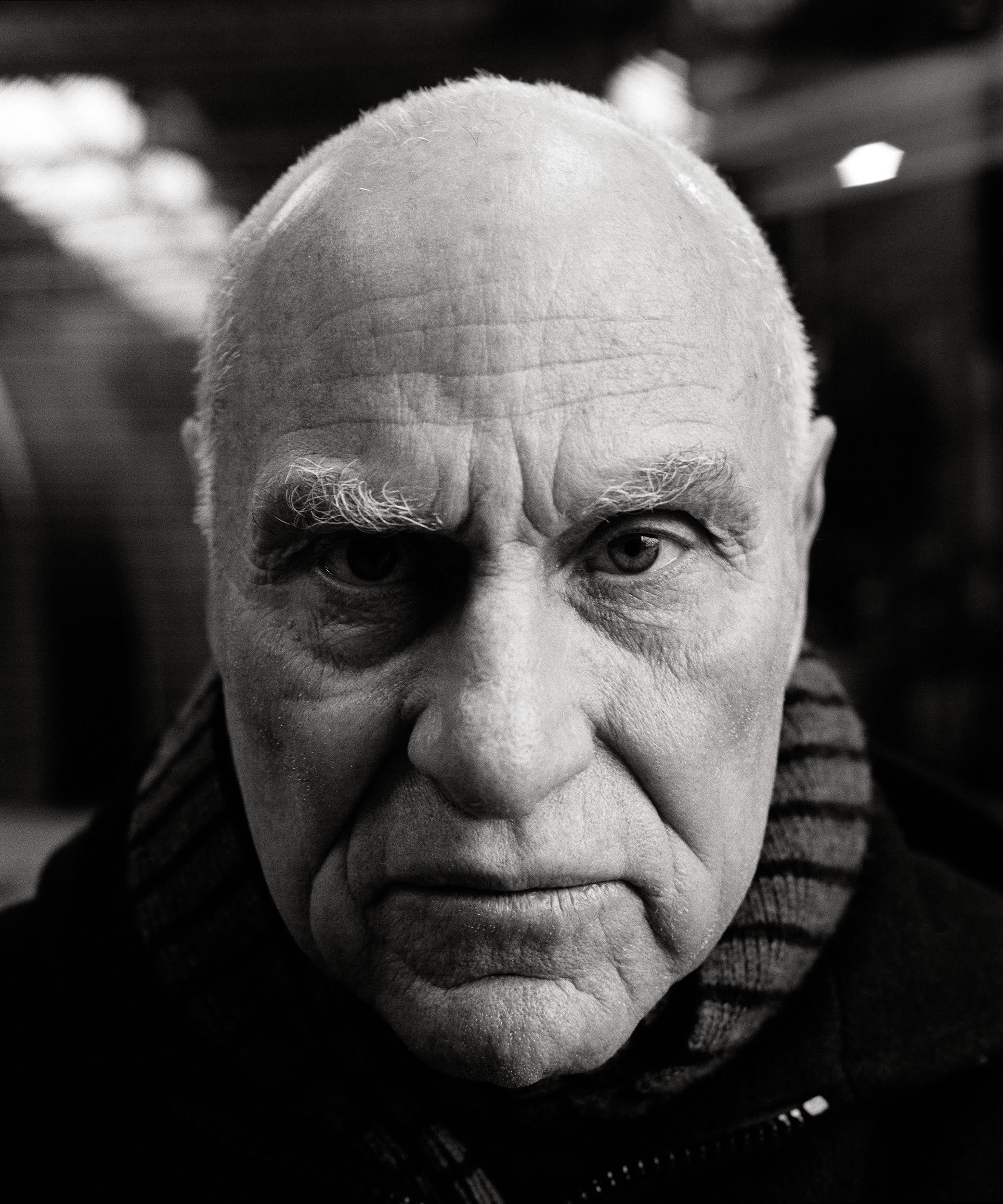
Ричард Серра

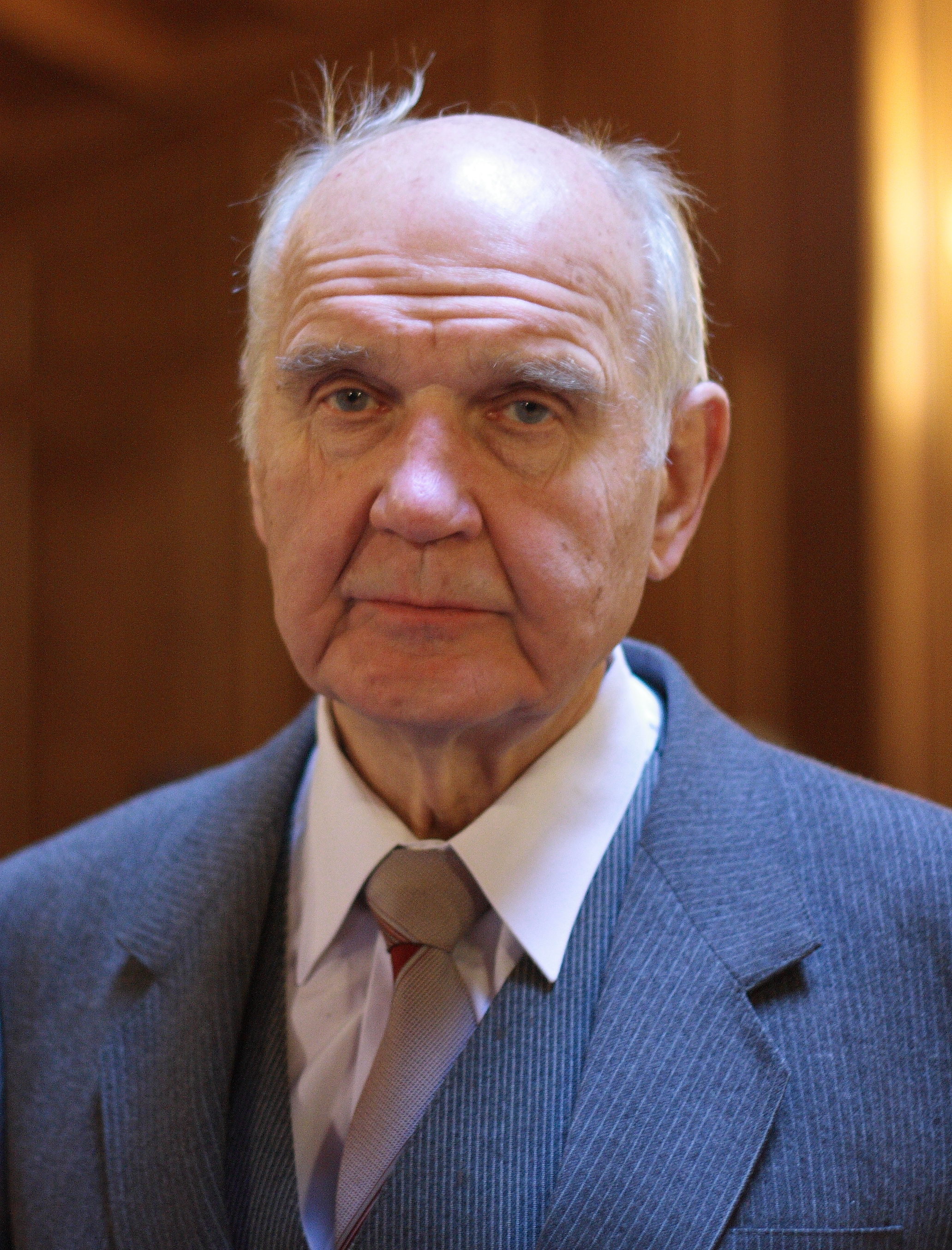
Игорь Юхновский

- Аристава, Шота Константинович (95) — советский и абхазский филолог, президент Академии наук Республики Абхазия (1997—2013)[67].
- Бангура, Ламине[англ.] (52) — сьерра-леонский футболист[68].
- Ванджи, Джулиано[итал.] (93) — итальянский скульптор[69].
- Ван Херпе, Андре[нидерл.] (90) — бельгийский футболист, игрок национальной сборной[70].
- Васильев, Анатолий Фёдорович (87) — советский и российский передовик производства, Герой Социалистического Труда (1981)[71].
- Гепп, Герхард (83) — австрийский живописец, график и иллюстратор[72].
- Козырев, Александр Александрович (75) — советский и российский хоровой дирижёр, главный хормейстер Рязанского русского народного хора (1987—2003)[73].
- Козлов, Николай Михайлович (69/70) — российский художник и дизайнер, сын М. М. Козлова (о смерти объявлено в этот день)[74].
- Миллер, Раймунд[пол.] (69) — польский врач и политик, депутат Сейма (с 2011 года)[75].
- Милошевич, Сладжана[серб.] (68) — сербская певица, автор песен и продюсер[76].
- Перов, Юрий Митрофанович (86) — советский и российский физиолог, ректор Кубанского медицинского института (с 1995)[77].
- Серра, Ричард (85) — американский скульптор[78].
- Шоджаей, Захра[перс.] (67) — иранская политическая деятельница, борец за права женщин[79].
- Юхновский, Игорь Рафаилович (98) — украинский физик, политический и общественный деятель, академик АН УССР / НАНУ (1982), народный депутат Украины (1990—2006), первый вице-премьер-министр Украины (1992—1993), Герой Украины (2005)[80].

## 25 марта

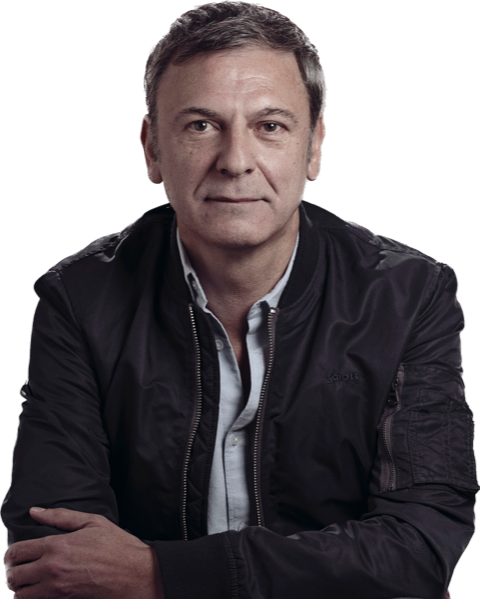
Лоран Ашар

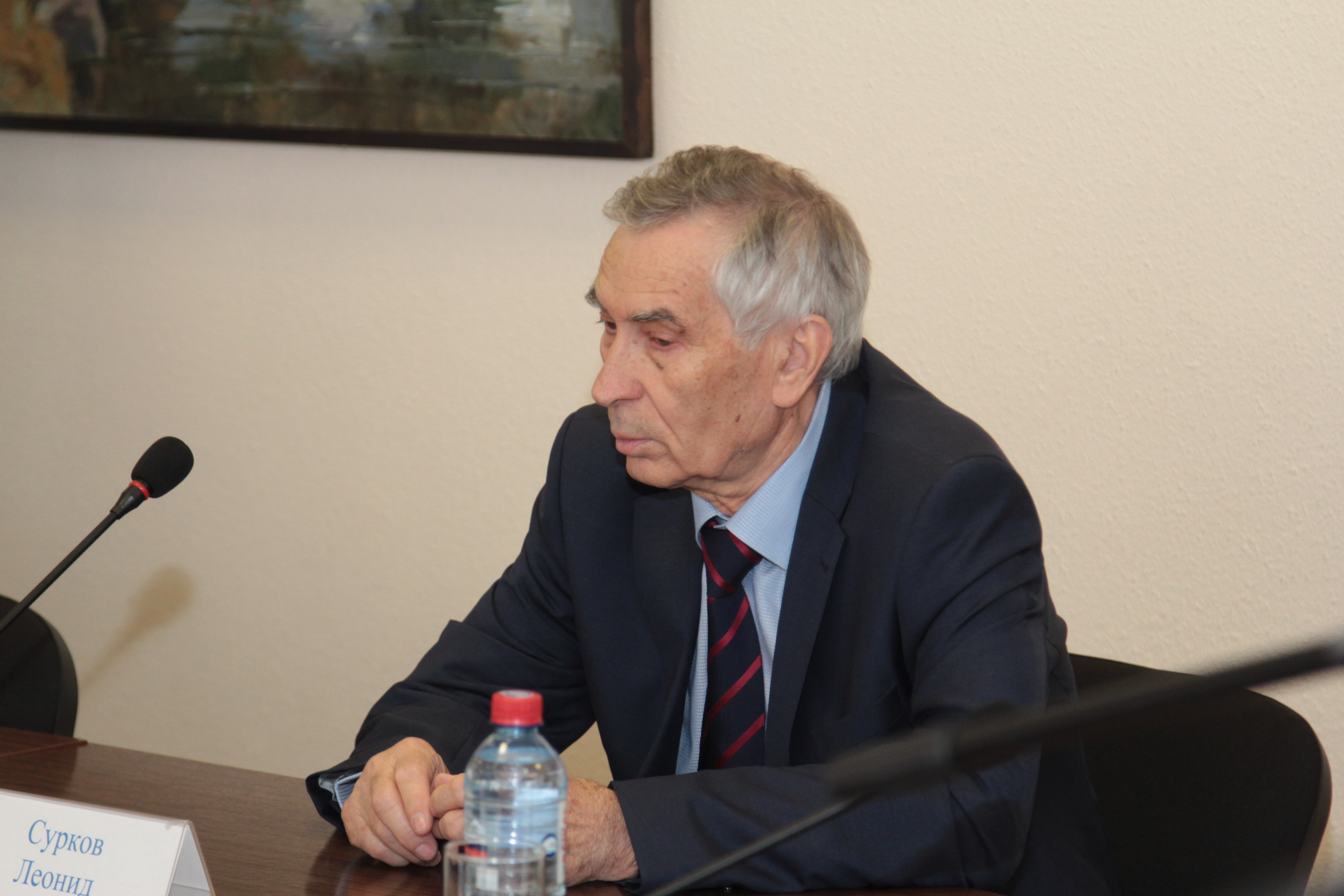
Леонид Сурков

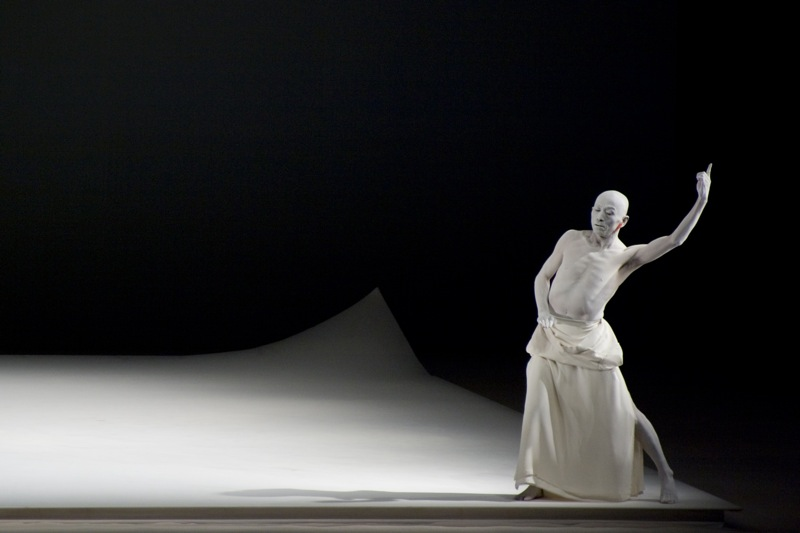
Усио Амагацу

- Усио Амагацу (74) — японский хореограф[81].
- Ашар, Лоран (59) — французский кинорежиссёр и сценарист[82].
- Беленький, Геннадий Леонидович (75) — советский и российский журналист и краевед[83].
- Вайнштейн, Пола[англ.] (78) — американский кинопродюсер, двукратный лауреат премии «Эмми»[84].
- Веппер, Фриц[нем.] (82) — немецкий актёр[85].
- Граф, Алеся[нем.] (43) — белорусская и немецкая боксёрша, чемпионка мира (о смерти объявлено в этот день)[86].
- Коуди, Майкл[англ.] (84) — ирландский поэт, научный деятель и публицист[87].
- Крис Кросс (71) — английский музыкант, бас-гитарист в группе новой волны Ultravox[88].
- Кэмпбелл, Хамфри[нидерл.] (66) — нидерландский эстрадный певец и автор песен[89].
- Нидлман, Филип (85) — американский фармаколог, член НАН США (1987)[90].
- Панов, Владимир Михайлович (88) — русский поэт, переводчик, журналист[91].
- Пелагалли, Амброджо (84) — итальянский футболист[92].
- Стюарт, Имоджен[англ.] (96) — немецкий и ирландский скульптор[93].
- Сурков, Леонид Петрович (85) — советский и российский научный и партийный деятель, ректор ИрГУПСа (1987—2002)[94].
- Терешко, Александр Николаевич (61) — российский актёр[95].
- Уолл, Дайана (80) — американский эколог и почвовед, член Национальной АН США (2018)[96].
- Чимпоеш, Георге (74) — молдавский агроном, академик АН Молдовы (2012)[97].

## 24 марта

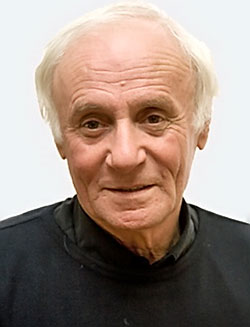
Рафаэль Клейнер

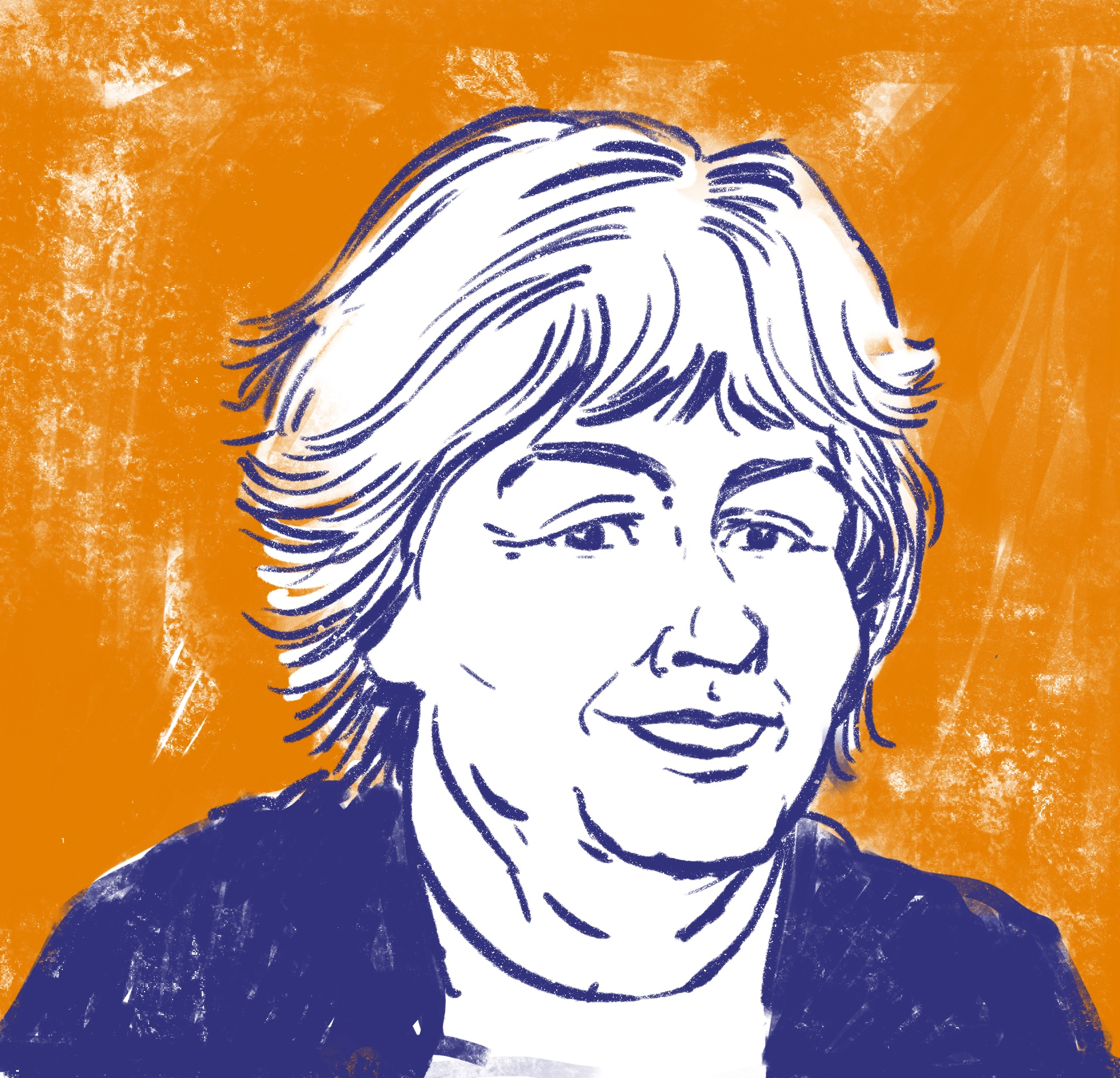
Марджори Перлофф

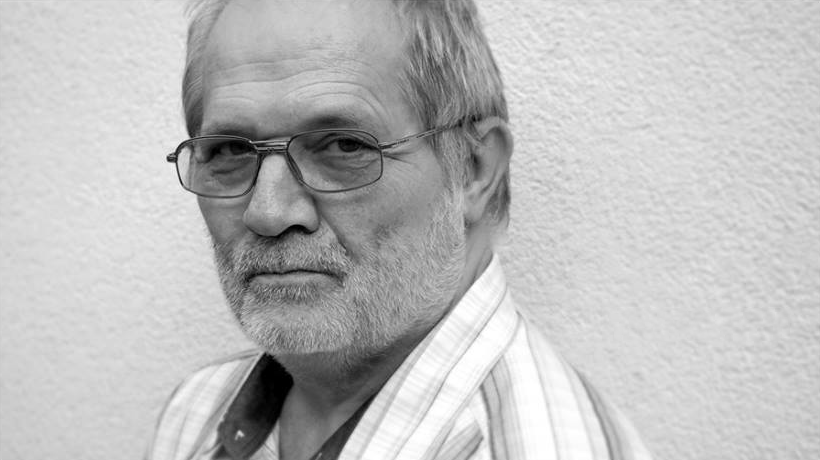
Петер Этвёш

- Гарсия, Бригит (27) — эквадорский политик, мэр Сан-Висенте[англ.], (с 2023 года); убийство[98].
- Дозорцева, Жанна Григорьевна (88) — советский и российский музыковед, заслуженный деятель искусств Российской Федерации (1992)[99].
- Кесада, Виолетта[исп.] (76) — кубинская легкоатлетка, серебряный призёр Олимпийских игр (1968)[100].
- Киньонес, Соила[исп.] (83) — мексиканская актриса[101].
- Клейнер, Рафаэль Александрович (84) — советский и российский актёр, режиссёр и мастер художественного чтения, народный артист России (1995)[102].
- Малишевский, Евгений Владимирович (70) — советский и российский актёр, заслуженный артист Российской Федерации (1995)[103].
- Московиц, Роберт (88) — американский художник[104].
- Муонагор, Амаэчи[англ.] (61) — нигерийский актёр и продюсер[105].
- Орса, Николай Юльевич (57) — российский звукорежиссёр, саунд-дизайнер, композитор и преподаватель[106].
- Перлофф, Марджори (92) — американский филолог[107].
- Сыбев, Сыби[болг.] (74) — болгарский военный деятель, национальный военный представитель Болгарии в штаб-квартире НАТО, генерал-майор[108].
- Тиа, Джон (69) — ганский политический деятель, депутат Парламента (1993—2013), министр информации (2010—2012)[109].
- Хеммендингер, Джудит (100) — израильская писательница, исследователь Холокоста[110].
- Этвёш, Петер (80) — венгерский дирижёр и композитор[111].

## 23 марта

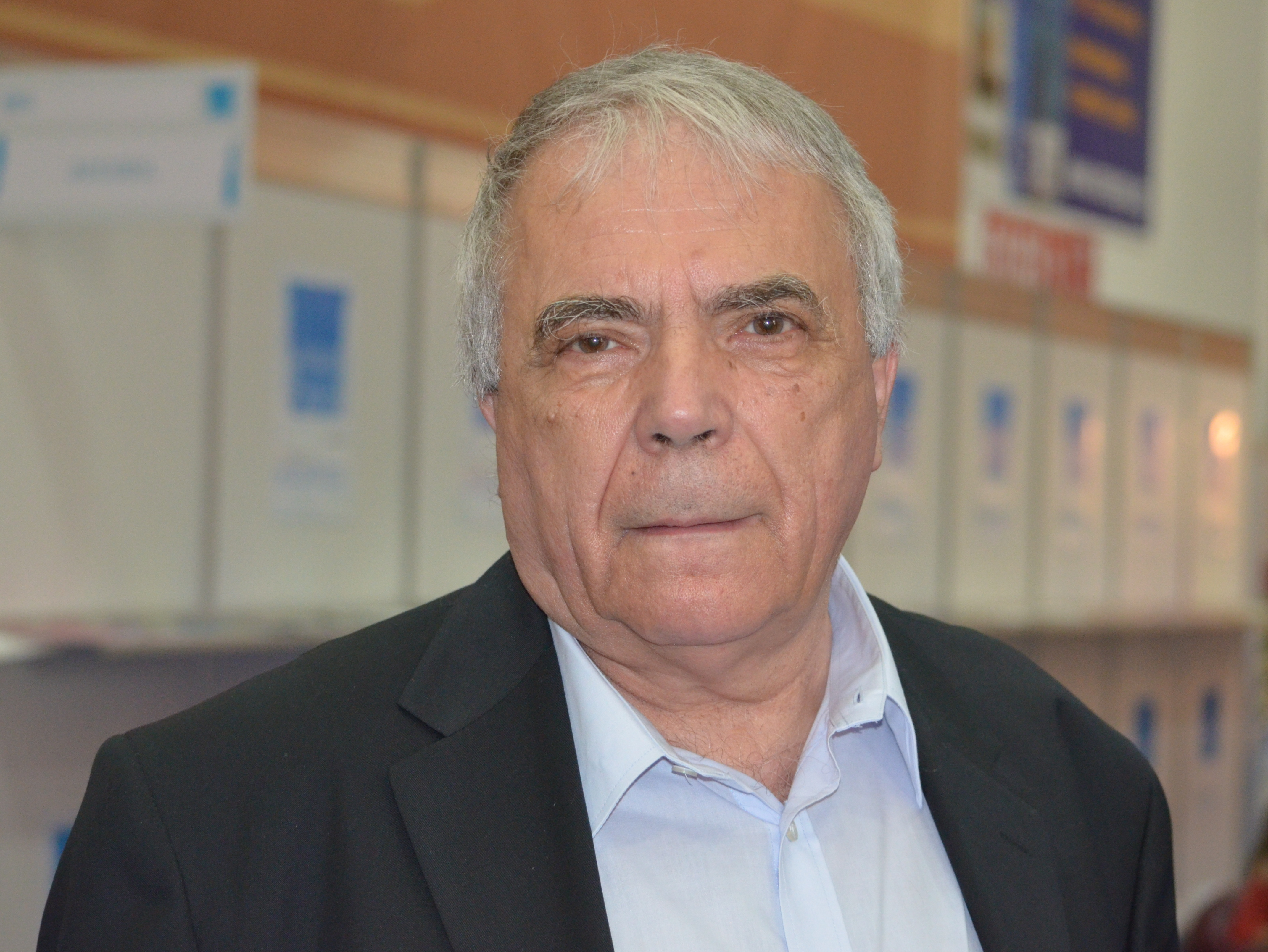
Николае Манолеску

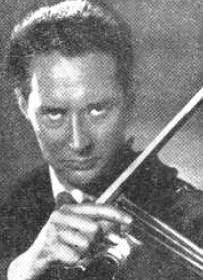
Игор Озим

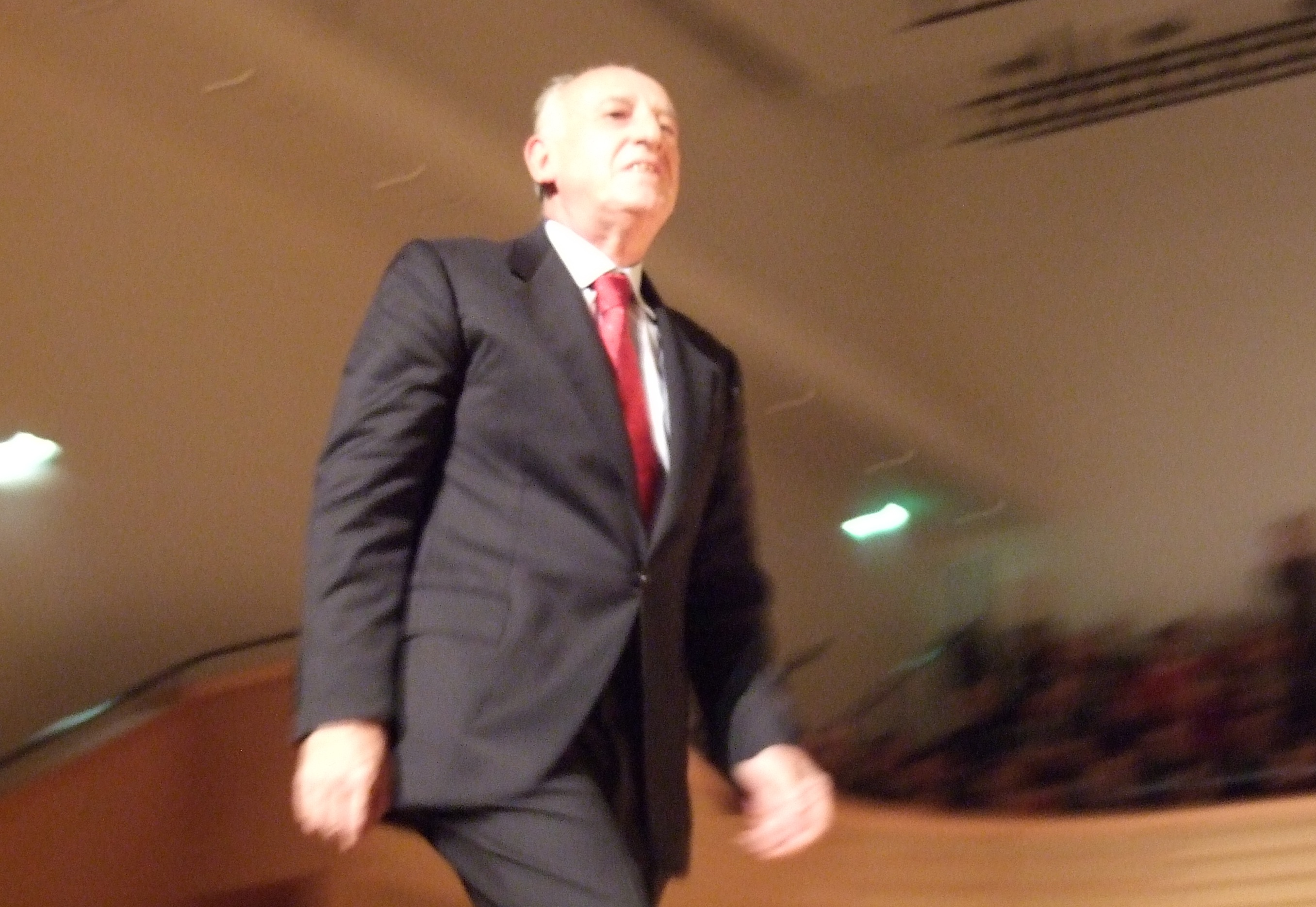
Маурицио Поллини

Абдула Сидран

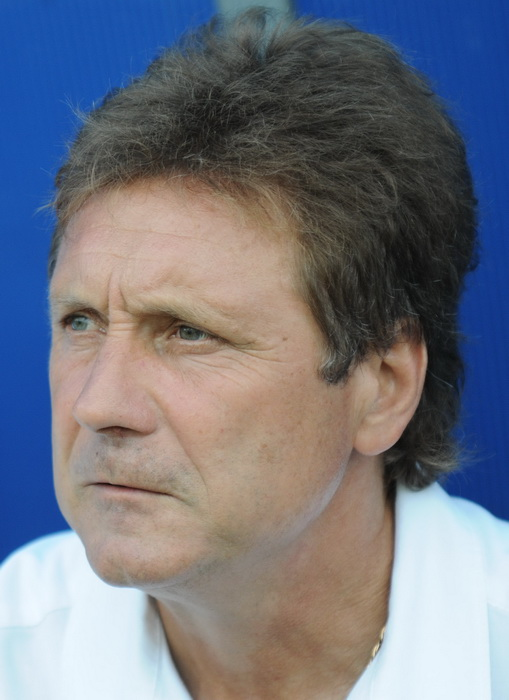
Сергей Шевченко

- Беретта, Даниэль[фр.] (77) — французский актёр[112].
- Булатов, Игорь Владимирович (58) — российский актёр, заслуженный артист Российской Федерации (2006)[113].
- Длугош, Лешек[пол.] (82) — польский актёр, поэт и композитор[114].
- Манолеску, Николае (84) — румынский литературный критик и прозаик[115].
- Масник, Пол[англ.] (92) — канадский хоккеист, обладатель Кубка Стэнли (1953)[116].
- Наумов, Олег Анатольевич (75) — советский и российский музыкант, заслуженный артист Российской Федерации (1998)[117].
- Озим, Игор (92) — словенский скрипач и музыкальный педагог[118].
- Отинов, Максим Леонидович (33) — украинский военнослужащий, Герой Украины (2024, посмертно)[119].
- Поллини, Маурицио (82) — итальянский пианист[120].
- Рыхляков, Вадим Николаевич (83) — российский генеалог и библиограф[121].
- Сидран, Абдула (79) — боснийский писатель, поэт и драматург[122].
- Синглтон, Гордон (67) — канадский велогонщик, чемпион мира (1982)[123].
- Тортоса, Сильвия[исп.] (77) — испанская актриса[124].
- Шевченко, Сергей Васильевич (66) — советский и украинский футболист, тренер[125].

## 22 марта

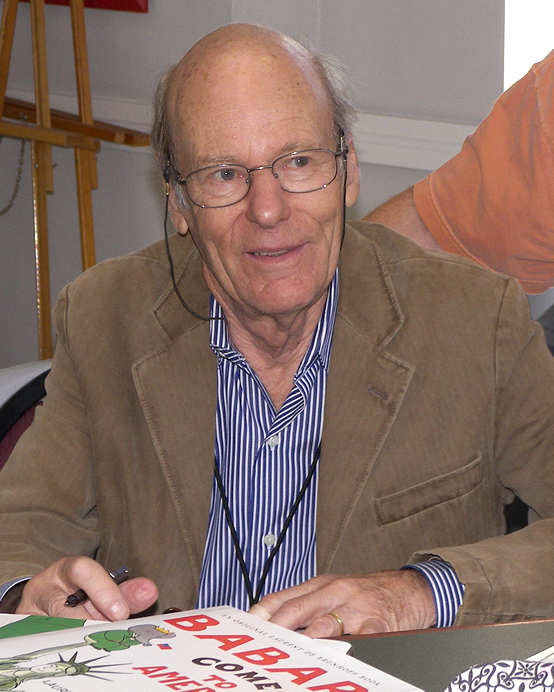
Лоран де Брюнофф

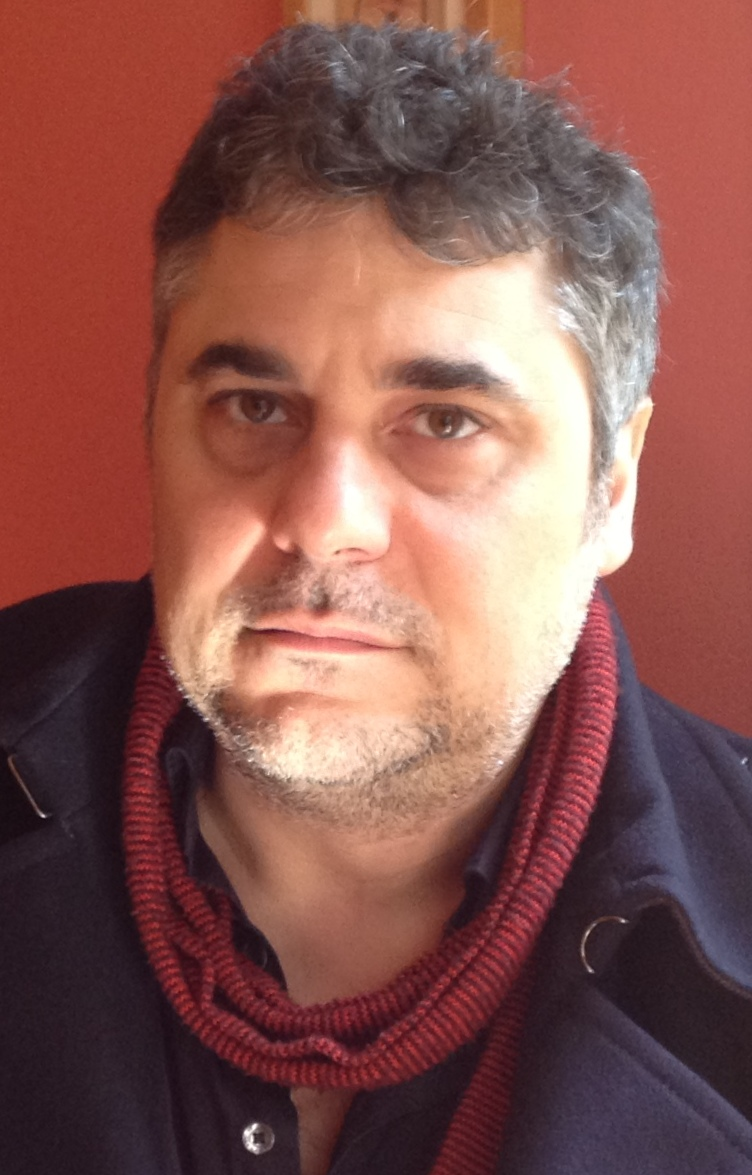
Алек Попов

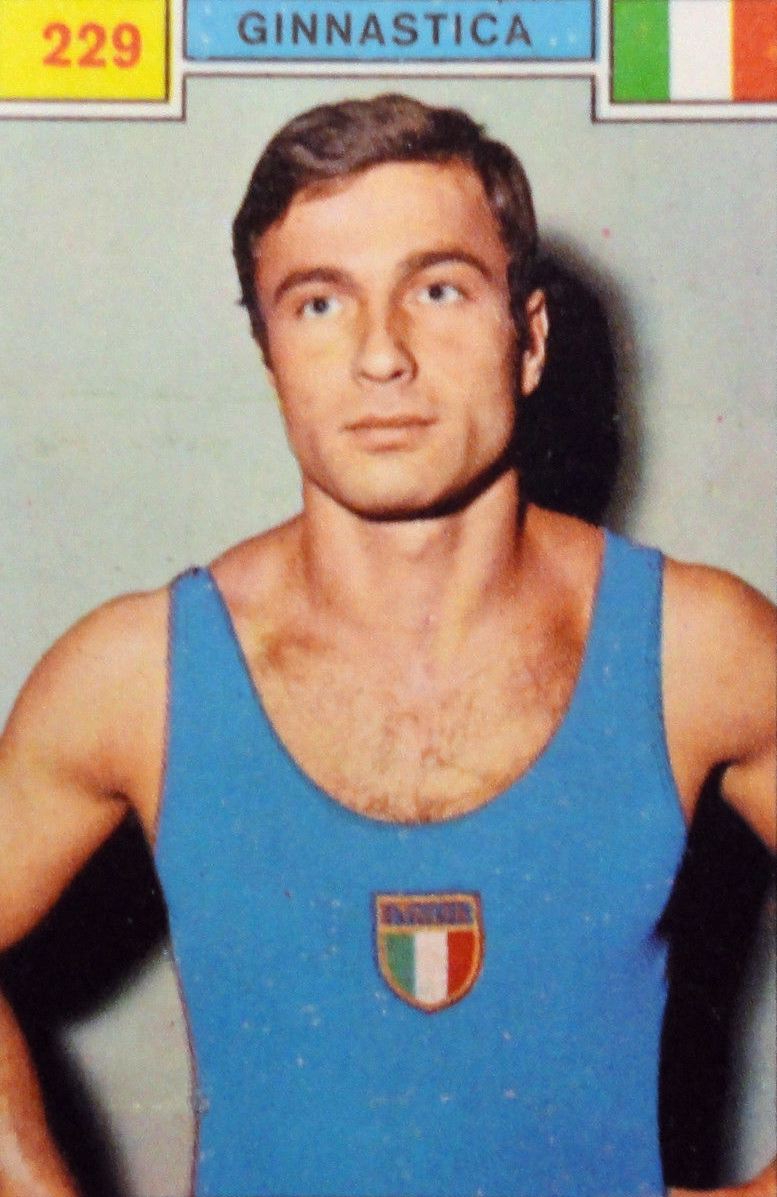
Луиджи Чимнаги

- Альмлёф, Бертиль[швед.] (93) — шведский художник[126].
- Беннет, Питер[англ.] (77) — английский футболист[127].
- Блинов, Павел Георгиевич (78) — советский и российский тренер по тяжёлой атлетике[128].
- Брюнофф, Лоран де (98) — французский писатель и художник[129].
- Будённый, Михаил Семёнович (79) — советский и российский спортсмен-конник, президент Федерации конного спорта СССР/России (1984—1993), сын Семёна Будённого[130].
- Кацадрамис, Тодорос[греч.] (94) — греческий актёр[131].
- Костырко, Сергей Павлович (74) — советский и российский литературный критик, эссеист, прозаик[132].
- Намдаков, Зандара Хутуктуевич (89) — советский государственный деятель, председатель Агинского окружного исполкома (1982—1987)[133].
- Попов, Алек (58) — болгарский писатель, сценарист[134].
- Попова, Екатерина Владимировна (39) — российская спортсменка-паралимпиец, чемпионка России по паралимпийскому настольному теннису, серебряный и бронзовый призёр чемпионатов Европы; погибла в результате теракта[135].
- Разноглядов, Владислав Павлович (86) — советский и российский хореограф, главный балетмейстер Свердловского театра музыкальной комедии (1973—2006), заслуженный деятель искусств Российской Федерации (1993)[136].
- Сарати Деб, Партха[англ.] (68) — индийский актёр[137].
- Усов, Лев Акимович (93) — советский и российский фармаколог[138].
- Черница, Борис Викторович (66) — российский бриджист, призёр парного (1993) и командного (1997) чемпионатов России[139].
- Чимнаги, Луиджи (83) — итальянский гимнаст, участник летних Олимпийских игр (1964 и 1968)[140].

## 21 марта

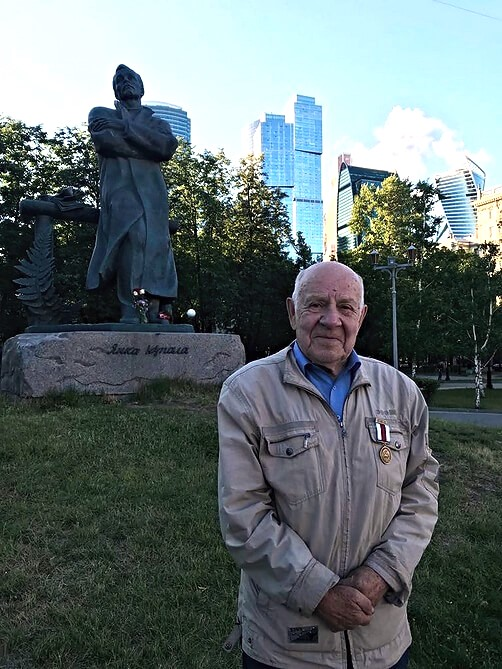
Алексей Кавко

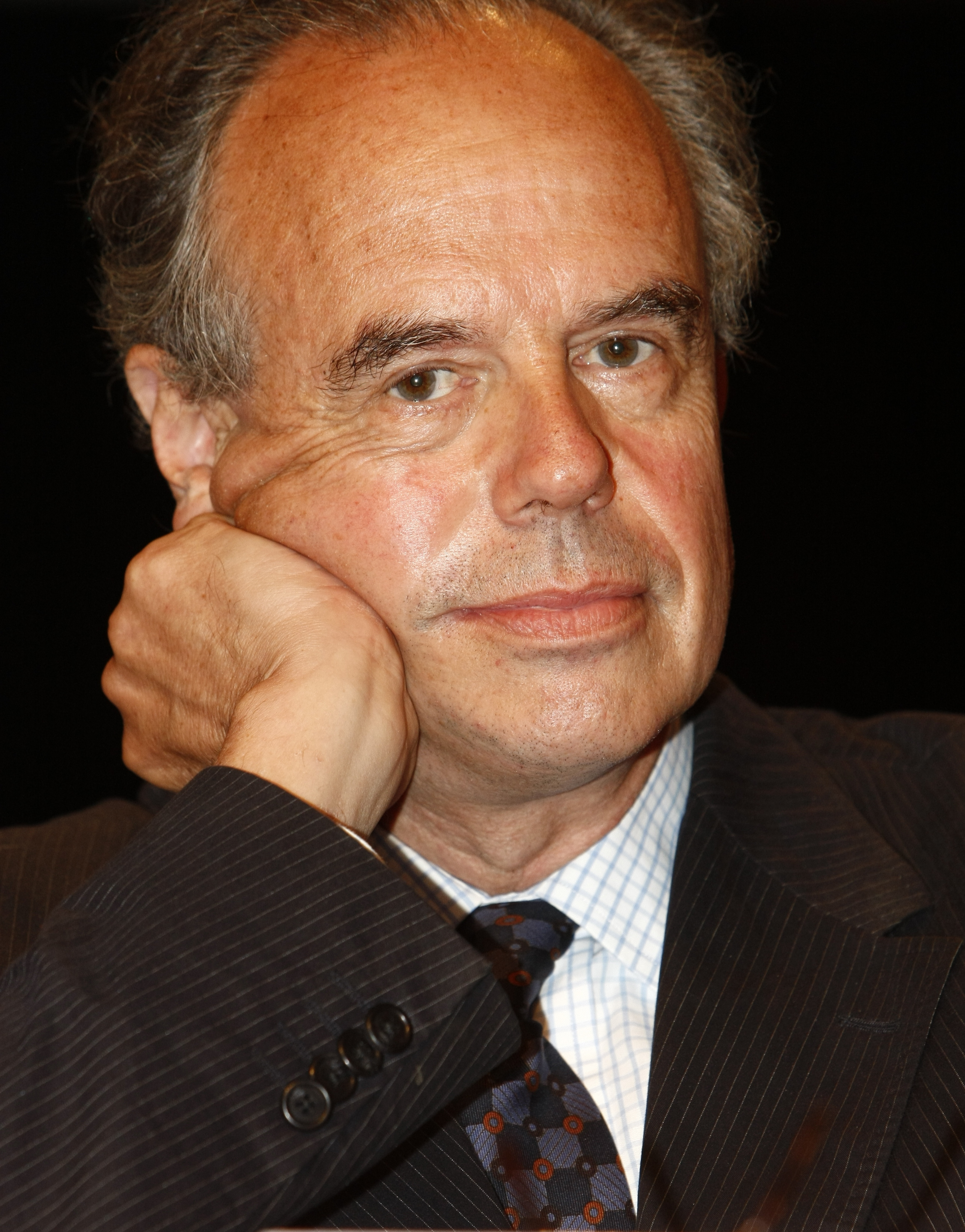
Фредерик Миттеран

- Агаджанов, Михаил Иосифович (84) — советский и армянский врач, биохимик, заслуженный деятель науки Армении (2010)[141].
- Адам, Эрвин[чеш.] (101) — американский эпидемиолог[142].
- Аравена, Орландо[исп.] (81) — чилийский футболист и футбольный тренер, игрок национальной сборной[143].
- Ван Роен, Лоренс[нидерл.] (88) — нидерландский пианист и композитор[144].
- Гамильтон, Ганс, 4-й барон Холмпатрик (69) — британский аристократ, барон Холмпатрик (1991—2024)[145].
- Кавко, Алексей Константинович (86) — советский и российский историк и литературовед[146].
- Миттеран, Фредерик (76) — французский государственный деятель, писатель и режиссёр, министр культуры и коммуникаций (2009—2012)[147].
- Озтан, Бахар[тур.] (61) — турецкая актриса[148].
- Сантуш, Джина[порт.] (96) — португальская актриса[149].
- Шоу, Сара-Энн[англ.] (90) — американская журналистка[150].
- Эвора, Антониу[порт.] (82) — португальский актёр[151].

## 20 марта

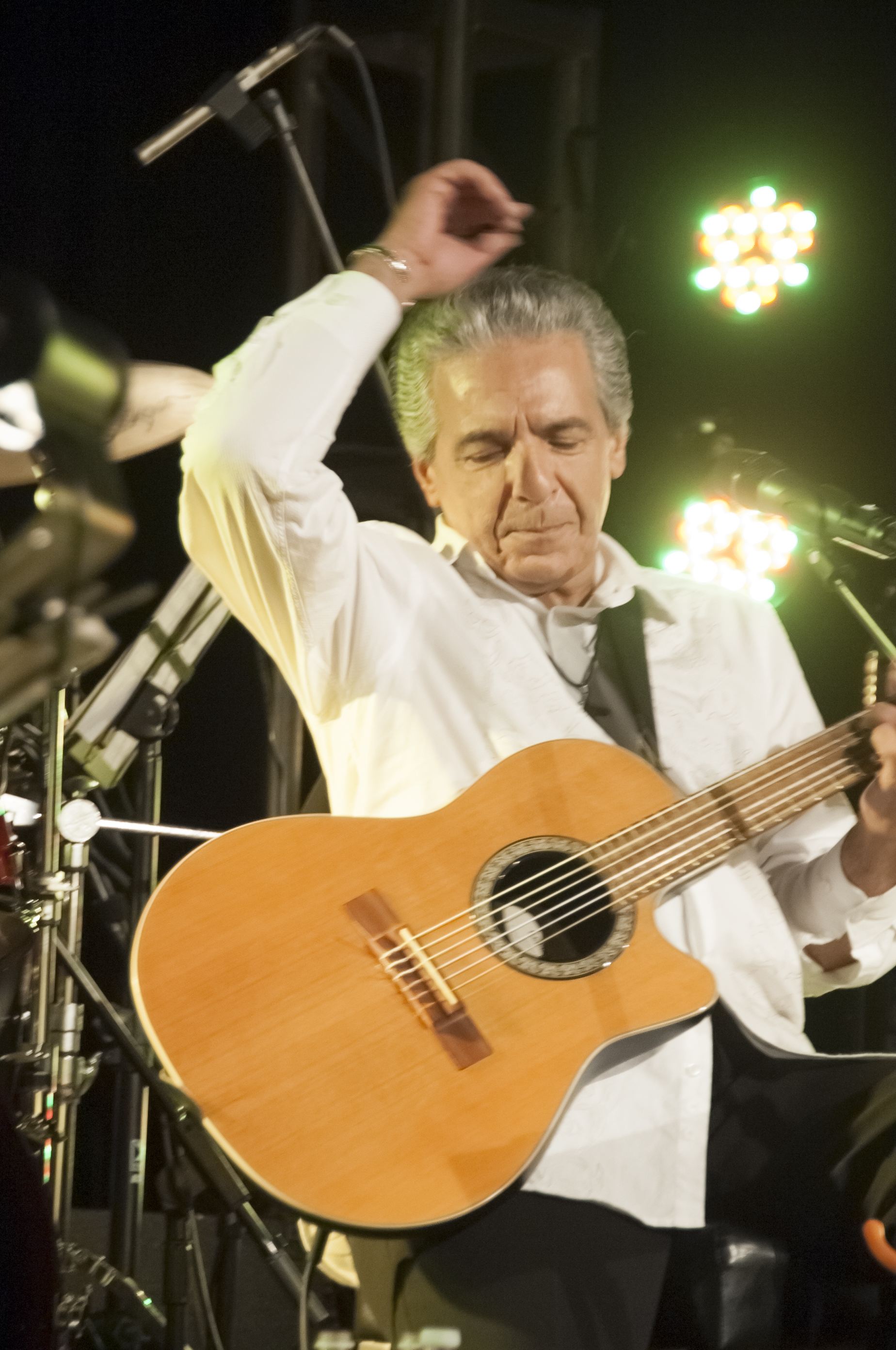
Фарамарз Аслани

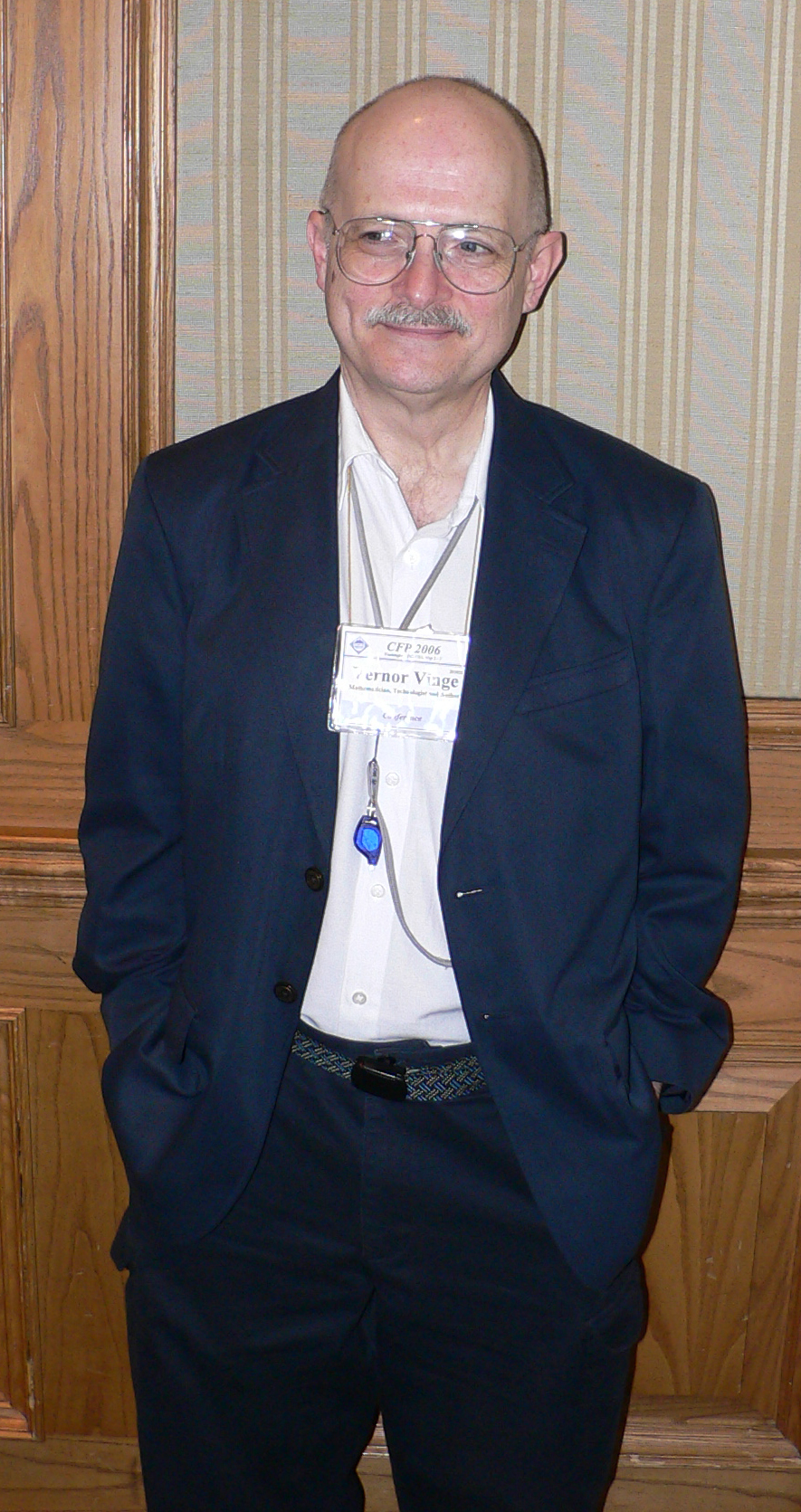
Вернор Виндж

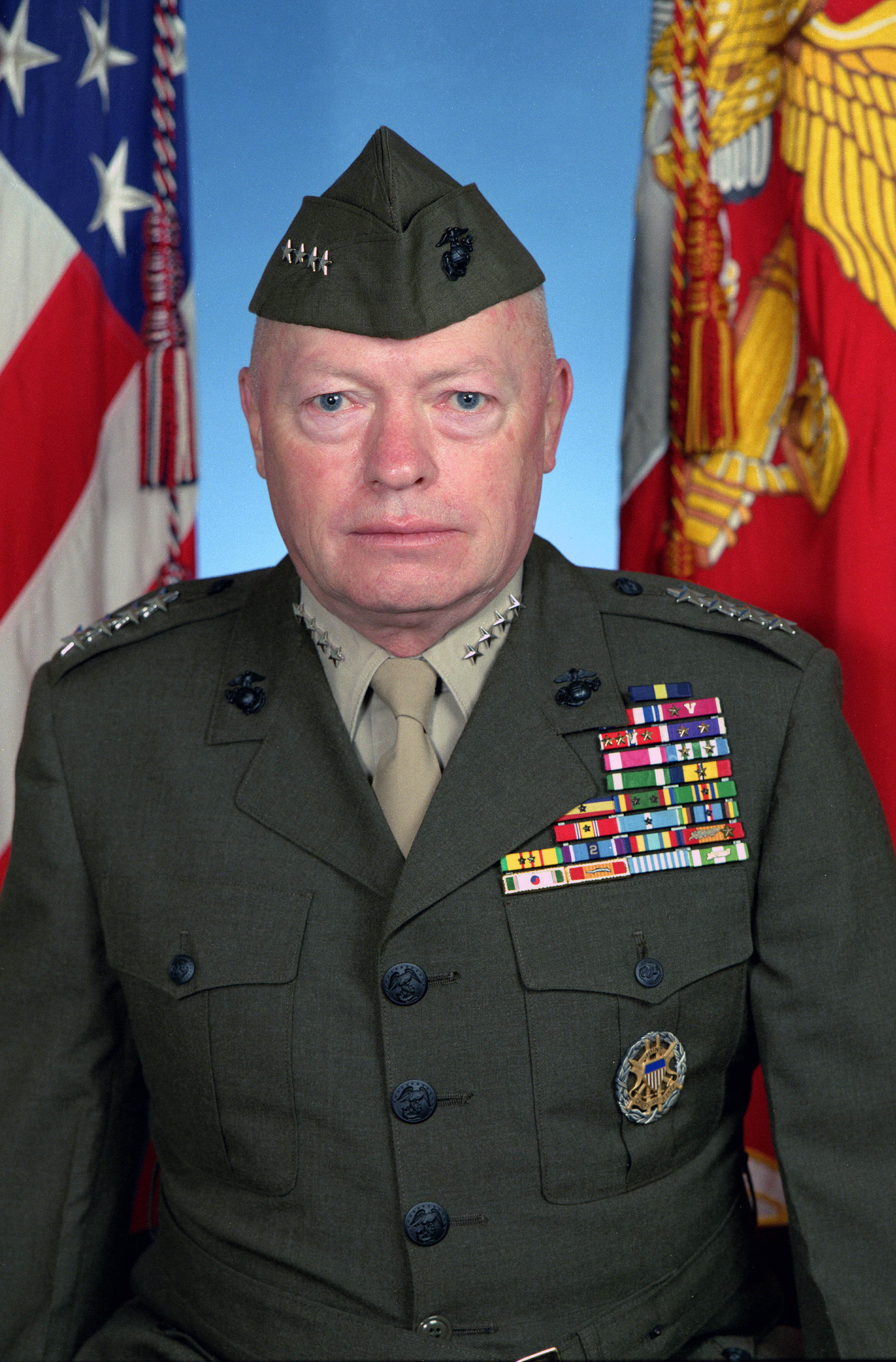
Альфред Грей

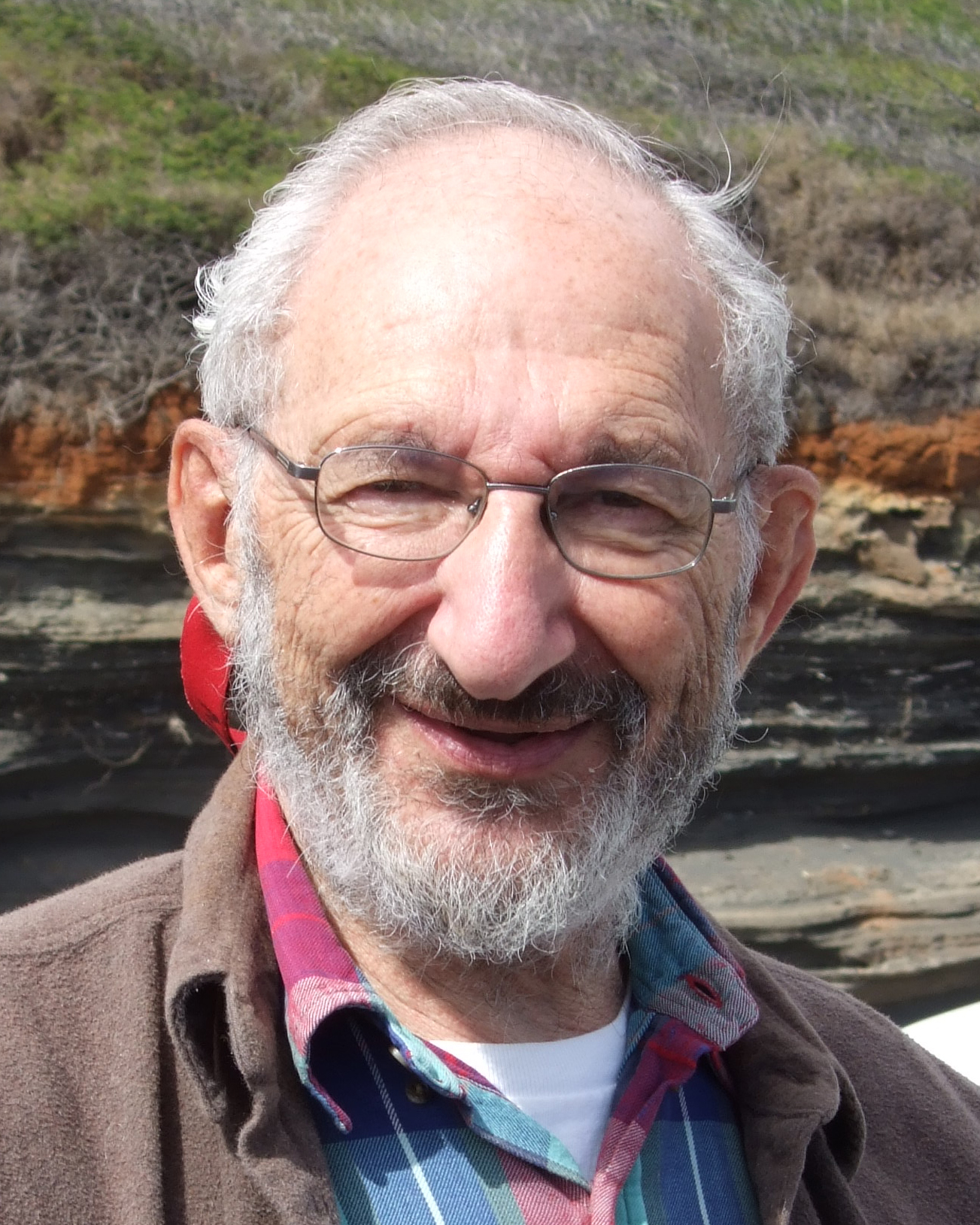
Милтон Даймонд

- Алви Дахлан, Мухаммад[индон.] (90) — индонезийский политик, министр информации (1998)[152].
- Амангельдыев, Ораз (73) — советский и туркменский актёр[153].
- Аслани, Фарамарз (69) — иранский эстрадный певец, гитарист и музыкальный продюсер[154].
- Баюн, Лилия Семёновна (77) — советский и российский лингвист, востоковед-хеттолог[155].
- Виндж, Вернор (79) — американский писатель-фантаст[156].
- Грей, Альфред Мейсон (95) — американский военный деятель, комендант корпуса морской пехоты США (1987—1991)[157].
- Даймонд, Милтон (90) — американский учёный в области анатомии и репродуктивной биологии[158].
- Келлок, Билли[англ.] (70) — шотландский футболист[159].
- Леонов, Алексей Георгиевич (72) — советский и российский физик[160].
- Макри, Думитру (92) — румынский футболист и футбольный тренер, игрок национальной сборной[161].
- Маццетти, Коки[итал.] (87) — итальянская эстрадная певица[162].
- Пашеку, Антониу (57) — португальский футболист, игрок национальной сборной[163].
- Ротенберг, Вадим Семёнович (82/83) — советский и израильский психиатр и психофизиолог (о смерти объявлено в этот день)[164].
- Сарсекеев, Медеу Сапаулы (88) — советский и казахстанский писатель[165].
- Титков, Анатолий Иванович (100) — советский инженер, главный конструктор Уральского автомобильного завода (1961—1968)[166].
- Эльфстрём, Стен[швед.] (81) — шведский актёр[167].

## 19 марта

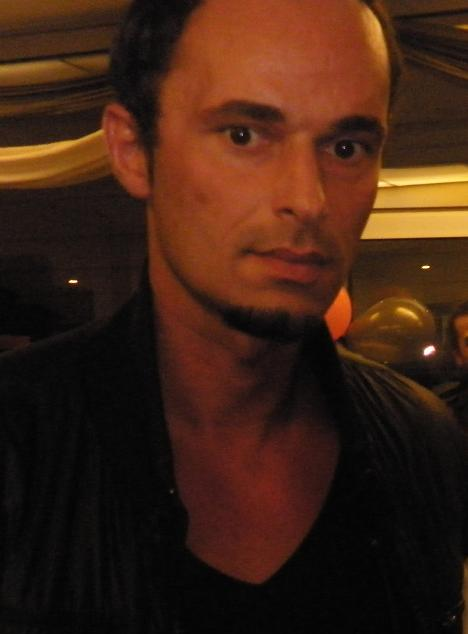
Эрсен Мартин

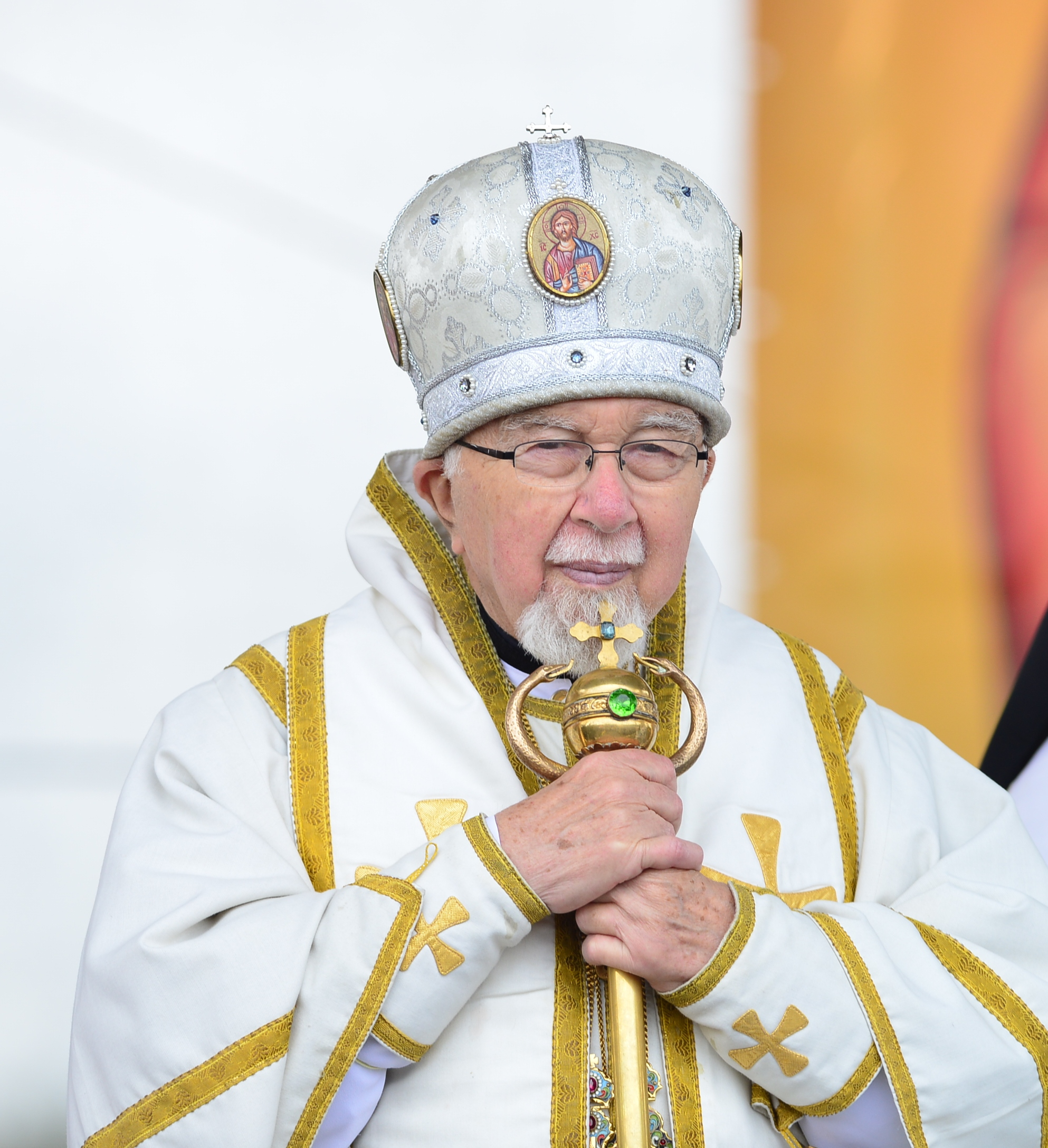
Симеон (Яковлевич)

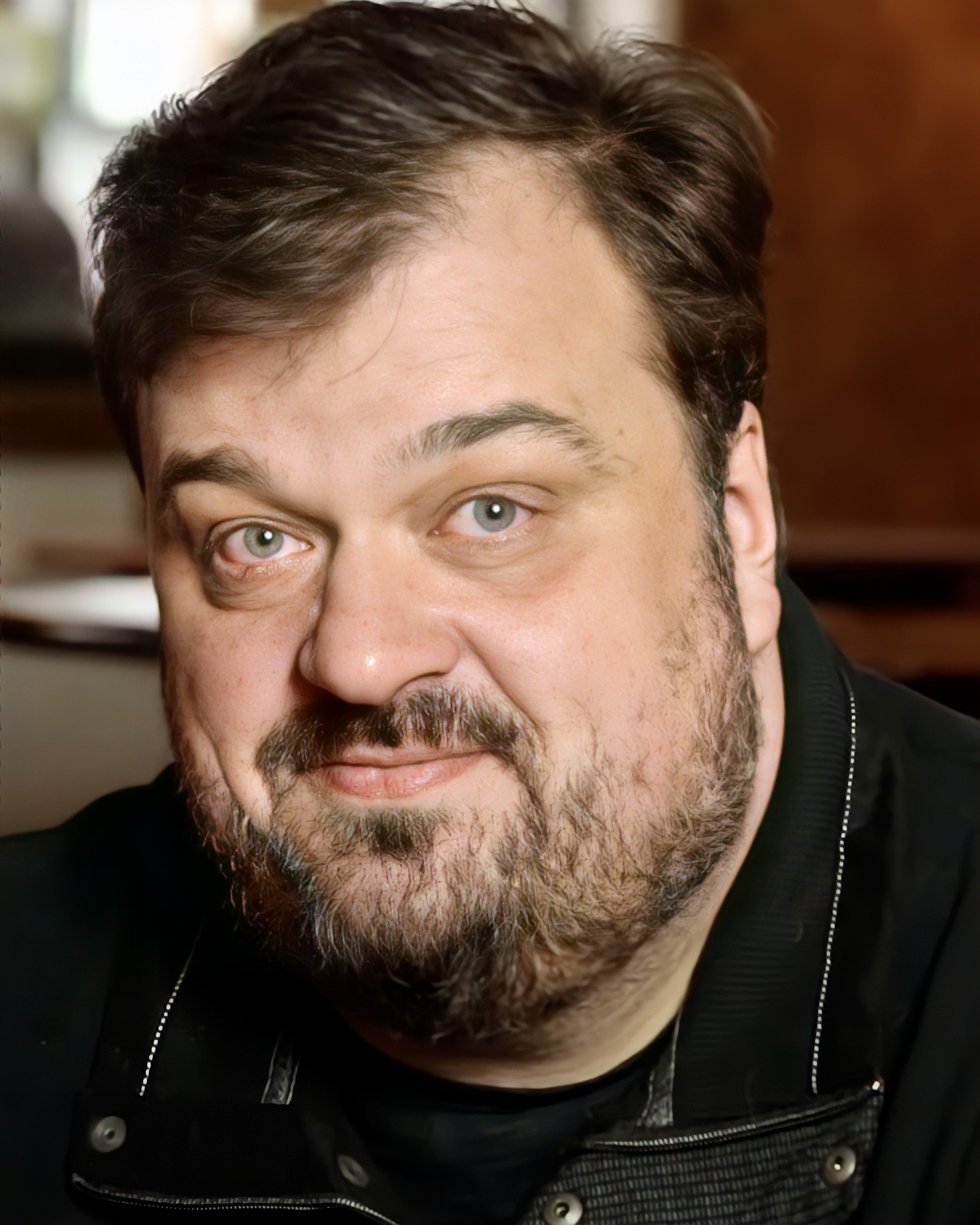
Василий Уткин

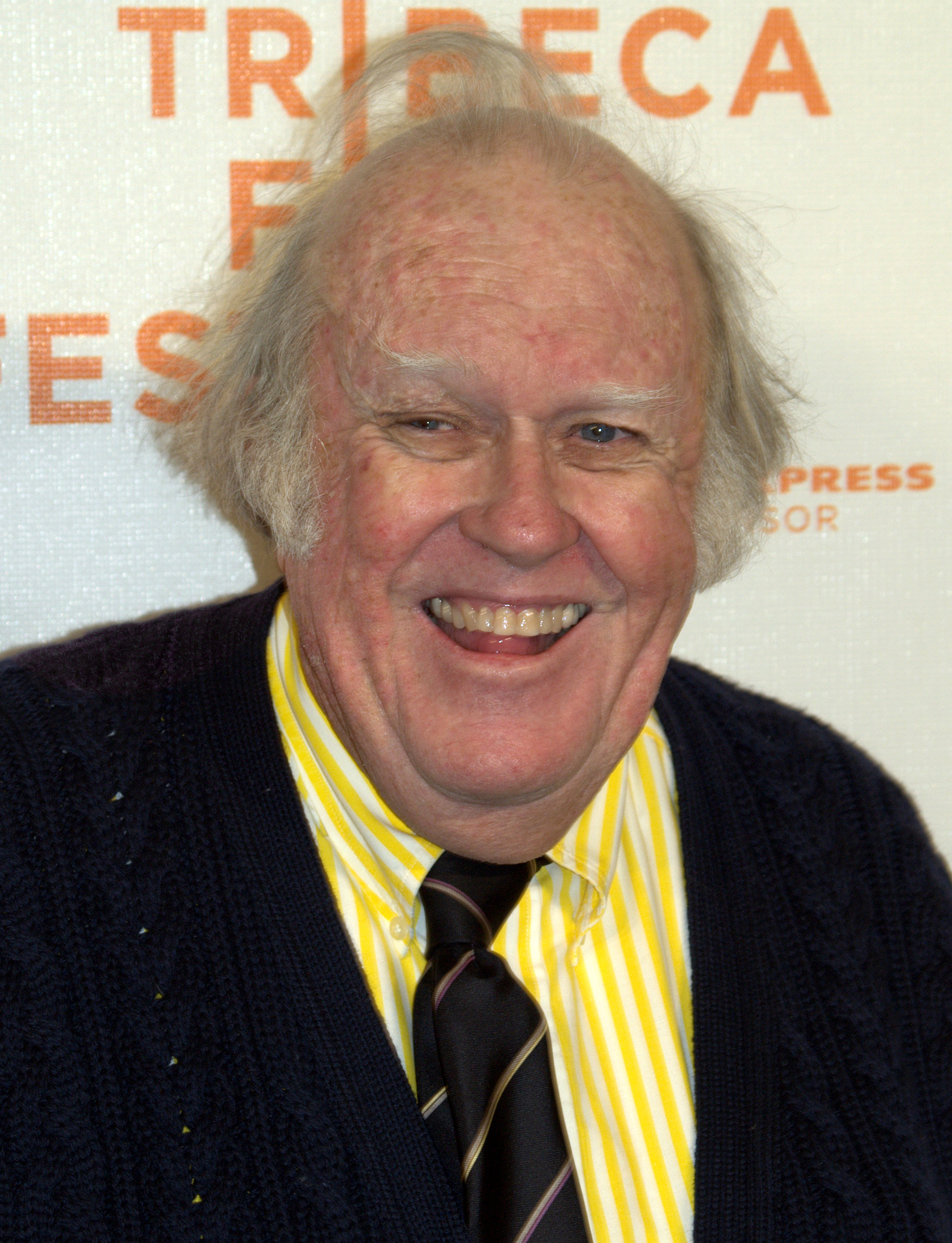
М. Эммет Уолш

- Кесума, Донни[индон.] (55) — индонезийский актёр[168].
- Куатбек, Мухамбет (27) — казахстанский борец вольного стиля, победитель юношеских Олимпийских игр (2014); ДТП[169].
- Маркин, Артём Эдуардович (54) — российский дирижёр, заслуженный артист Российской Федерации (2023)[170].
- Мартин, Эрсен (44) — турецкий футболист[171].
- Морозова, Раиса Кирилловна (85) — советский и российский передовик производства, Герой Социалистического Труда (1986)[172].
- Сапронов, Анатолий Георгиевич (84) — советский и российский научный деятель, ректор (1997—2007) и президент (с 2007) ЮРГУЭС[173].
- Сере, Жан-Люк (72) — французский шахматист[174].
- Симеон (Яковлевич) (98) — архиерей Православной Церкви Чешских земель и Словакии, архиепископ Оломоуцкий[175].
- Стеванович, Владимир (76) — сербский ботаник, академик САНУ (2012)[176].
- Таранда, Витаутас Леонович (58) — советский и российский артист балета и хореограф, заведующий труппой Имперского русского балета, брат Гедиминаса Таранды[177].
- Уолш, Майкл Эммет (88) — американский актёр[178].
- Уткин, Василий Вячеславович (52) — российский спортивный комментатор и журналист[179].
- Форест, Леонард[англ.] (96) — канадский кинорежиссёр и сценарист[180].
- Хаджаев, Альберт Захарович (86) — советский и российский дагестанский художник, заслуженный художник Российской Федерации (2008)[181].
- Черковски, Нили[англ.] (76) — американский поэт[182].
- Шарифжанов, Измаил Ибрагимович (83) — советский и российский историк, заслуженный деятель науки Российской Федерации (2010)[183].
- Эрбова, Карла[чеш.] (90) — чешская писательница и журналистка[184].

## 18 марта

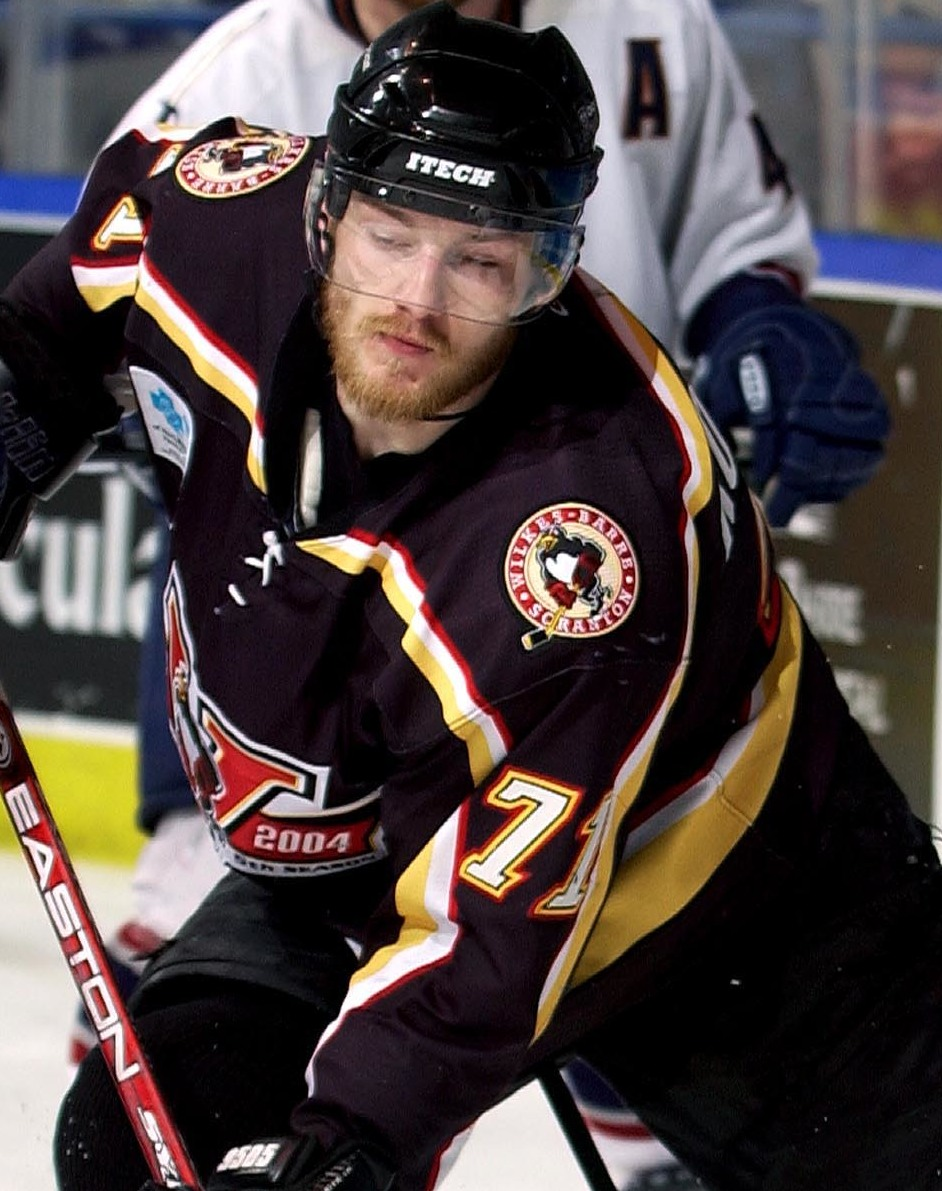
Константин Кольцов

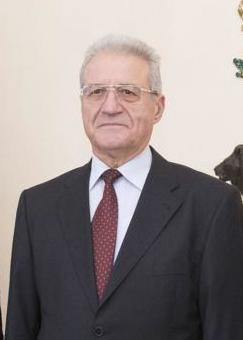
Ангел Марин

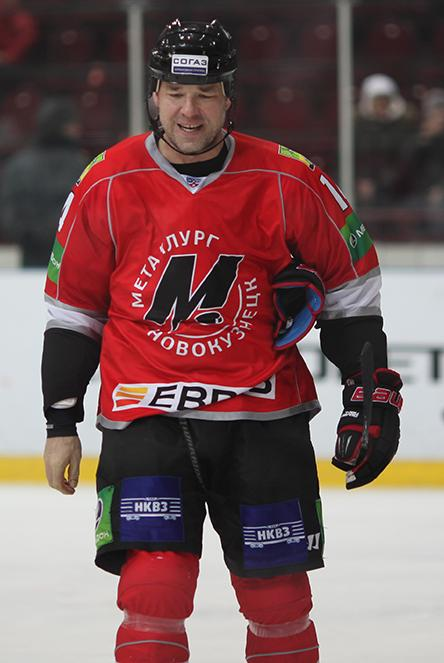
Крис Саймон

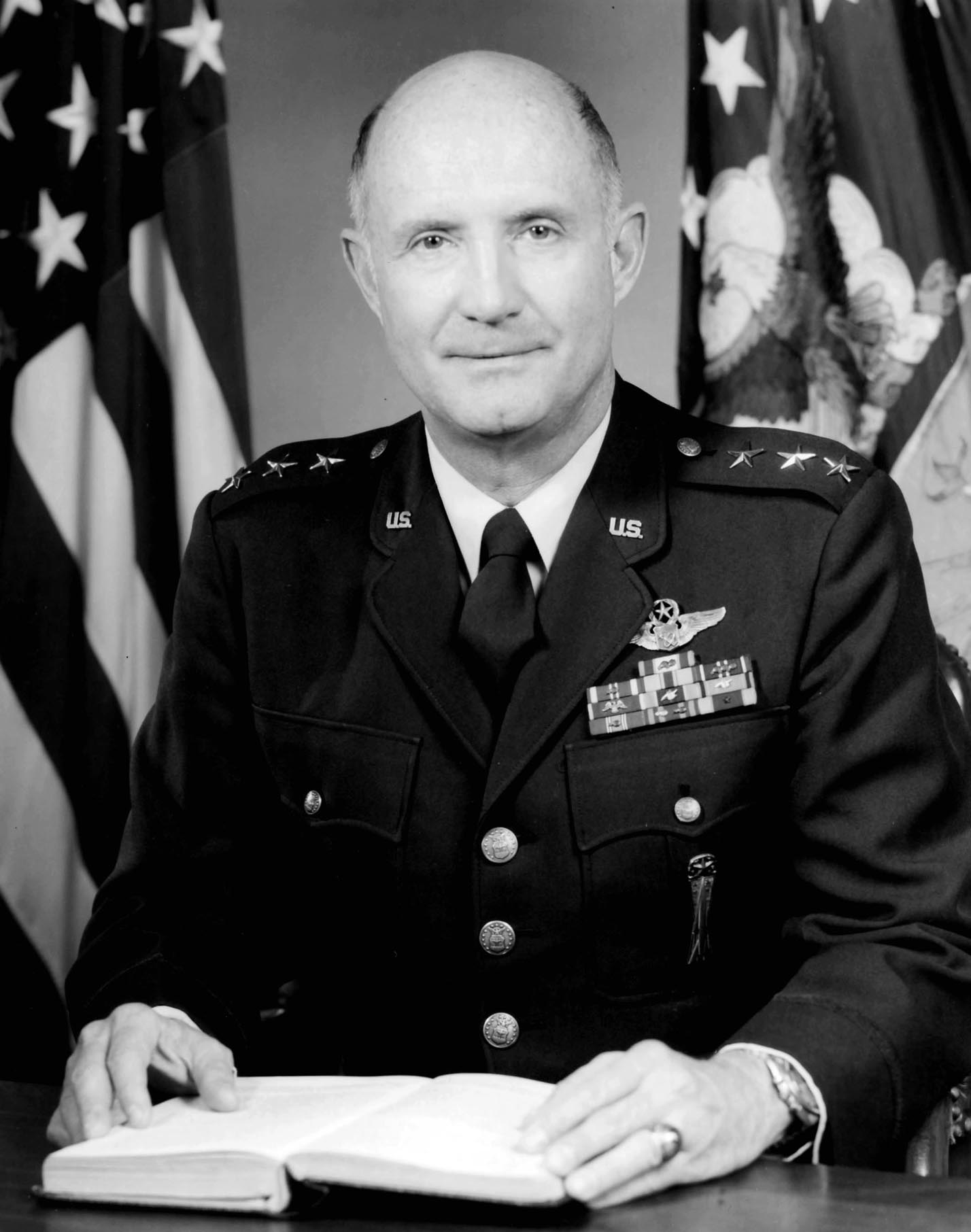
Томас Стаффорд

- Ананьевский, Михаил Григорьевич (94) — советский хозяйственный и государственный деятель, директор Череповецкого металлургического комбината (1973—1981), заместитель председателя Госснаба СССР (1987—1990) (о смерти стало известно в этот день)[185].
- Барбу, Даниэль (65) — румынский политический деятель, министр культуры (2012—2013), сенатор (2012—2016)[186].
- Бейнем, Рон (94) — английский футболист, вратарь[187].
- Боллигер, Петер (86) — швейцарский спортсмен (академическая гребля), бронзовый призёр Олимпийских игр (1968)[188].
- Данс, Росалия[исп.] (68) — испанская актриса, поэтесса и художница[189].
- Диас Гонсалес, Никандро (60) — мексиканский продюсер театра и телевидения и координатор производства[190].
- Кольцов, Константин Евгеньевич (42) — белорусский хоккеист и тренер, обладатель Кубка Гагарина (2011)[191].
- Кунтер, Петер (82) — немецкий футболист, вратарь[192].
- Марин, Ангел (82) — болгарский государственный и военный деятель, вице-президент (2002—2012)[193].
- Невеш, Жуана[порт.] (37) — бразильская паралимпийская пловчиха, пятикратный призёр летних Паралимпийских игр[194].
- Ониани, Вахтанг (93) — грузинский скульптор, живописец и график, заслуженный художник Грузинской ССР (1967)[195].
- Саймон, Крис (52) — канадский хоккеист, обладатель Кубка Стэнли (1996)[196].
- Синодзука, Кэндзиро[яп.] (75) — японский раллийный автогонщик, победитель «Ралли Дакар» в зачёте автомобилей (1997)[197].
- Стаффорд, Томас (93) — американский астронавт, участник миссии Аполлон-10[198].
- Хастингс, Джимми (85) — британский музыкант[199].
- Чавелита[исп.] (93) — панамская певица, танцовщица и хореограф[200].

## 17 марта

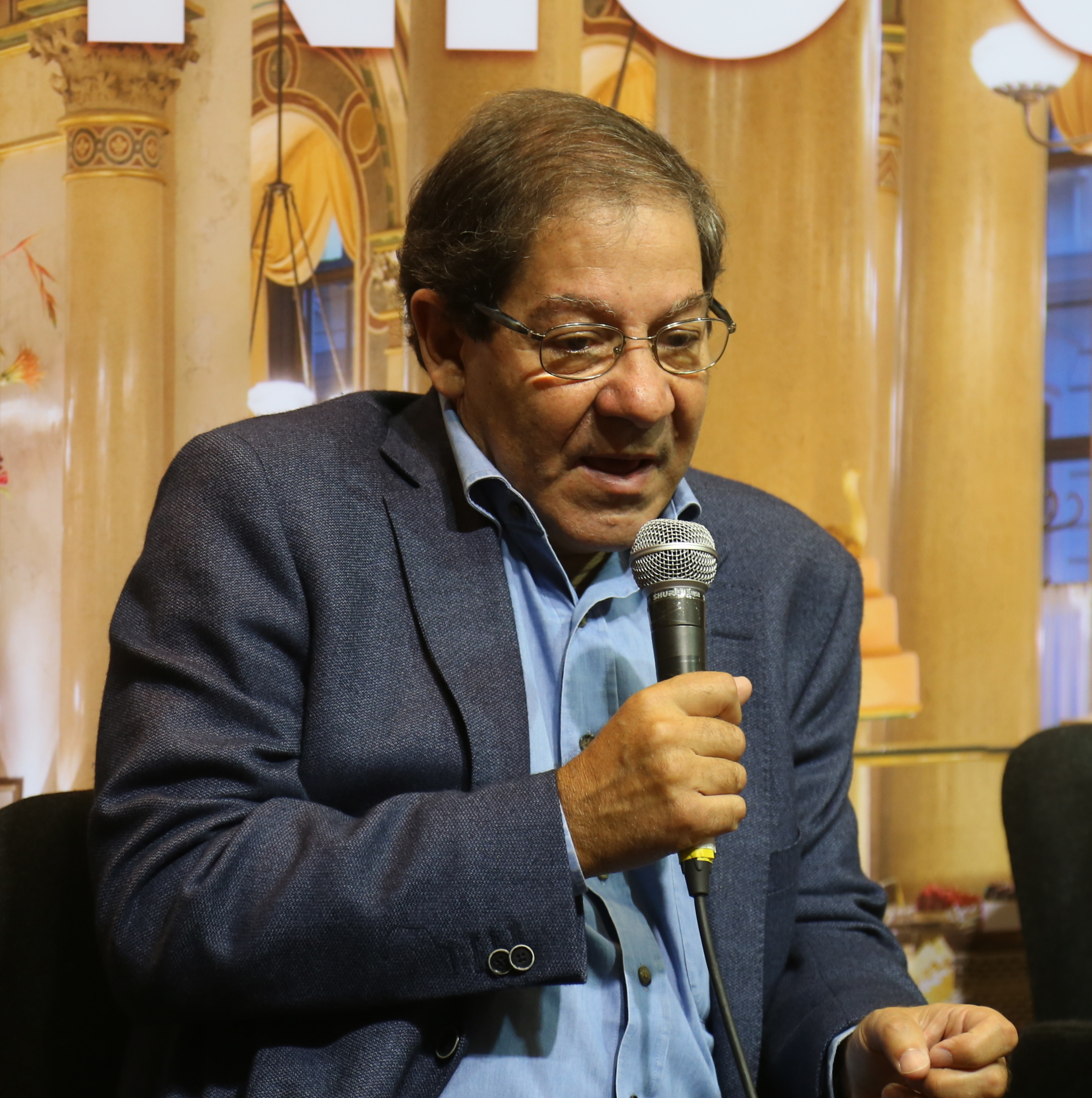
Нуну Жудисе

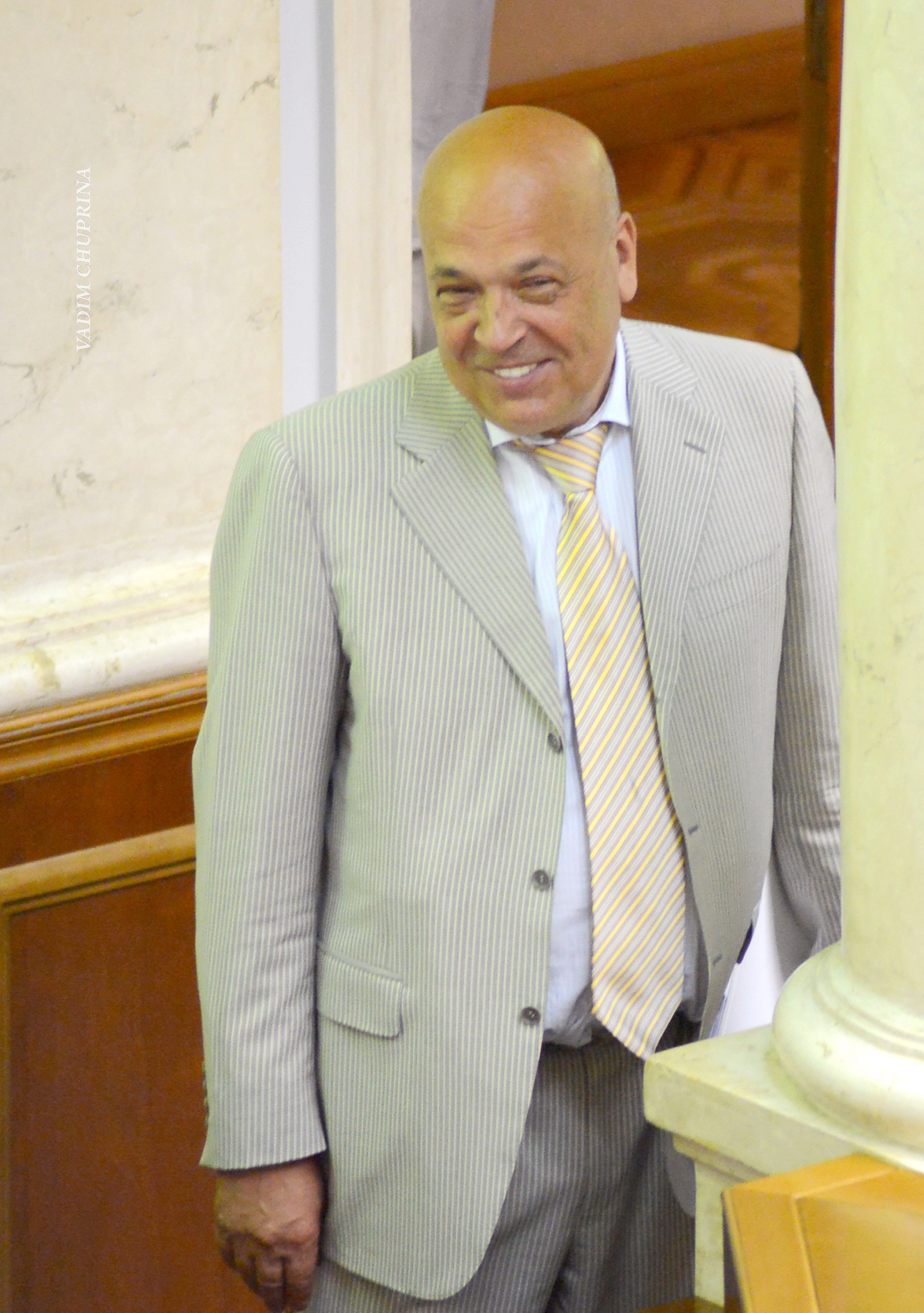
Геннадий Москаль

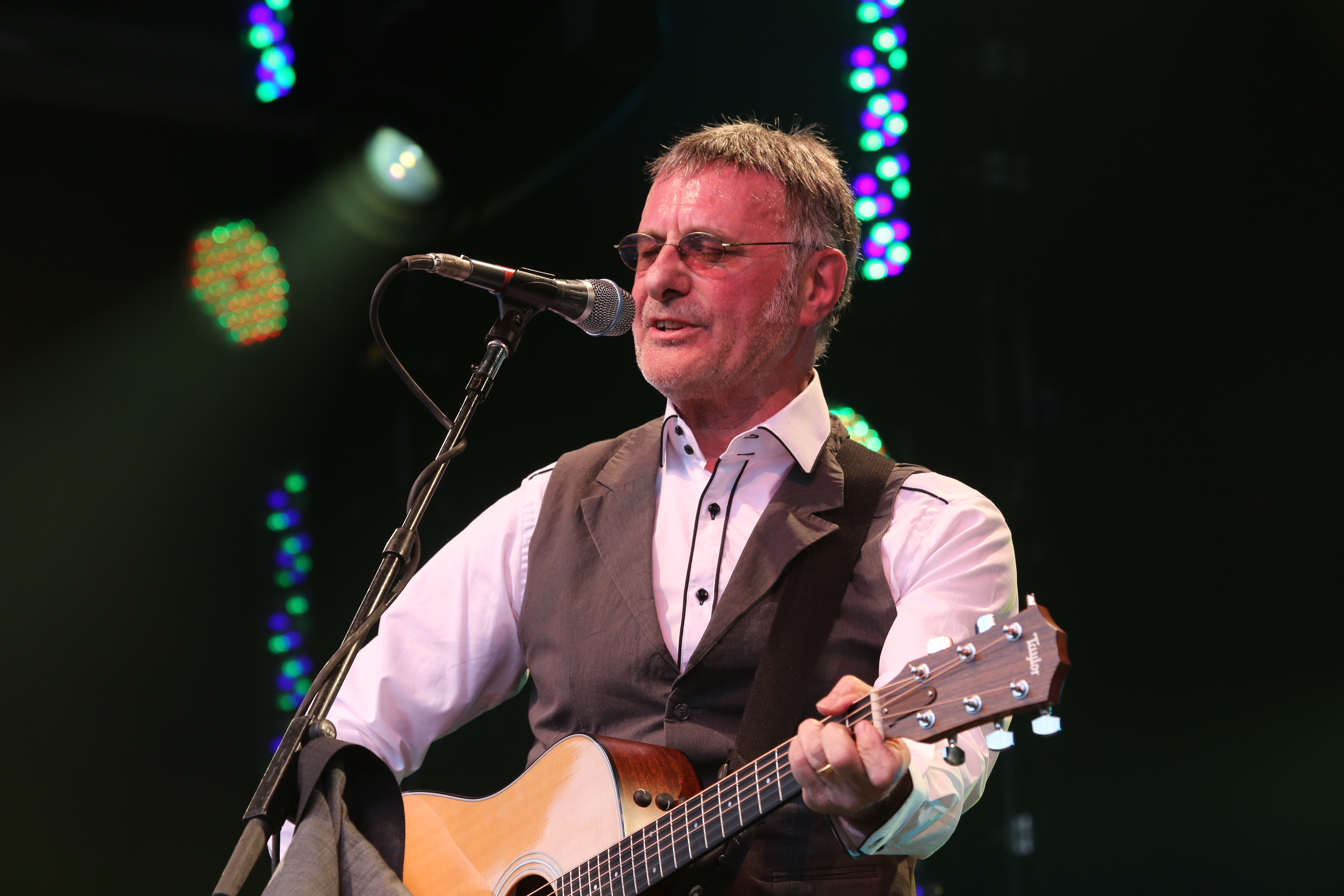
Стив Харли

- Агатонович, Миле[серб.] (74) — сербский эстрадный певец[201].
- Бергамаско, Эрнесто[итал.] (74) — итальянский боксёр, участник летних Олимпийских игр (1972)[202].
- Брылль, Эрнест[пол.] (89) — польский поэт, автор текстов песен, либреттист и литературный переводчик[203].
- Жудисе, Нуну (74) — португальский поэт и писатель[204].
- Зиёев, Умар (73) — советский и таджикский певец, народный артист Таджикской ССР (1990)[205].
- Комендер, Януш (93) — польский врач-трансплантолог, министр здравоохранения и социального обеспечения Польши (1987—1988)[206].
- Москаль, Геннадий Геннадиевич (73) — украинский политический и государственный деятель, народный депутат Украины (2007—2014), председатель Закарпатской областной государственной администрации (2001—2002, 2015—2019)[207].
- Пицхелаури, Константин Николаевич (93) — советский и грузинский историк, академик Академии наук Грузии (2020)[208].
- Томич, Радослав[хорв.] (67) — хорватский искусствовед, академик XAZU (2010)[209].
- Харли, Стив (73) — британский рок-музыкант, певец и автор песен[210].

## 16 марта

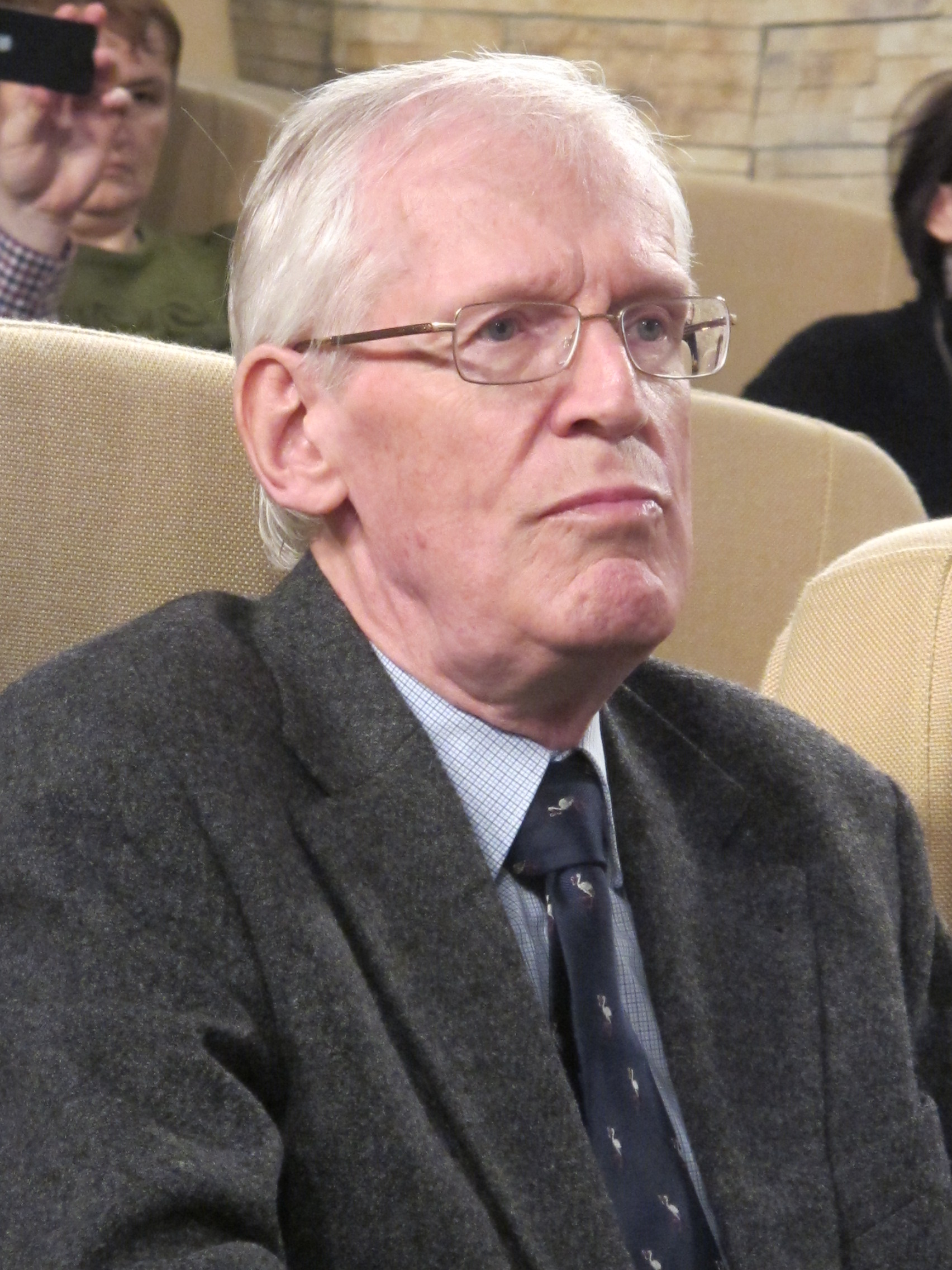
Кейс Верхейл

- Верхейл, Кейс (84) — нидерландский филолог-славист, писатель, переводчик[211].
- Гонтаренко, Галина Николаевна (77) — советский и российский композитор, профессор Ростовской консерватории[212].
- Канопкайте, София (98) — литовский биохимик, член-корреспондент (1976—2011) и почётный член (2011) АН Литвы[213].
- Красноскулов, Владимир Феодосиевич (80) — советский и российский композитор, заслуженный деятель искусств Российской Федерации (1998), профессор Ростовской консерватории[214].
- Кохон, Джаред[англ.] (76) — американский научный деятель, президент Университета Карнеги-Меллона[215].
- Сайдлер, Дэвид (86) — британо-американский сценарист, лауреат премий «Оскар» (2011) и BAFTA (2011)[216].
- Хай, Абдул[бенг.] (71) — бангладешский политик, депутат Парламента (с 2001)[217].

## 15 марта

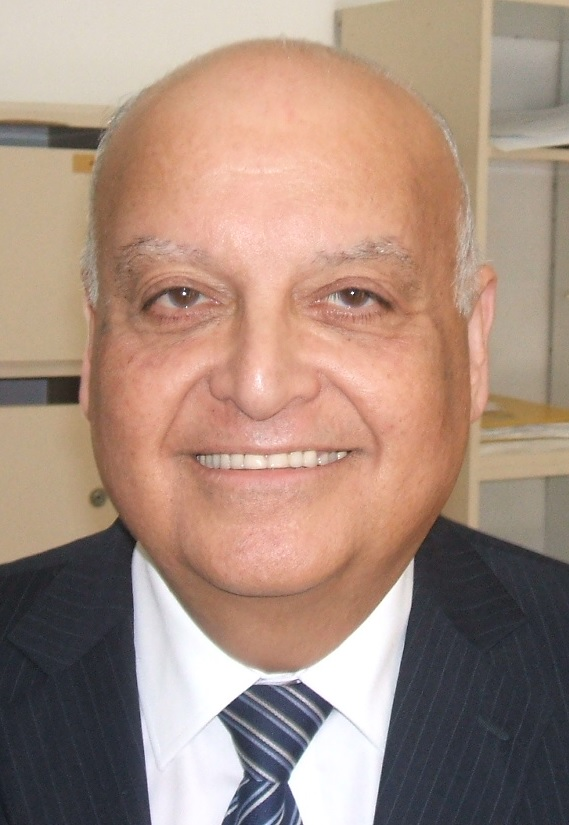
Салим Джубран

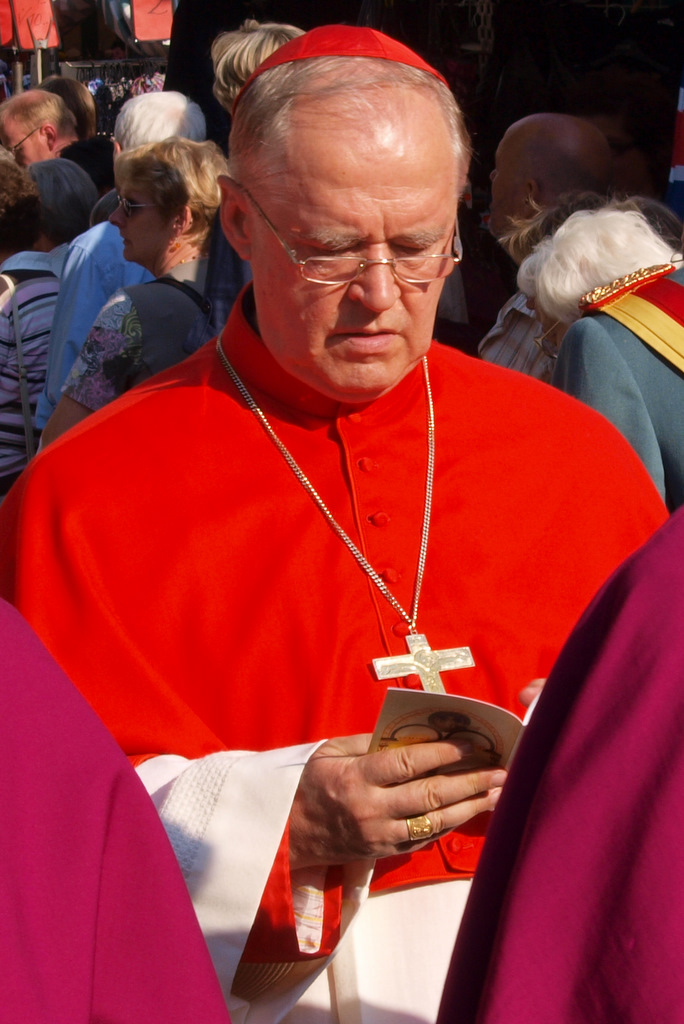
Пауль Йозеф Кордес

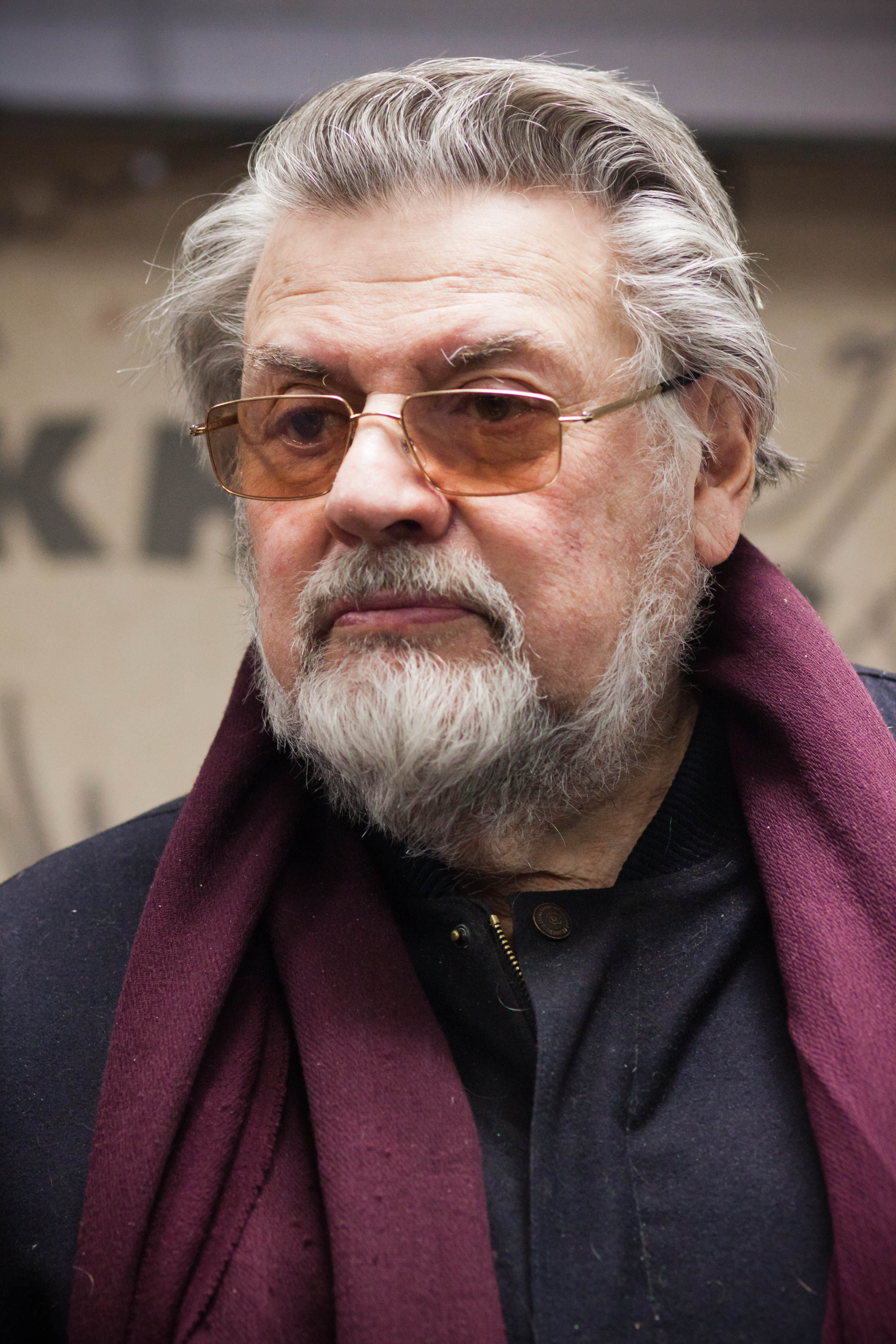
Александр Ширвиндт

- Блюм, Ханс[нем.] (95) — немецкий эстрадный певец и автор песен[218].
- Давыденко, Нина Степановна (90) — советская и белорусская балерина и хореограф, народная артистка Белорусской ССР (1964)[219].
- Джубран, Салим (76) — израильский юрист, судья Верховного суда (2003—2017)[220].
- Кордес, Пауль Йозеф (89) — немецкий кардинал, председатель Папского Совета Cor Unum (1995—2010)[221].
- Кэмп, Джо[англ.] (84) — американский режиссёр и сценарист[222].
- Лубеньский, Томаш (85) — польский журналист и писатель[223].
- Рамдас, Лакшминараян (90) — индийский адмирал, начальник штаба ВМФ (1990—1993)[224].
- Хвалибуг, Мария[пол.] (91) — польская актриса[225].
- Ширвиндт, Александр Анатольевич (89) — советский и российский актёр и режиссёр, художественный руководитель (2000—2021) и президент (с 2021) Московского Театра сатиры, народный артист РСФСР (1989), полный кавалер ордена «За заслуги перед Отечеством»[226].

## 14 марта

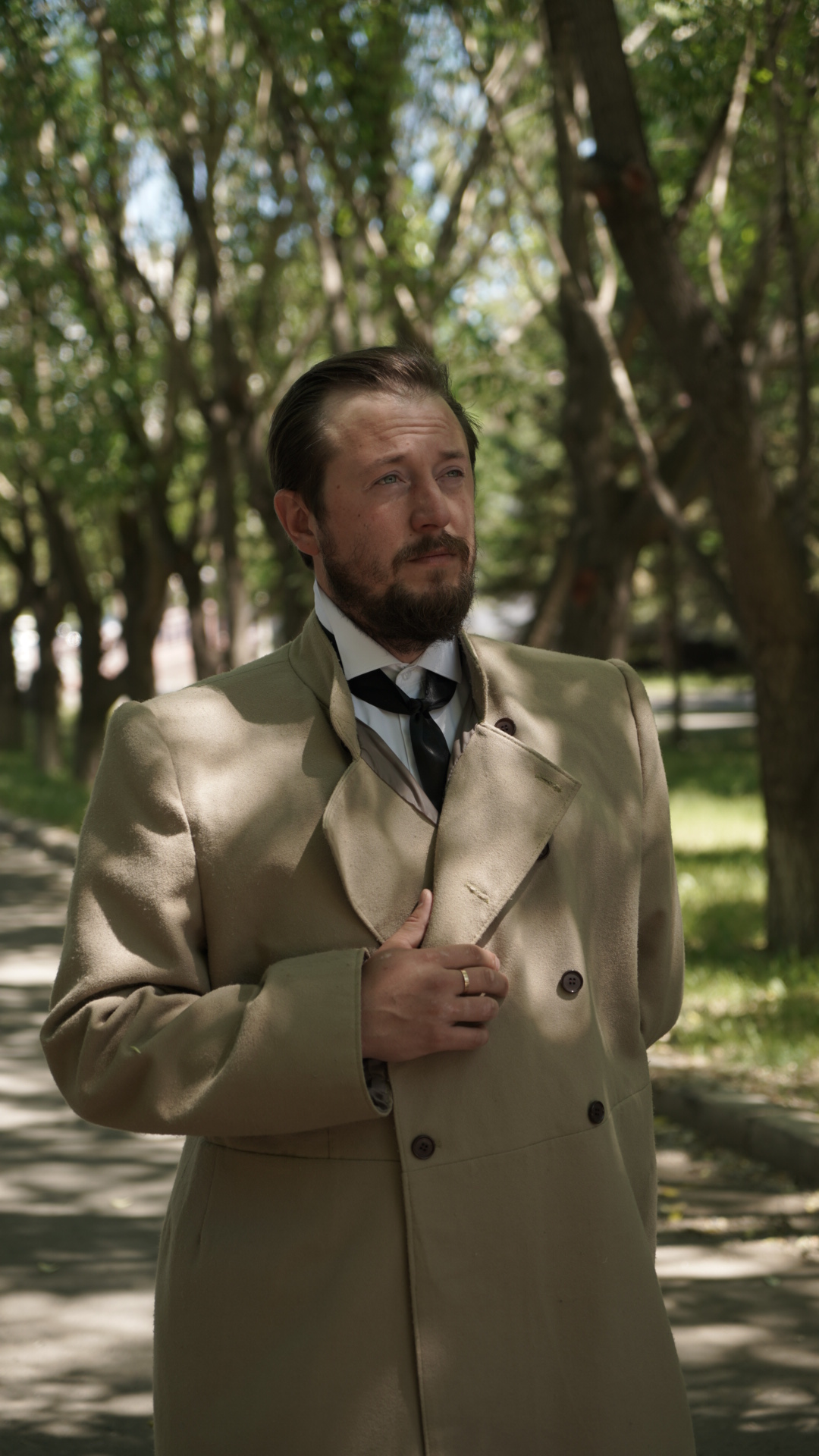
Андрей Белавин

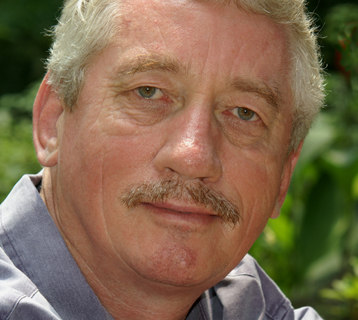
Франс де Вааль

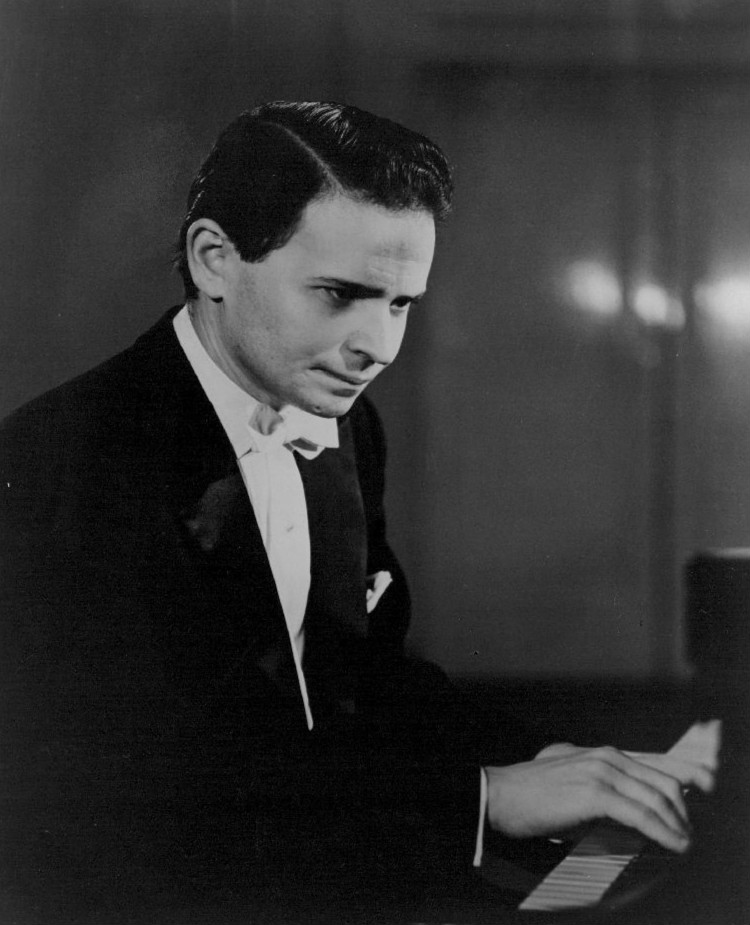
Байрон Дженис

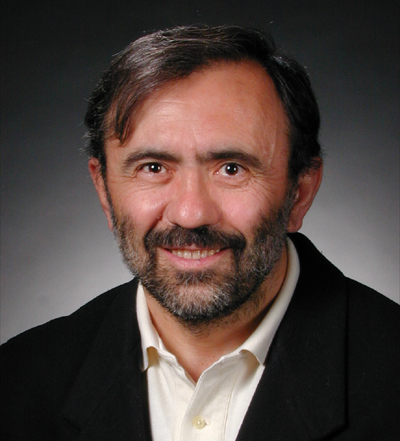
Костас Сукулис

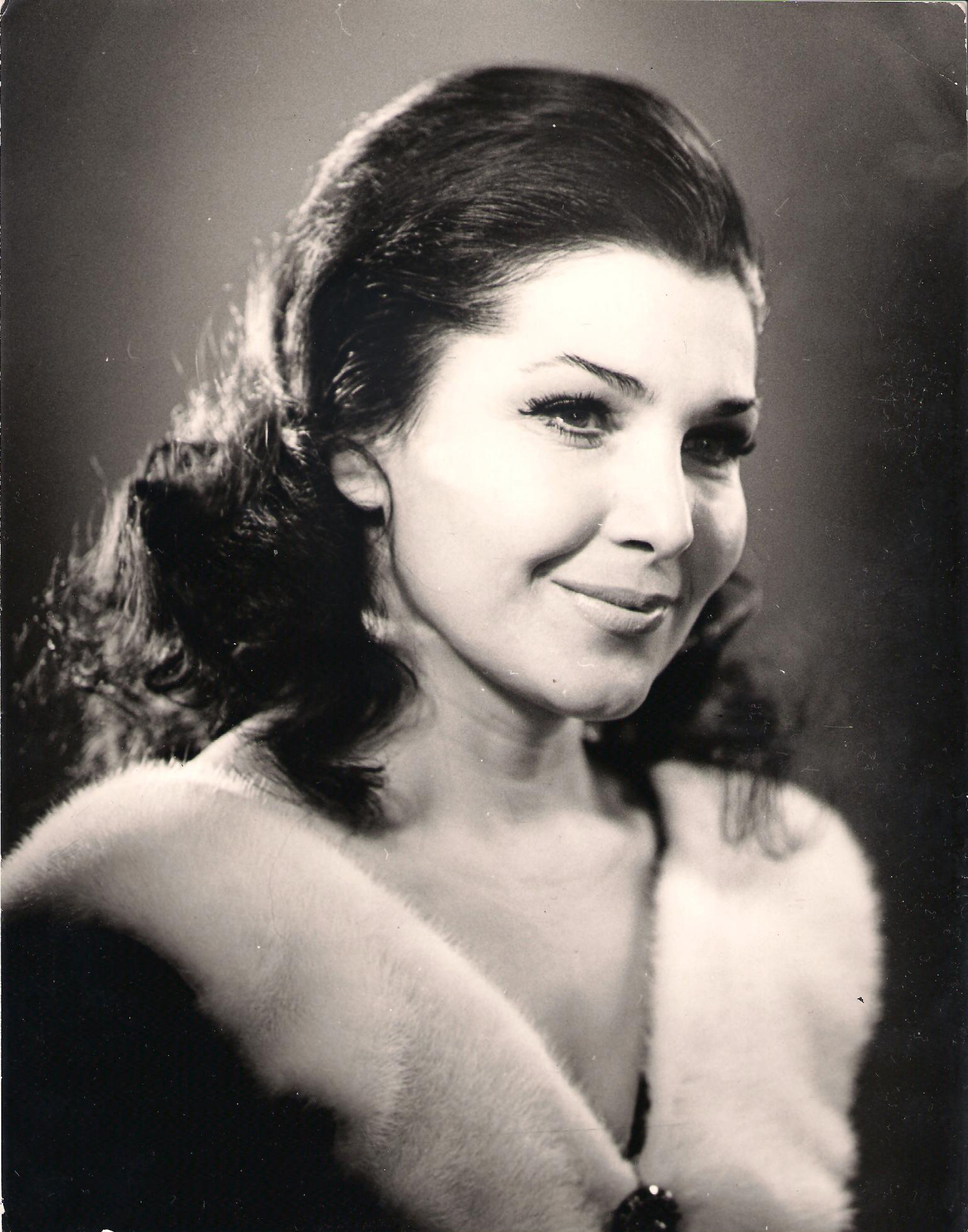
Ламара Чкония

- Алышанов, Шириндил Гасан оглы (71) — советский и азербайджанский филолог[227].
- Балогун, Лекан[англ.] (81) — нигерийский политический деятель, сенатор (1999—2003) и король Ибадана[228].
- Белавин, Андрей Михайлович (65) — советский и российский историк и археолог[229].
- Де Вааль, Франс (75) — нидерландский приматолог и этолог[230].
- Дженис, Байрон (95) — американский пианист[231].
- Жакшылыков, Талгарбек (59) — кыргызский оперный певец (бас), народный артист Кыргызстана (2003)[232].
- Джуманалиев, Марат (42) — двукратный чемпион Кыргызстана по боксу, победитель КВН в составе команды «Азия MIX»; падение с высоты[233].
- Зак, Иегошуа (94) — израильский физик[234].
- Земмелинг, Леон (84) — бельгийский футболист[235].
- Кэрролл, Фрэнсис (93) — австралийский католический прелат, архиепископ Канберры и Гоулбёрна (1983—2006)[236].
- Кузин, Александр Иванович — советский и российский государственный деятель, председатель Ямало-Ненецкого окружного Совета народных депутатов[237].
- Лобановская, Ирина Игоревна (74) — советская и российская писательница[238].
- Макарцев, Михаил Константинович (97) — советский военачальник, начальник Железнодорожных войск (1983—1992), генерал-полковник, Герой Социалистического Труда (1984)[239]
- Маккласки, Анджела[англ.] (64) — британская певица и автор песен[240].
- Пейдж, Грант[англ.] (85) — австралийский актёр и каскадёр[241].
- Салаи, Петер[венг.] (64) — венгерский юрист, судья Конституционного суда Венгрии (2011—2023)[242].
- Сукулис, Костас (73) — греческий и американский физик[243].
- Селльстрём, Свен-Улоф[швед.] (55) — шведский политический деятель, депутат Парламента (с 2010)[244].
- Тимофеева, Софья Алексеевна (79) — советская и российская актриса, заслуженная артистка РСФСР (1991)[245].
- Фишман, Элиэзер[ивр.] (80) — израильский предприниматель[246].
- Чкония, Ламара Григорьевна (93) — советская и грузинская оперная певица (сопрано), народная артистка СССР (1976)[247].

## 13 марта

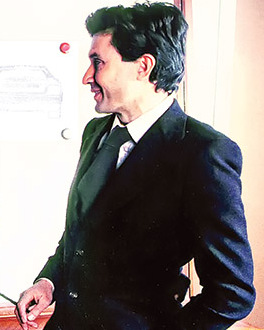
Марчелло Гандини

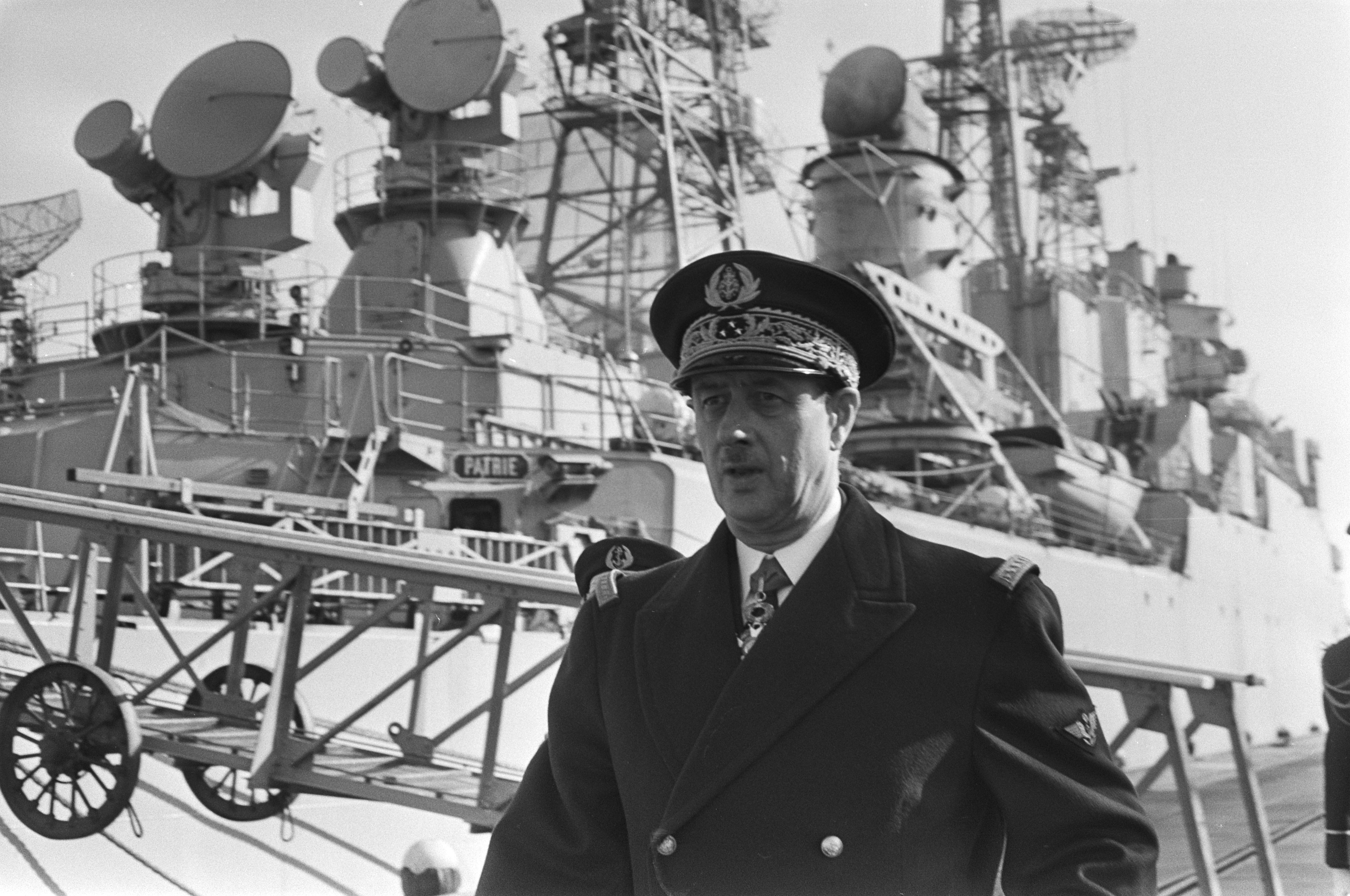
Филипп Де Голль

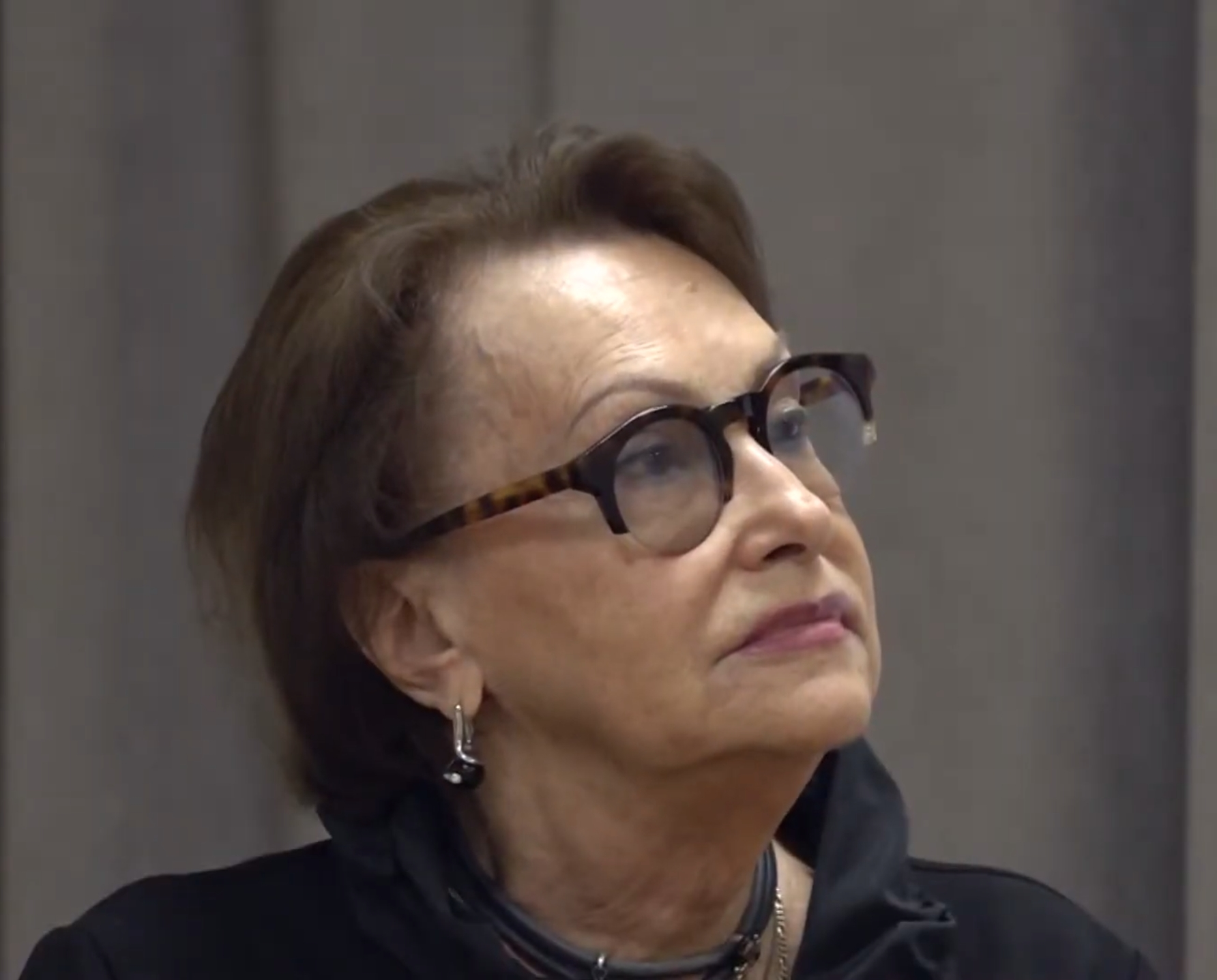
Наталия Касаткина

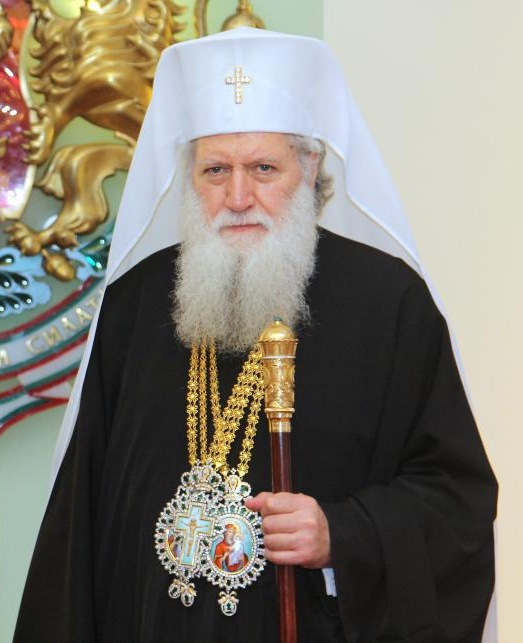
Неофит (патриарх Болгарский)

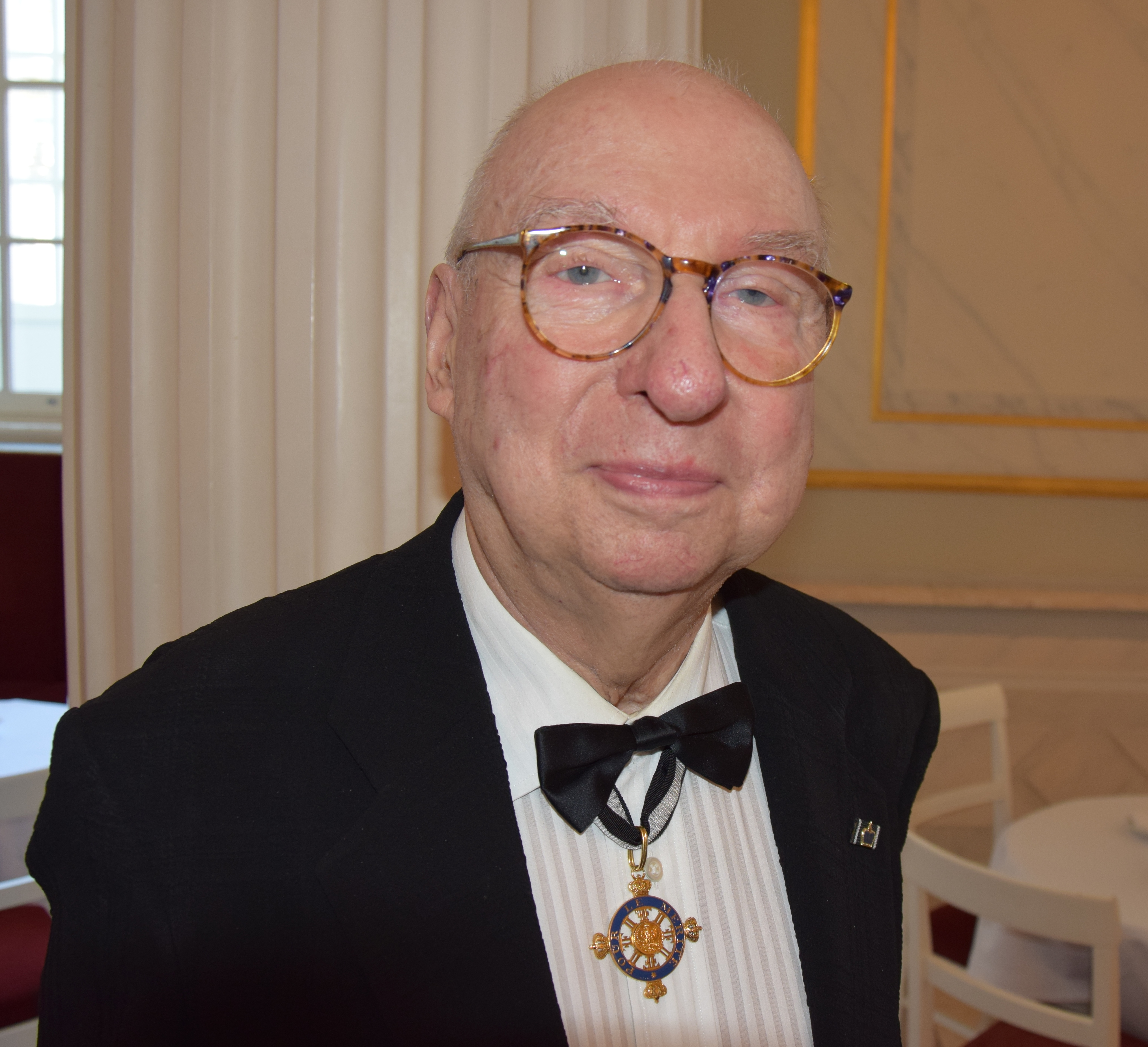
Ариберт Райман

- Абаджиев, Стефан (89) — болгарский футболист и тренер, игрок национальной сборной[248].
- Блеттлер, Рольф (81) — швейцарский футболист, игрок национальной сборной[249].
- Гандини, Марчелло (85) — итальянский автомобильный дизайнер[250].
- Де Голль, Филипп (102) — французский политический и военный деятель, сенатор (1986—2004), адмирал (1980), сын Шарля Де Голля[251].
- Касаткина, Наталия Дмитриевна (89) — советская и российская артистка балета и балетмейстер, солистка Большого театра (1954—1976), художественный руководитель Театра классического балета Н. Касаткиной и В. Василёва (с 1977), народная артистка РСФСР (1984), вдова Владимира Василёва[252].
- Мурте, Клод[фр.] (92) — французский режиссёр и писатель[253].
- Мухаммад, Сади[бенг.] (70) — бангладешский певец и композитор[254].
- Неофит (патриарх Болгарский) (78) — патриарх Болгарской православной церкви (с 2013)[255].
- Райман, Ариберт (88) — немецкий пианист и композитор[256].
- Силадьи, Иштван (85) — румынский венгероязычный писатель[257].
- Уэйкфилд, Дэн[англ.] (91) — американский журналист, писатель и сценарист[258].
- Шиследер, Матиас (87) — немецкий дзюдоист, чемпион Европы (1960), участник Олимпийских игр (1964)[259].

## 12 марта

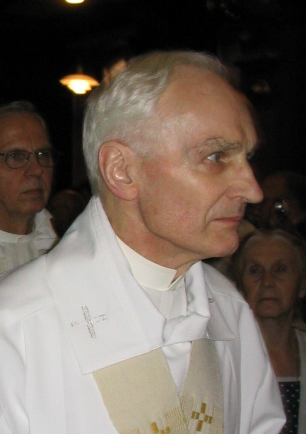
Арне Ульссон

- Калиев, Гани Алимович (87) — советский и казахстанский научный и политический деятель, депутат Мажилиса (1999—2004)[260].
- Копытин, Юрий Васильевич (77) — советский и российский хореограф, главный балетмейстер Воронежского русского народного хора (1984—2013), заслуженный деятель искусств Российской Федерации (2004)[261].
- Ломакс, Джон[англ.] (72) — американский журналист[262].
- Поп-Йорданов, Йордан (98) — северомакедонский инженер-электрик и физик, академик (1974) и президент (1984—1991) МАНУ[263].
- Свешников, Сергей Павлович (53) — российский лётчик, Герой Российской Федерации (2024, посмертно)[264].
- Сторчак, Виталий Михайлович (92) — советский передовик производства, Герой Социалистического Труда (1971)[265].
- Ульссон, Арне (93) — шведский лютеранский прелат, первый епископ Миссионерской провинции (2005—2010)[266].
- Хмельницкий, Анатолий Иванович (87) — советский и российский дипломат, чрезвычайный и полномочный посол СССР/России в Малайзии (1988—1992) и Филиппинах (1996—2002)[267].
- Хомайко, Юрий Николаевич (72) — советский и украинский журналист, театральный и литературный критик[268].
- Шаштайулы, Жумабай[каз.] (73) — советский и казахстанский писатель и публицист[269].
- Эверетт, Терри[англ.] (87) — американский политический деятель, член Палаты представителей (1993—2009)[270].

## 11 марта

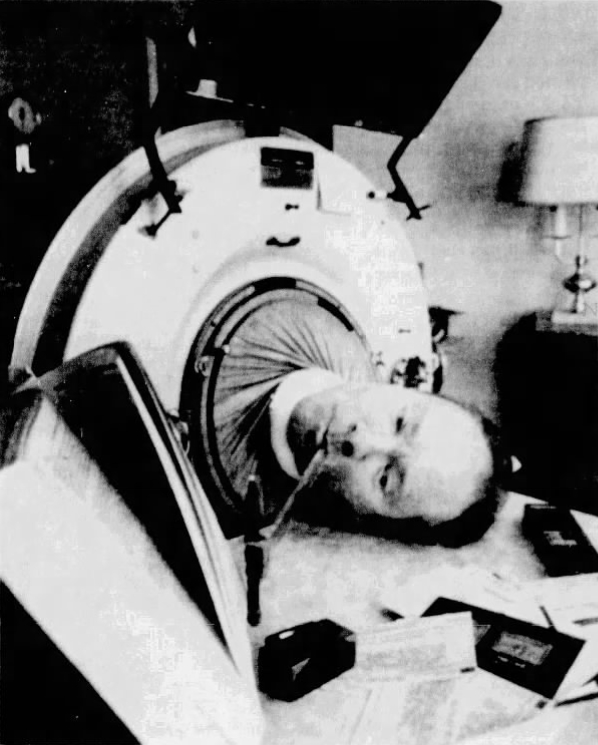
Пол Александер

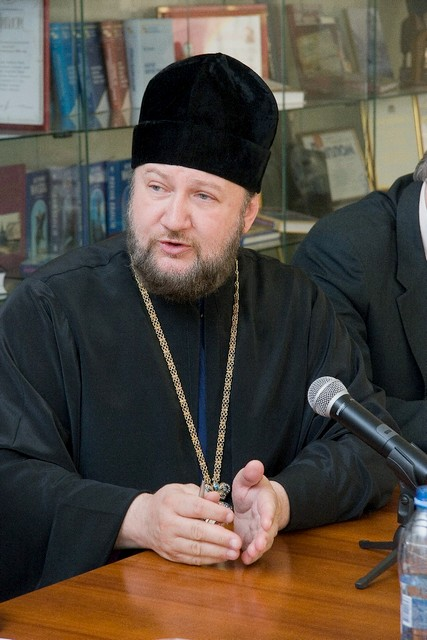
Антоний (Пантелич)

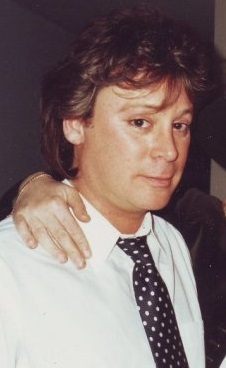
Эрик Кармен

- Александер, Пол (78) — американский юрист и писатель[271].
- Антоний (Пантелич) (53) — архиерей Сербской православной церкви, епископ Моравичский (с 2006)[272].
- Голембевский, Мариан (86) — польский римско-католический прелат, епископ Кошалина-Колобжега (1996—2004) и архиепископ Вроцлава (2004—2013)[273].
- Граньери, Джузеппе[итал.] (55) — итальянский эссеист[274].
- Дени, Поль[фр.] (81) — гаитянский политический деятель, министр юстиции (2009—2011)[275].
- Иерофей (Захарис) (?) — архиерей Константинопольской православной церкви, епископ Евкарпийский (c 2017)[276] .
- Исса, Марван (?) — палестинский исламистский боевик, заместитель главнокомандующего военного крыла террористической организации ХАМАС, Бригады «Изз ад-Дин аль-Кассам»; убит[277].
- Кечкер, Михаил Ионович (96) — российский и советский кардиолог, доктор медицинских наук, профессор. Заслуженный врач Российской Федерации.
- Киран, Сурья[англ.] (51) — индийский актёр и режиссёр[278].
- Корреа, Эмилио (70) — кубинский боксёр, олимпийский чемпион (1972)[279].
- Ларсон, Лиса[швед.] (92) — шведская художница-керамист[280].
- Маккорт, Мэлаки[англ.] (92) — американский актёр и политик[281].
- Микснер, Дэвид[англ.] (77) — американский писатель и общественный деятель, антивоенный активист[282].
- Новиков, Юрий Васильевич (87) — советский и российский деятель науки, ректор (1977—2007) и президент (с 2007) Ярославского государственного медицинского университета, академик РАМН (2004—2013), академик РАН (2013)[283].
- Пеллег-Срик, Тамар[ивр.] (97) — израильская правозащитница[284].
- Рябцов, Олег Игнатьевич (84) — советский и российский актёр, заслуженный артист Российской Федерации (2004)[285].
- Фоули, Джерри[англ.] (68) — американский кинорежиссёр и кинопродюсер, номинант премии «Эмми», брат Джеймса Фоули[286].
- Шапсаль, Мадлен[фр.] (98) — французская писательница[287].
- Янков, Вадим Анатольевич (89) — советский математик, философ и диссидент[288].
- Яунгад, Хабэча Хываревич (73) — советский и российский журналист, главный редактор газеты «Няръяна Ӈэрм»[289].
- Boss (рэпер) (54) — американская исполнительница гангста-рэпа[290].

## 10 марта

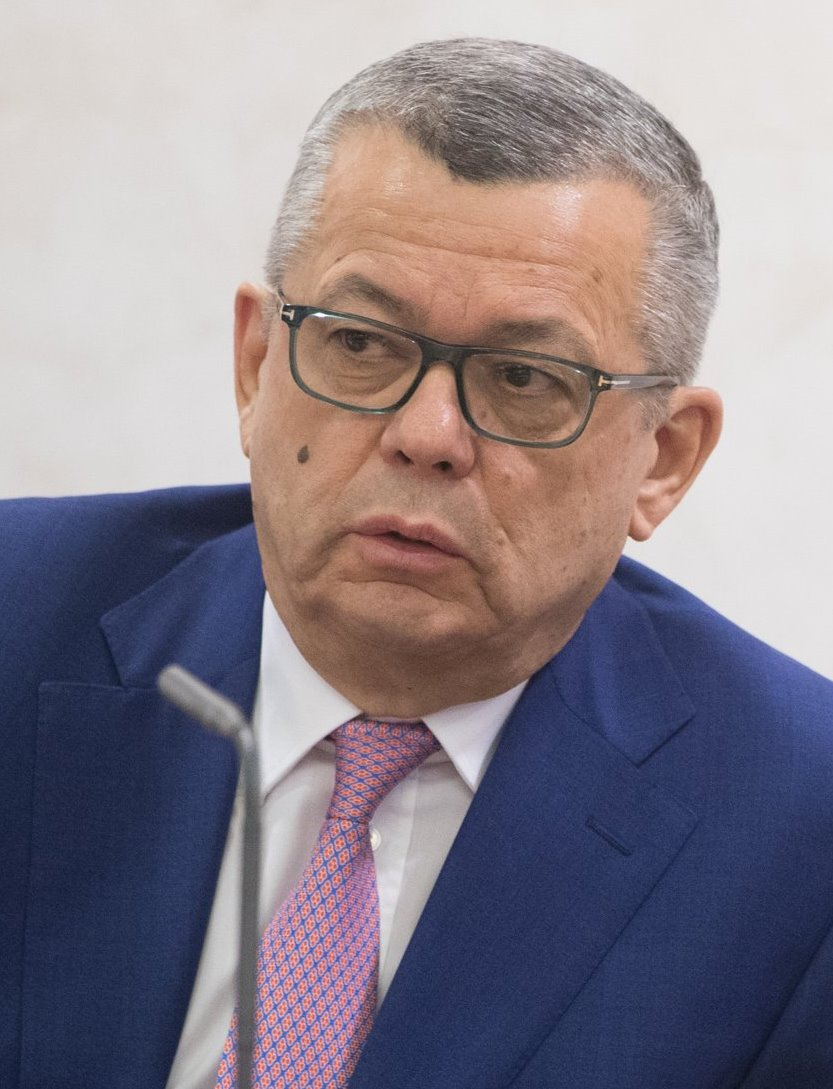
Георгий Лунтовский

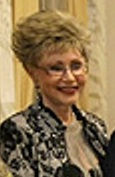
Светлана Моргунова

- Адлон, Перси (88) — немецкий режиссёр, сценарист и продюсер[291].
- Беллингродт, Ханспетер[англ.] (80) — колумбийский стрелок, бронзовый призёр чемпионата мира (1978)[292].
- Берчик, Петер (83) — чехословацкий и словацкий спортивный функционер, председатель Федерации лёгкой атлетики Словакии (1969—1982), председатель Чехословацкой федерации лёгкой атлетики[293].
- Зубрильчев, Владимир Васильевич (63) — советский и российский хоккеист, мастер спорта СССР международного класса[294].
- Карим, Ихсанул (73) — бангладешский журналист, пресс-секретарь премьер-министра и президента Бангладеш[295].
- Кармен, Эрик (74) — американский поп-певец (о смерти объявлено в этот день)[296].
- Лунтовский, Георгий Иванович (73) — российский банкир и политический деятель, председатель Ассоциации банков России[297].
- Моргунова, Светлана Михайловна (84) — советская и российская теле- и радиоведущая, диктор Центрального телевидения СССР (1961—1991), народная артистка Российской Федерации (2000)[298].
- Морра, Джиджо[итал.] (78) — итальянский киноактёр[299].
- Олефир, Виктор Остапович (79) — советский и российский военный и общественно-политический деятель, генерал-майор пограничных войск[300].
- Пикко, Джандоменико[англ.] (75) — итальянский дипломат и помощник Генерального секретаря Организации Объединённых Наций по политическим вопросам, награждённый Президентской медалью Свободы (1991)[301].
- Погорелый, Анатолий Николаевич (80) — советский и украинский физик, член-корреспондент НАНУ (2000)[302].
- Уоллингер, Карл[англ.] (66) — американский рок-музыкант, фронтмен группы World Party[англ.][303].
- Цицишвили, Константин[пол.] (86) — грузинский и польский кинорежиссёр, сценарист[304].
- Яцкина, Галина Ивановна (79) — советская и российская актриса, заслуженная артистка РСФСР (1980)[305].

## 9 марта

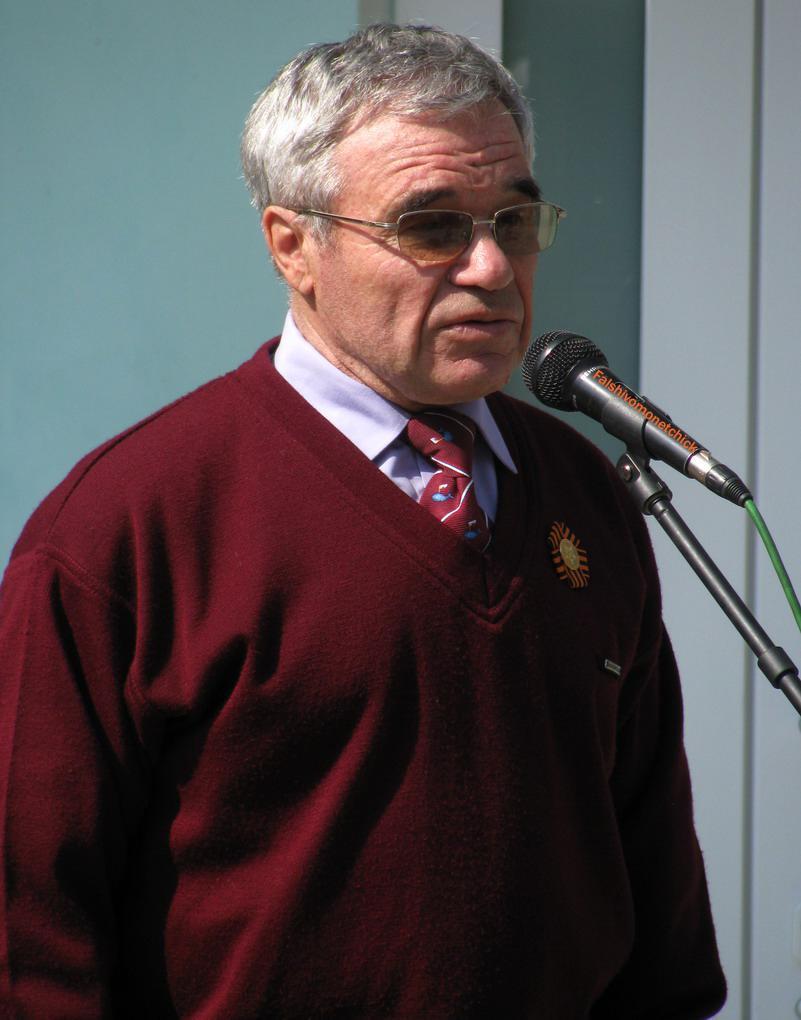
Николай Дураков

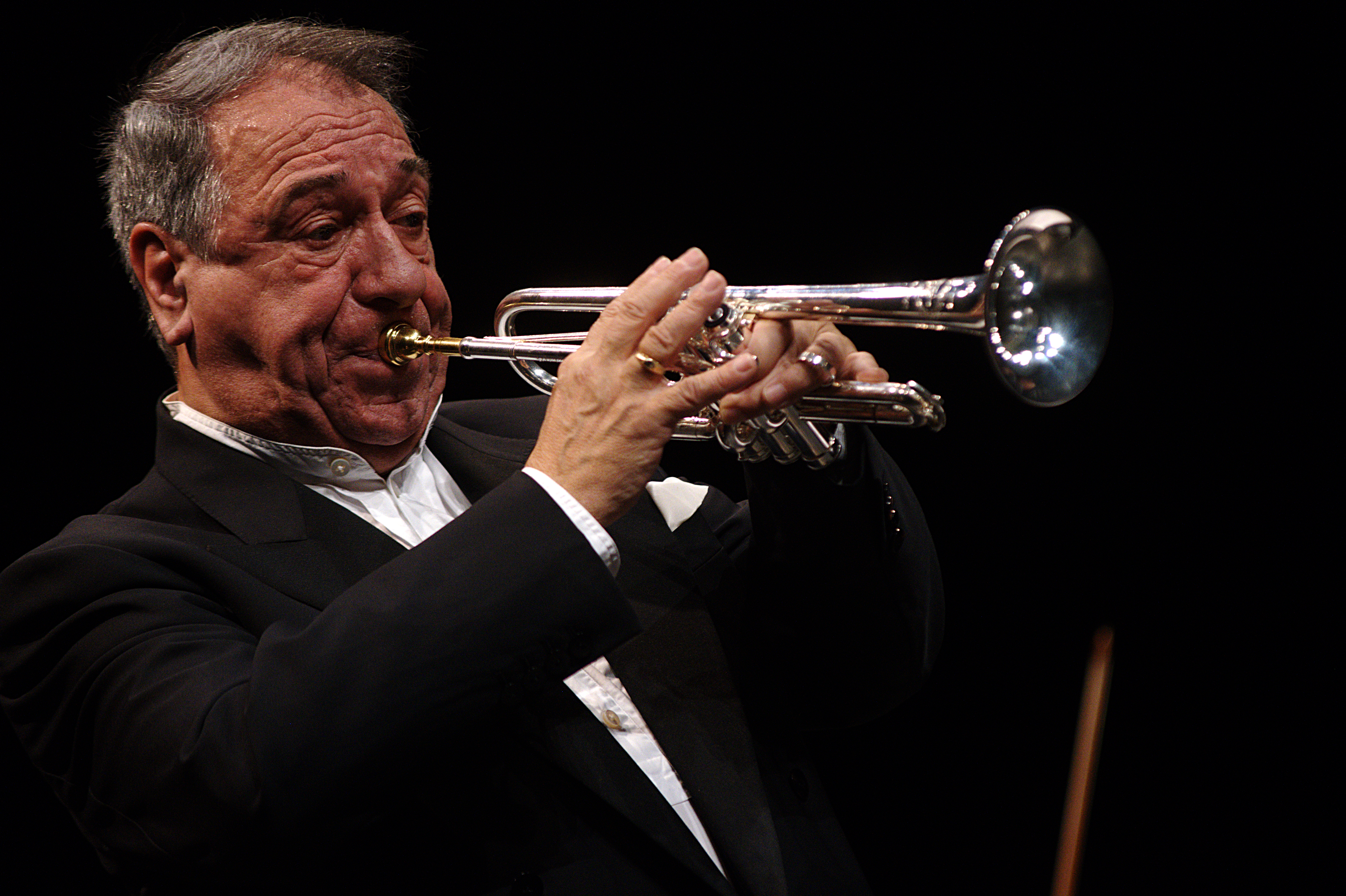
Ги Туврон

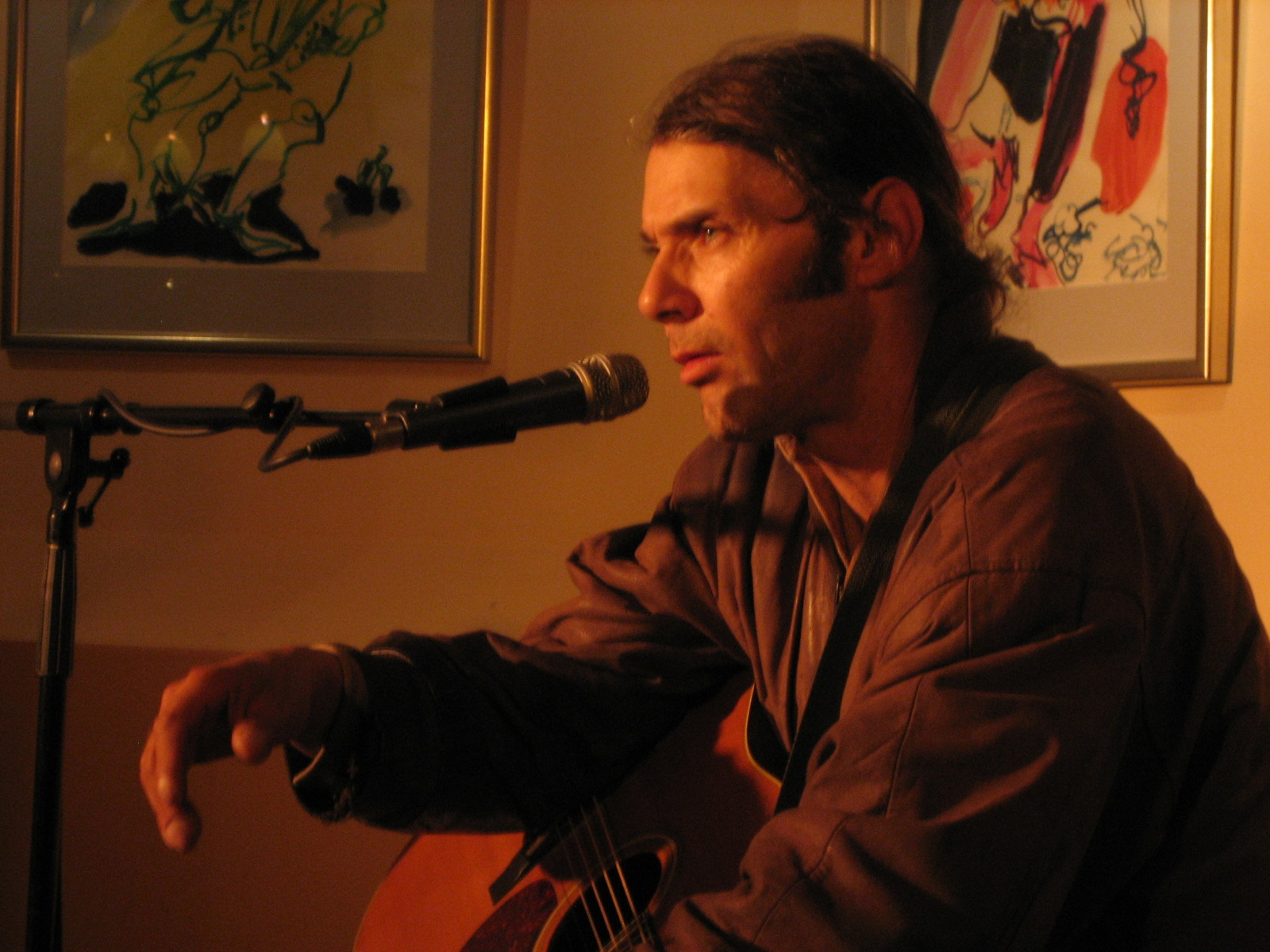
Малкольм Холкомб

- Алыев, Иса Гусейн оглы (70) — азербайджанский экономист, директор Института экономики НАНА[306].
- Багдонавичюс, Антанас Леонович (85) — советский гребец, двукратный призёр Олимпийских игр (1960 и 1968)[307].
- Бехбахани, Хамид (83) — иранский государственный деятель, министр автомобильных дорог и транспорта (2008—2011)[308].
- Дударева, Валентина Трофимовна (93) — советский и российский передовик текстильного производства, Герой Социалистического Труда (1971)[309].
- Дураков, Николай Александрович (89) — советский хоккеист с мячом, семикратный чемпион мира[310].
- Йылдызоглу, Кайхан[тур.] (90) — турецкий актёр[311].
- Зак, Ионатан[ивр.] (91) — израильский пианист[312].
- Кароль, Майте[англ.] (82) — мексиканская киноактриса[313].
- Нимани, Бесар (38) — немецкий профессиональный боксёр косовско-албанского происхождения, международный чемпион IBF и чемпион Европы IBF в полусреднем весе; убит[314].
- Попов, Георгий (79) — болгарский футболист, игрок национальной сборной[315].
- Сонди, Иван[хорв.] (58) — хорватский геолог, академик XAZU (2022)[316].
- Тархов, Юрий Павлович (87) — советский и казахстанский хоккеист и тренер[317].
- Туврон, Ги (74) — французский трубач[318].
- Харрасов, Мухамет Хадисович (75) — советский и российский физик, член-корреспондент АН РБ (2002), ректор Башкирского государственного университета (2000—2010), заслуженный деятель науки Российской Федерации (2008)[319].
- Холкомб, Малкольм (68) — американский автор-исполнитель[320].

## 8 марта

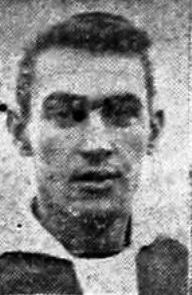
Милан Арнейчич

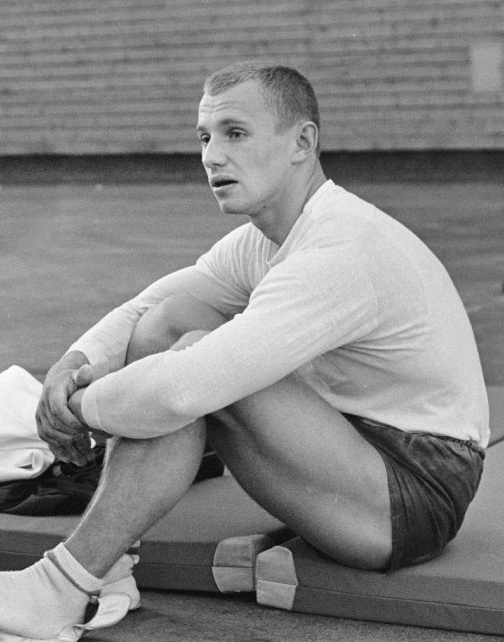
Сергей Диомидов

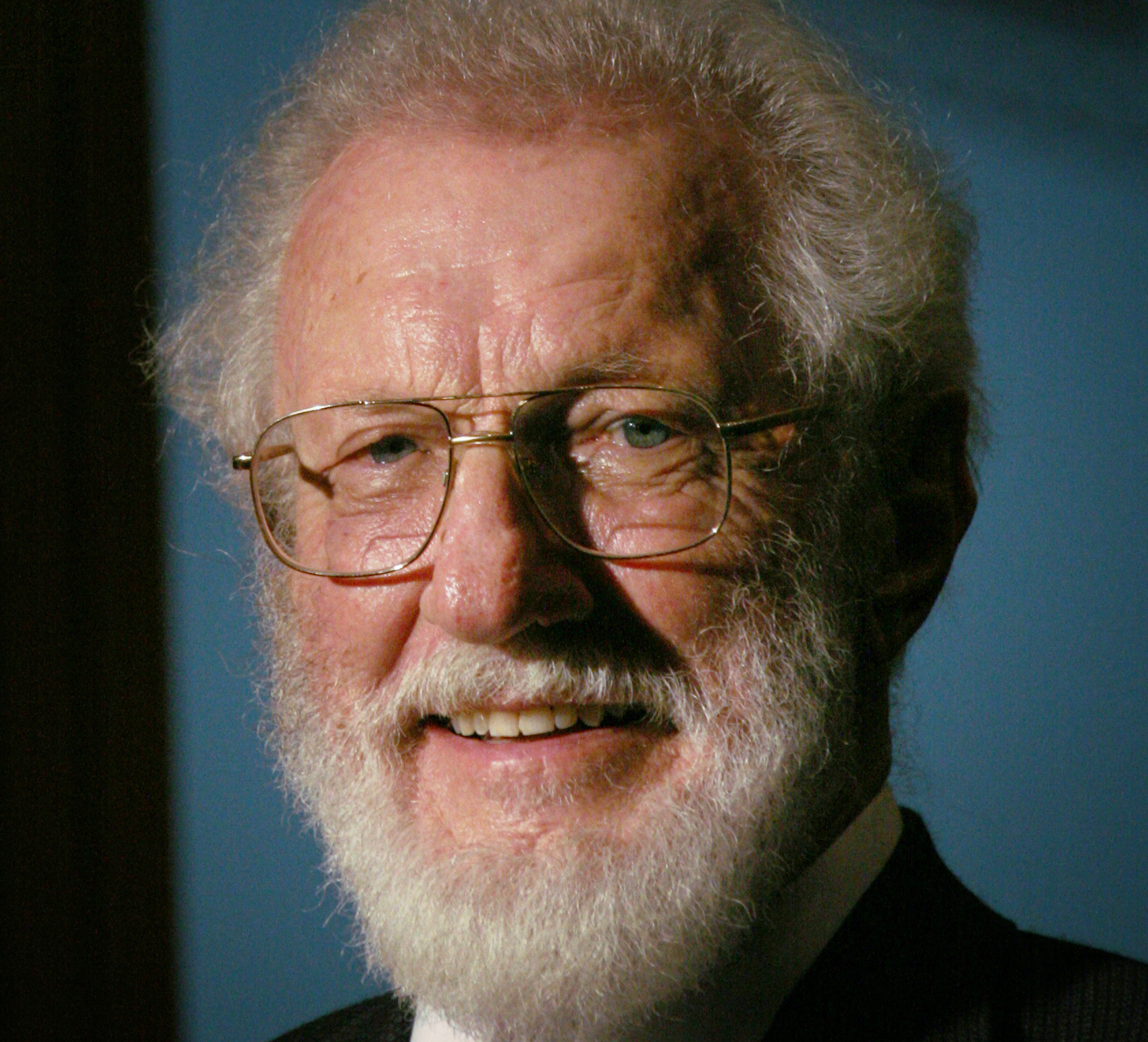
Герберт Крёмер

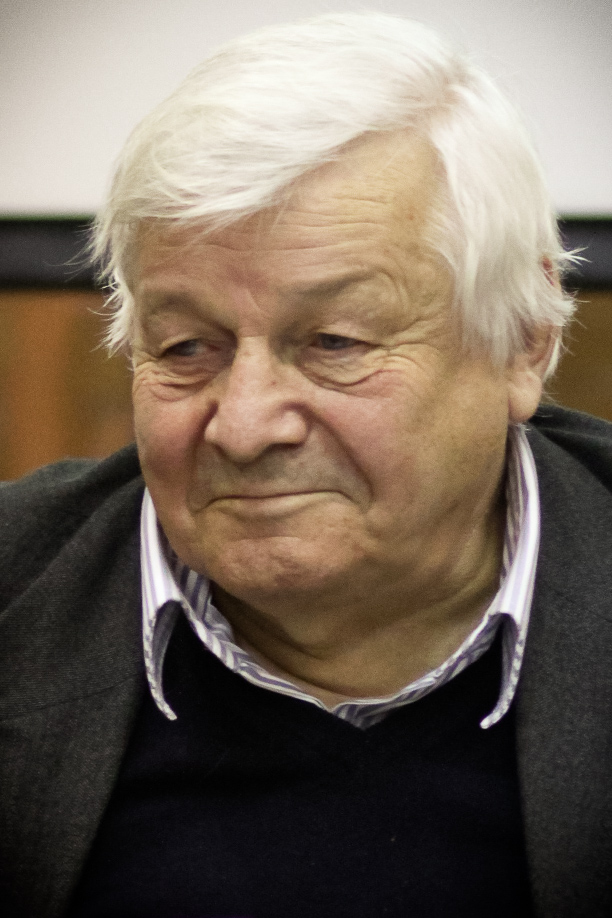
Александр Орлов

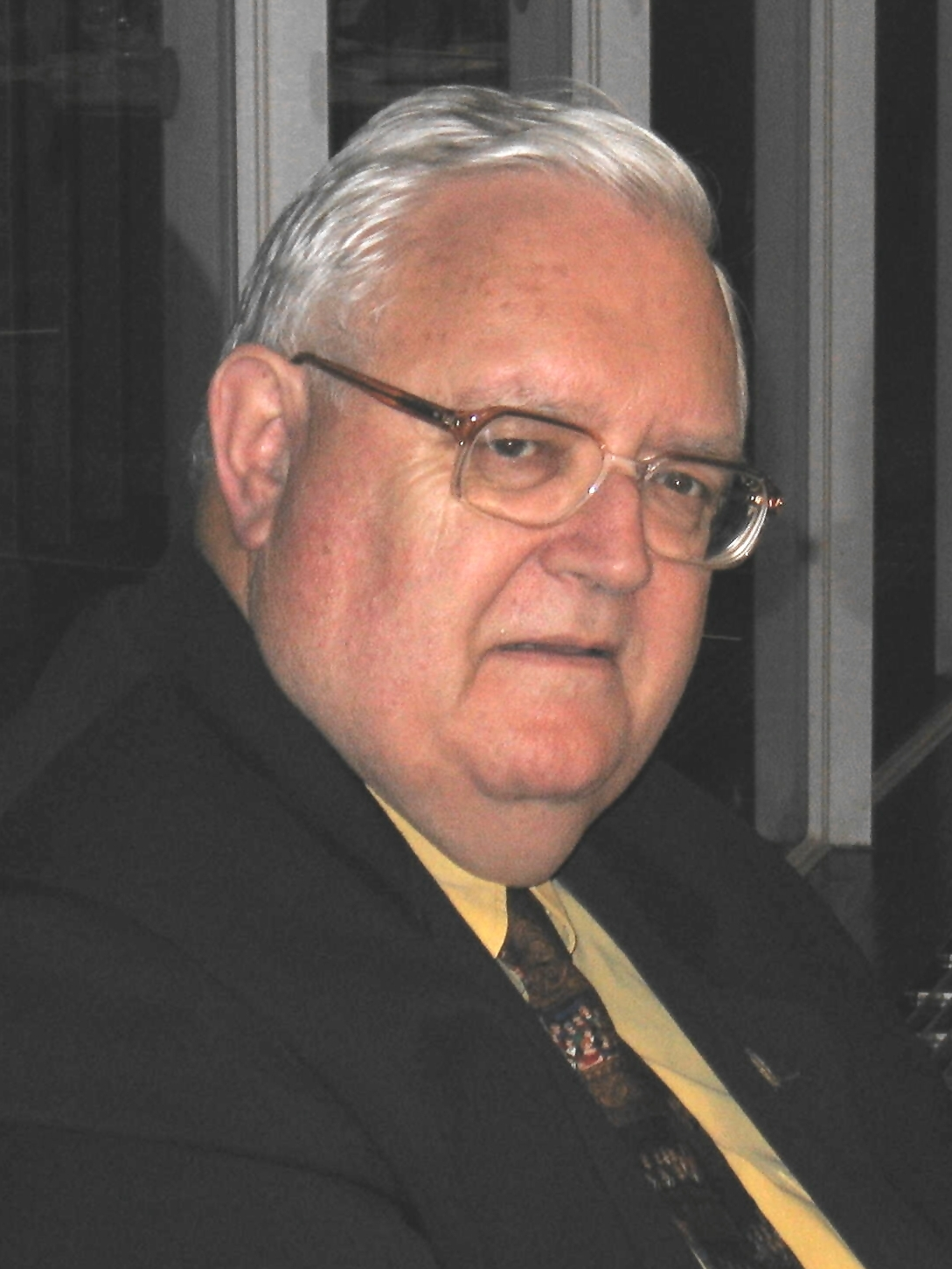
Джонатан Хант

- Арнейчич, Милан (81) — югославский футболист[321].
- Барка, Коста[англ.] (69) — албанский политический деятель, депутат парламента Албании, министр труда и социальных отношений[322].
- Ванигасекара, Рамия[англ.] (73) — ланкийская актриса, певица и радиоведущая[323].
- Диомидов, Сергей Викторович (80) — советский гимнаст, трёхкратный призёр Олимпийских игр (1964, 1968), заслуженный мастер спорта СССР (1966)[324].
- Захаров, Вениамин Михайлович (55) — белорусский артист балета, заслуженный артист Республики Беларусь (1994)[325].
- Кали Кало[греч.] (97) — греческая актриса[326].
- Конти, Диана[исп.] (67) — аргентинская политическая деятельница и юрист, депутат парламента[327].
- Крёмер, Герберт (95) — немецкий физик, лауреат Нобелевской премии по физике (2000)[328].
- Сохи, Долли[англ.] (48) — индийская актриса[329].
- Новаиш, Эштрела[порт.] (70) — португальская актриса[330].
- Орлов, Александр Сергеевич (85) — советский и российский историк[331].
- Уитворт, Уильям[англ.] (87) — американский журналист и редактор[332].
- Хант, Джонатан (85) — новозеландский политик, министр туризма (1988—1989), министр жилищного строительства (1989—1990), генеральный почтмейстер (1984—1987), депутат (1966—2005) и спикер (1999—2005) Палаты представителей[333].

## 7 марта

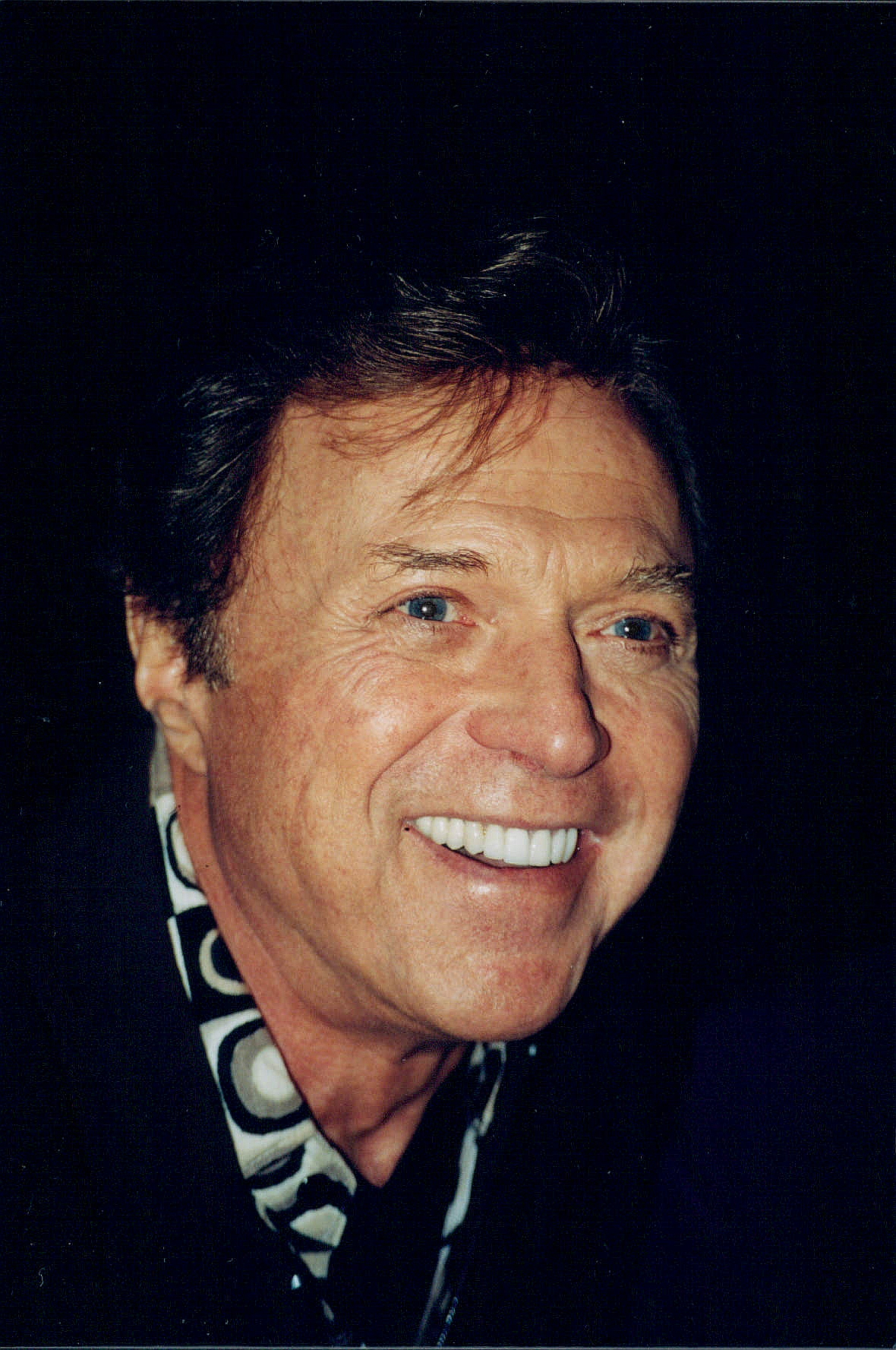
Стив Лоуренс

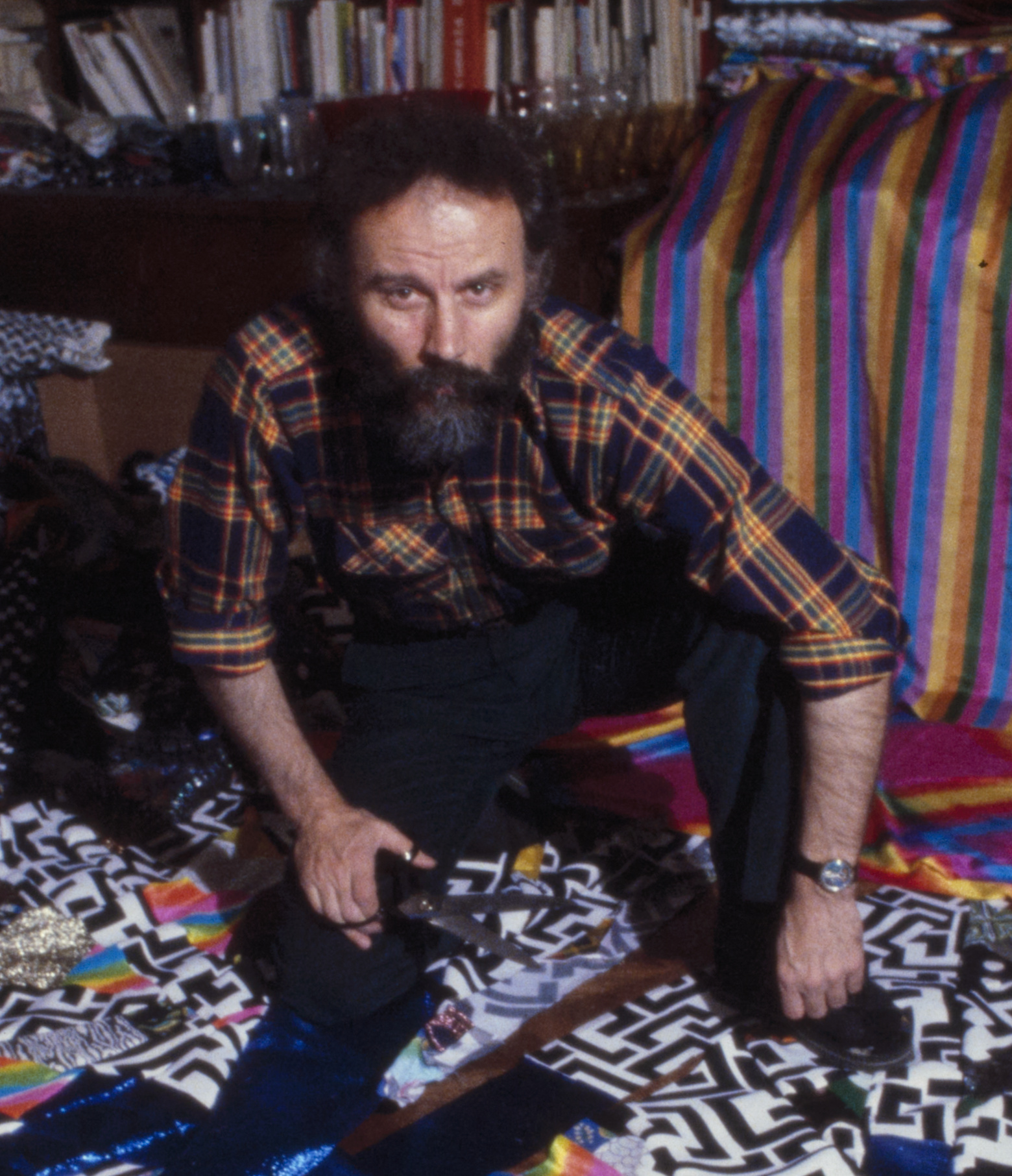
Лукас Самарас

- Гарнер, Франсуаза (90) — французская оперная певица (сопрано)[334].
- Колонваль, Жан-Поль[нидерл.] (84) — бельгийский футболист и тренер[335].
- Кузьмин, Сергей Алексеевич (62) — советский прыгун в воду, многократный чемпион СССР (1978, 1981, 1983), призёр чемпионата Европы (1981), чемпионата мира (1982)[336].
- Лоуренс, Стив (88) — американский певец и актёр[337].
- Мартин, Даниэль[фр.] (72) — французский киноактёр[338].
- Москаленко, Вячеслав Николаевич (42) — российский футболист (мини-футбол), игрок национальной сборной, участник российско-украинской войны; погиб в бою[339].
- Павлицкая, Алисия[пол.] (90) — польская актриса[340].
- Пиетра, Минервину (70) — португальский футболист и футбольный тренер, игрок национальной сборной[341].
- Самарас, Лукас (87) — американский фотограф, скульптор и художник[342].
- Сон Мюн Сун (95) — первая леди Республики Корея (1993—1998), жена президента Ким Ён Сама[343].
- Таль, Нили[ивр.] (80) — израильский кинорежиссёр[344].
- Травен, Оскар[исп.] (75) — мексиканский актёр[345].
- Христофорова, Надежда Константиновна (83) — советский и российский эколог, заслуженный деятель науки Российской Федерации (2002)[346].

## 6 марта

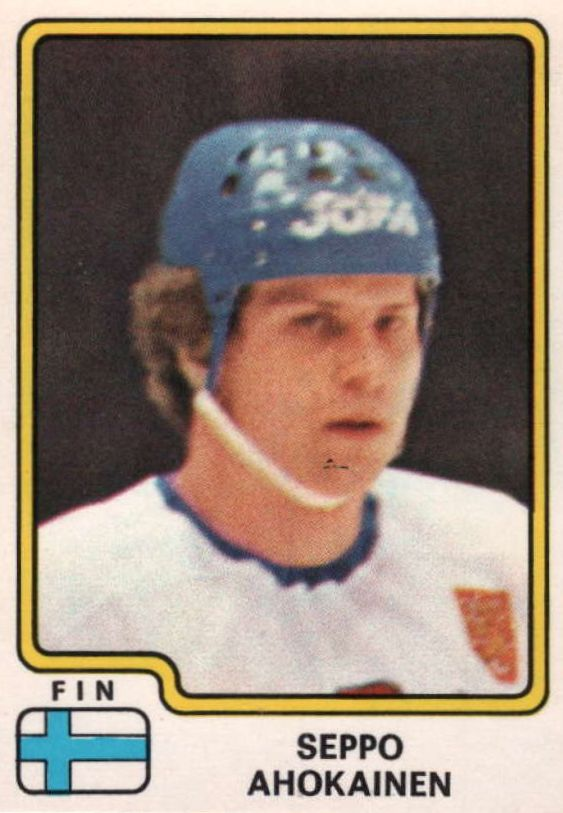
Сеппо Акохайнен

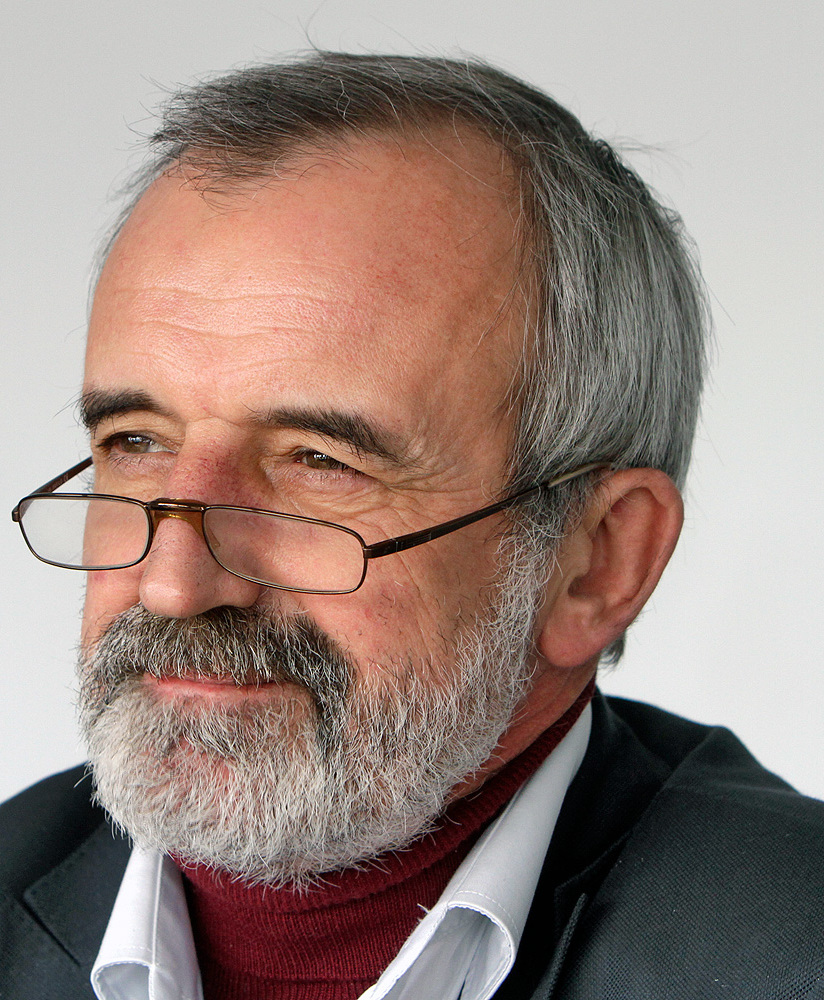
Римас Туминас

- Аль-Шарех, Мохаммед[араб.] (82) — кувейтский предприниматель и писатель[347].
- Ахокайнен, Сеппо (72) — финский хоккеист, игрок национальной сборной[348].
- Бордаков, Юрий Викторович (77) — советский и украинский кинооператор[349].
- Зверев, Виталий Анатольевич (99) — советский и российский физик, член-корреспондент РАН (1991; член-корреспондент АН СССР с 1979)[350].
- Ндонго-Эбанга, Мартин (57) — камерунский боксёр, бронзовый призёр Олимпийских игр (1984)[351].
- Роутер, Низам[англ.] (49) — индийский сценарист и режиссёр документальных фильмов[352].
- Сибирцев, Александр Сергеевич (88) — советский и российский оперный певец, театральный деятель, народный артист РСФСР (1983)[353].
- Туминас, Римас (72) — советский и литовский театральный режиссёр, художественный руководитель Московского театра имени Евгения Вахтангова (2007—2022)[354].
- Худобчёнок, Пётр Артемьевич (76) — советский и латвийский художник, мастер объёмного лубка[355].
- Чуркин, Константин Александрович (77) — советский и российский деятель образования, ректор ОмГПУ (1990—2010)[356].
- Шеридан, Ник[англ.] (32) — ирландский журналист и телеведущий[357].

## 5 марта

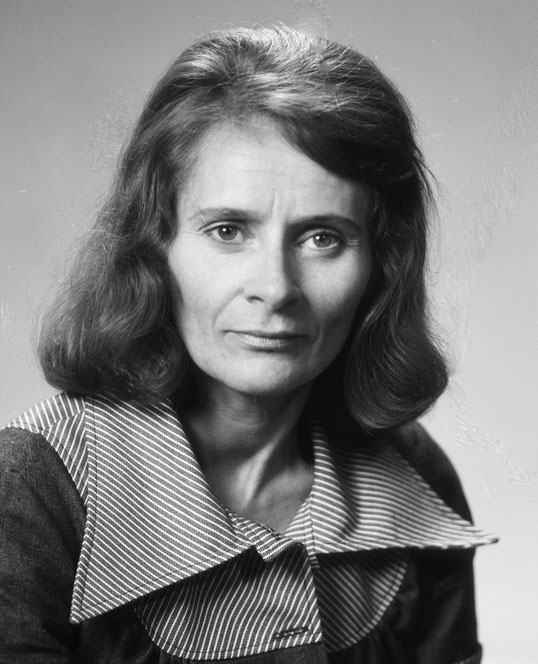
Сидсель Мёрк

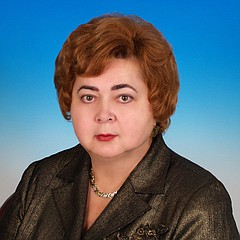
Надежда Шайденко

- Берёзов, Владимир Прокофьевич (83) — советский и российский государственный деятель, член Совета Федерации от Смоленской области, генерал-майор[358].
- Вашконселуш, Антониу-Педру[порт.] (84) — португальский кинорежиссёр[359].
- Гаутама Пурванегара, Солихин[англ.] (97) — индонезийский военный и политический деятель, губернатор Западной Явы (1970—1975)[360].
- Гладун, Вадим Иванович (86) — советский баскетболист, чемпион Европы (1963), заслуженный тренер Украинской ССР (1987)[361].
- Гриханов, Юрий Александрович (84) — советский и российский библиотековед, библиотечный деятель и педагог[362].
- Железняк, Юрий Дмитриевич (94) — советский и российский волейбольный тренер, заслуженный тренер СССР[363].
- Заичек, Павел[чеш.] (72) — чешский поэт и актёр[364].
- Консепсьон, Хосе[нидерл.] (92) — филиппинский политик, министр торговли и промышленности (1986—1991)[365].
- Матеуш, Мануэл Жозе (57 или 58) — ангольский шахматист, международный мастер[366].
- Мёрк, Сидсель (86) — норвежская писательница[367].
- Мхонза, Сипиве[англ.] (45) — южноафриканский футболист, игрок национальной сборной[368].
- Свенцицкий, Анатолий Леонидович (87) — советский и российский психолог, доктор психологических наук[369].
- Сорри, Кари Юхани (82) — финский шахматист[370].
- Суслов, Михаил Петрович (84) — советский, российский, американский оператор-постановщик[371].
- Хайдаров, Бахром Насырбаевич (52) — узбекский политический деятель, мэр Андижана[372].
- Шайденко, Надежда Анатольевна (71) — российский политический деятель и педагог, ректор ТГПУ имени Л. Н. Толстого (1992—2012), депутат Государственной думы VI созыва (2011—2016)[373].

## 4 марта

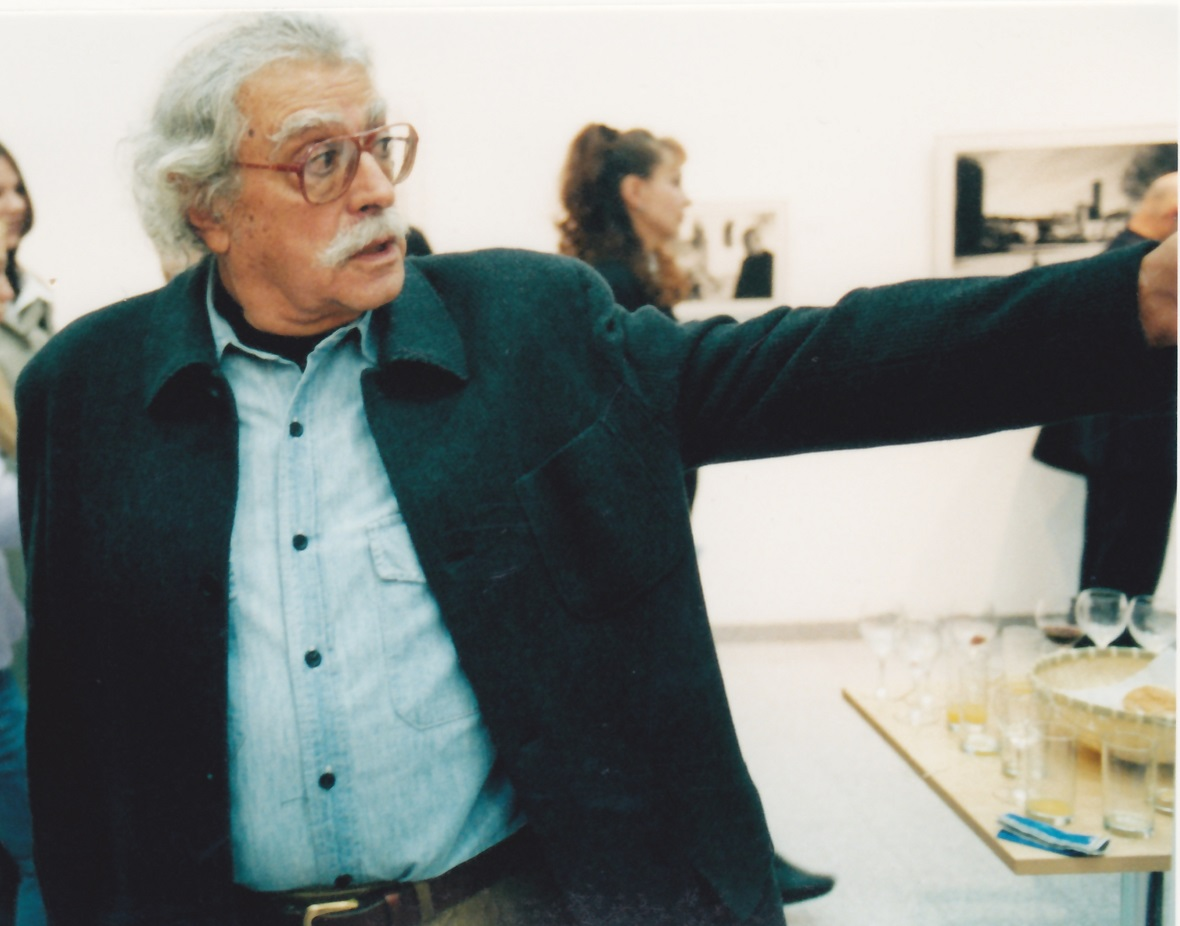
Рамон Масатс

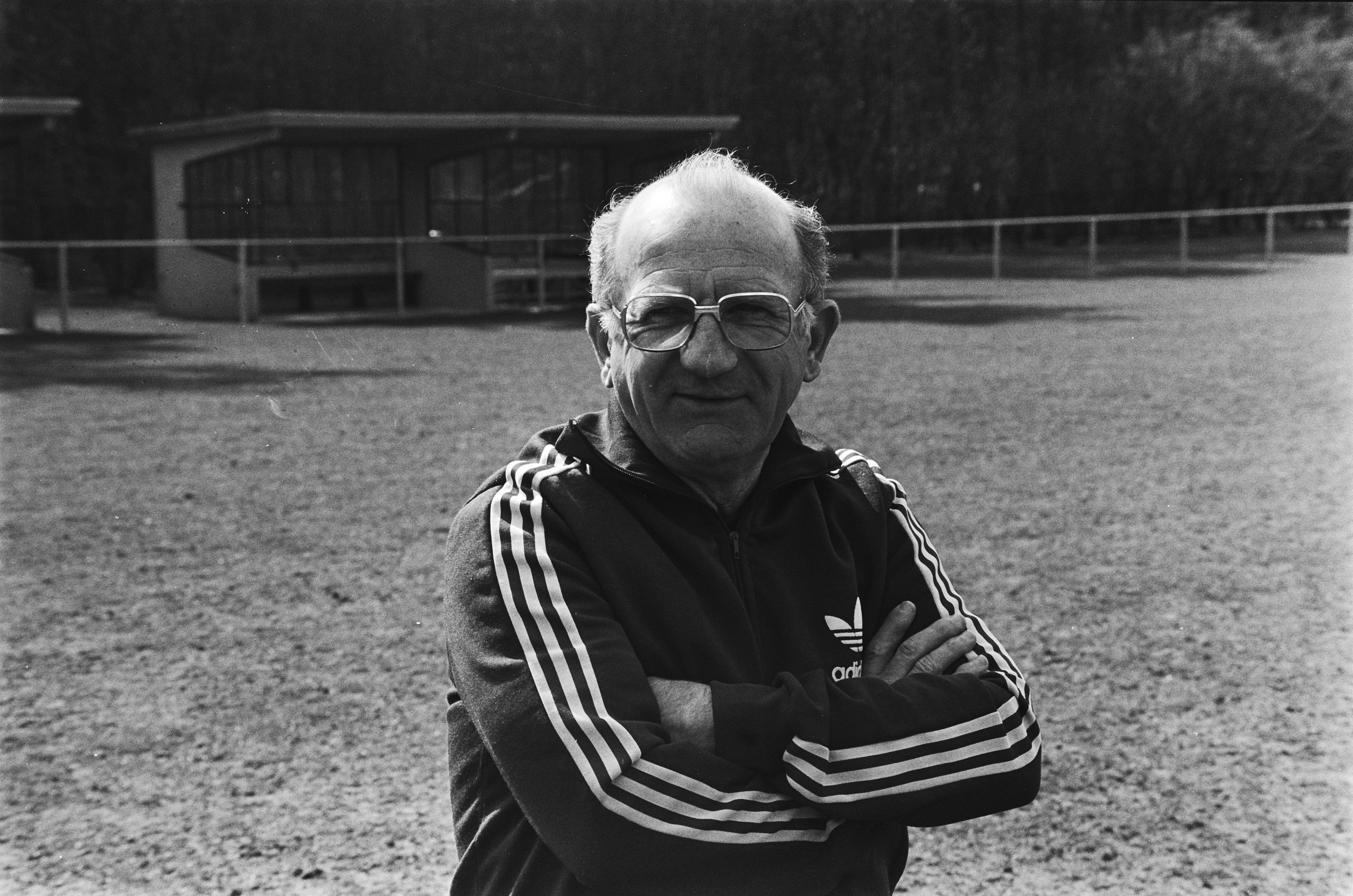
Кес Рейверс

- Бальцерани, Барбара[итал.] (75) — итальянская террористка, руководитель левого движения «Красные бригады»[374].
- Буртер, Жан-Пьер[фр.] (82) — французский актёр и композитор[375].
- Вайнштейн, Амнон (84) — израильский скрипичный мастер[376].
- Валуев, Евгений Михайлович (74) — советский и российский актёр, заслуженный артист РСФСР (1982)[377].
- Вердуско, Хуан (80) — мексиканский актёр[378].
- Гнедовский, Юрий Петрович (93) — советский и российский архитектор, народный архитектор Российской Федерации (2002), академик РААСН, академик РАХ (2001)[379].
- Иоффе, Генрих Зиновьевич (95) — советский и российский историк[380].
- Коросташевич, Леонид Алексеевич (85) — советский и российский гандбольный тренер, основатель и главный тренер волгоградского клуба «Каустик» (1976—2001)[381].
- Крупа, Пётр (87) — польский католический епископ, вспомогательный епископ епархии Кошалина-Колбжега (1984—1992), вспомогательный епископ епархии Пельплина (1992—2011)[382].
- Масатс, Рамон (92) — испанский фотограф[383].
- Рейверс, Кес (97) — нидерландский футболист и футбольный тренер, игрок национальной сборной[384].
- Ситон, Би Би[англ.] (79) — ямайский певец, автор песен[385].
- Тарако (63) — японская актриса, сэйю и певица[386].
- Эррасурис Талавера, Франсиско Хавьер[исп.] (81) — чилийский политический деятель, сенатор (1994—2002)[387].

## 3 марта

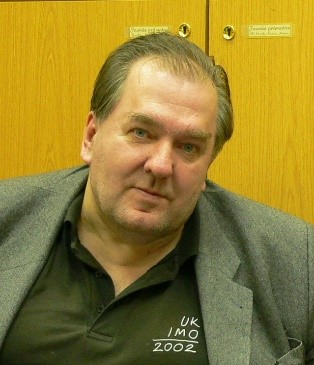
Агнис Анджанс

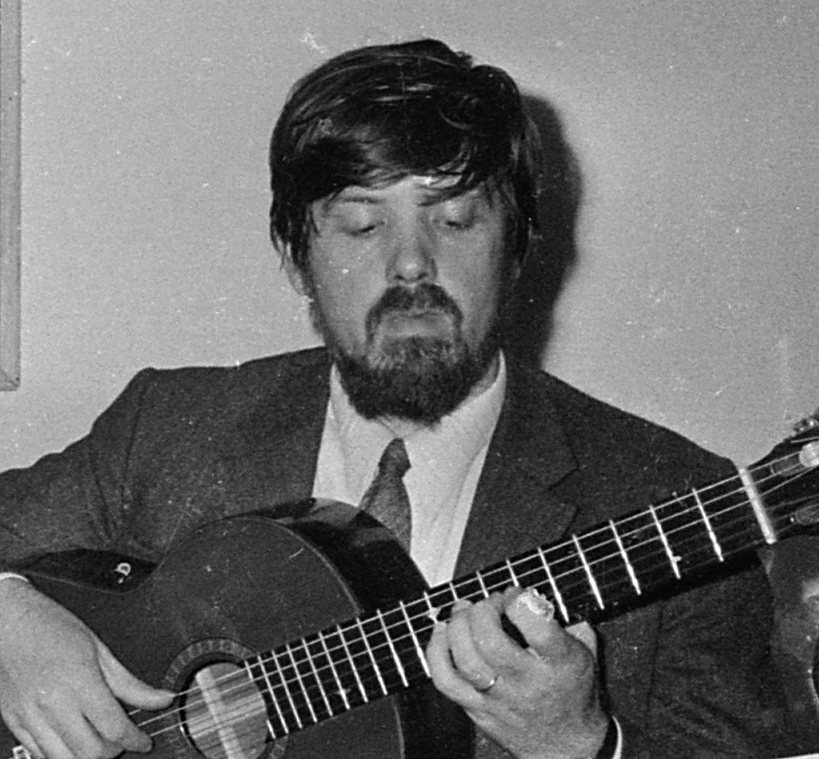
Оскар Гилья

- Анджанс, Агнис (71) — латвийский математик, член-корреспондент АН Латвии (2005)[388].
- Батишта, Алешандре (83) — португальский футболист, игрок национальной сборной[389].
- Бонд, Эдвард[англ.] (89) — британский драматург, поэт и режиссёр[390].
- Бродель, Бетти (104) — американская актриса[391].
- Гилья, Оскар (85) — итальянский гитарист[392].
- Думитреску, Руксандра[греч.] (46) — румынская и греческая волейболистка[393].
- Коджо, Агбейоме (69) — тоголезский политик, премьер-министр (2000—2002), председатель Национальной Ассамблеи (1999—2000)[394].
- Коллинз, Элинор (104) — канадская джазовая певица и общественный деятель[395].
- Ляйб, Гюнтер (96) — немецкий оперный певец (бас-баритон)[396].
- Флейтас, Роберто (91) — уругвайский футболист и футбольный тренер, игрок национальной сборной[397].
- Тоньолли, Клаудио (60) — бразильский журналист, музыкант и писатель[398].
- Харрисон, Боб (96) — американский профессиональный баскетболист[399].
- Хосе, Жаклин[англ.] (59) — филиппинская актриса[400].

## 2 марта

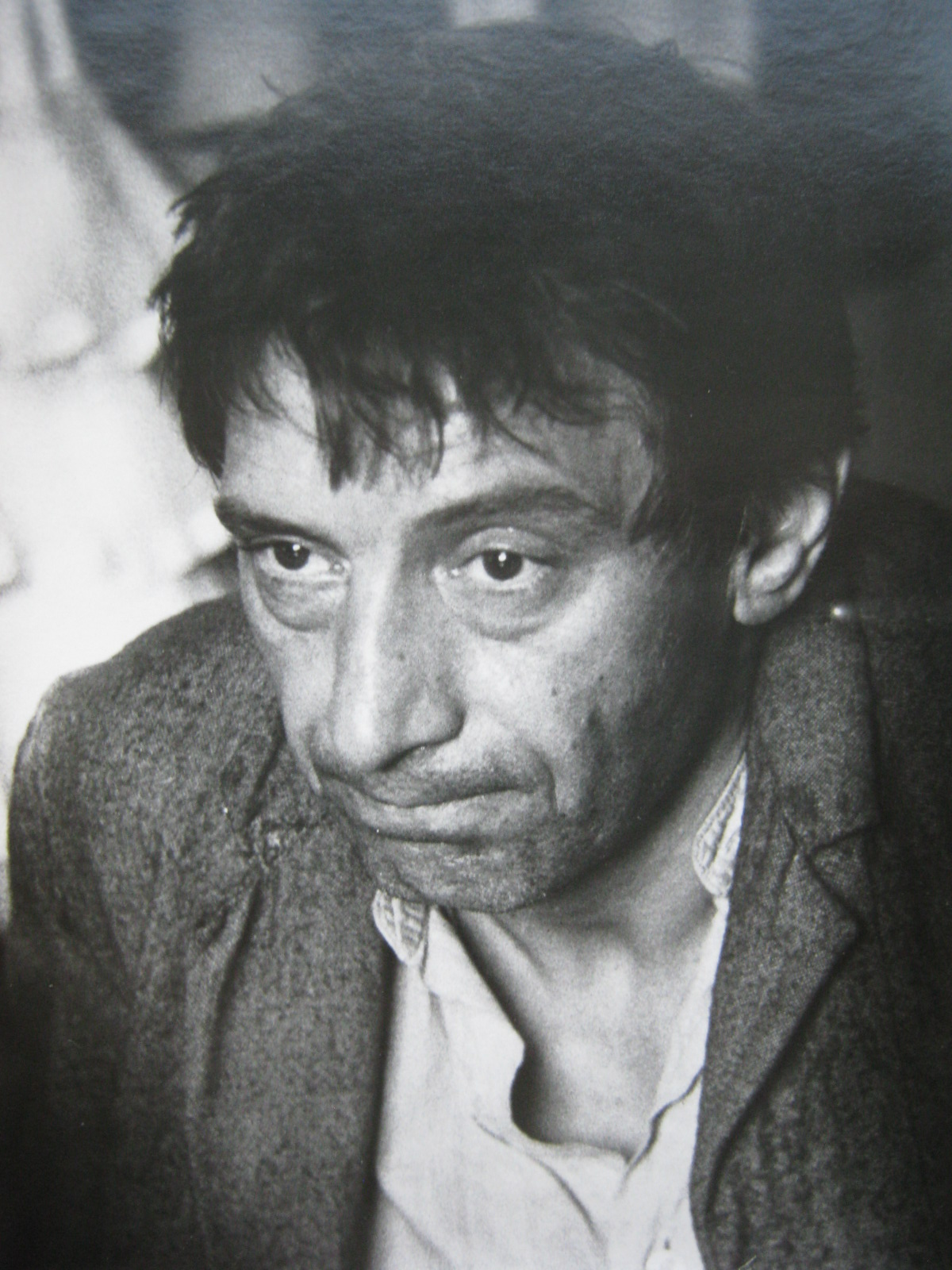
Валерий Ивченко

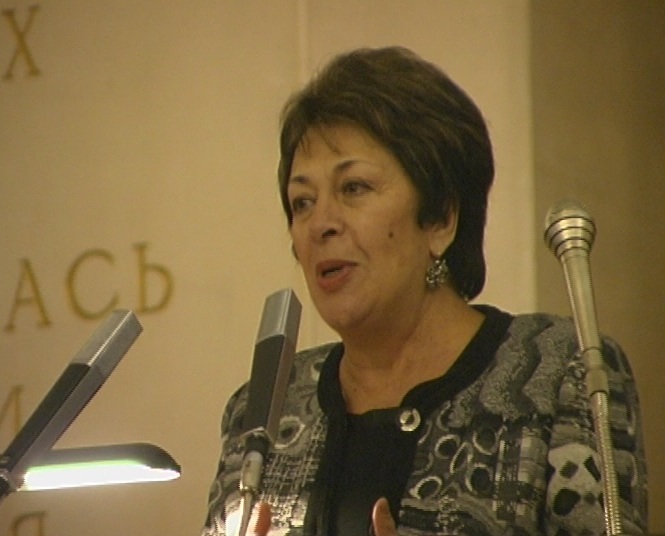
Галина Китайгородская

- Вулянич, Никола (74) — хорватский политик, депутат Европейского парламента (2013—2014)[401].
- Додсон, Марк[англ.] (64) — американский актёр[402].
- Дьяченко, Владимир Николаевич (75) — российский политический деятель, губернатор Амурской области (1994—1996), член Совета Федерации (1996)[403].
- Занкишиев, Казбек Кубадиевич (31) — российский дзюдоист, призёр чемпионата мира и Европы[404].
- Ивченко, Валерий Михайлович (84) — советский и российский актёр, народный артист Украинской ССР (1980), народный артист Российской Федерации (1994)[405].
- Китайгородская, Галина Александровна (89) — советский и российский филолог[406].
- Кларк, Уэсли (84) — американский блюзовый гитарист и вокалист[407].
- Окафор, Джон (62) — нигерийский актёр и комик[408].
- Поульсен, Сёрен Папе (52) — датский политик, министр юстиции (2016—2019), депутат Фолькетинга (с 2015)[409].
- Сэрару, Дину[англ.] (92) — румынский театральный режиссёр, писатель и публицист[410].
- Ферт, Уолли[англ.] (89) — канадский политик, депутат Палаты общин (1972—1979)[411].

## 1 марта

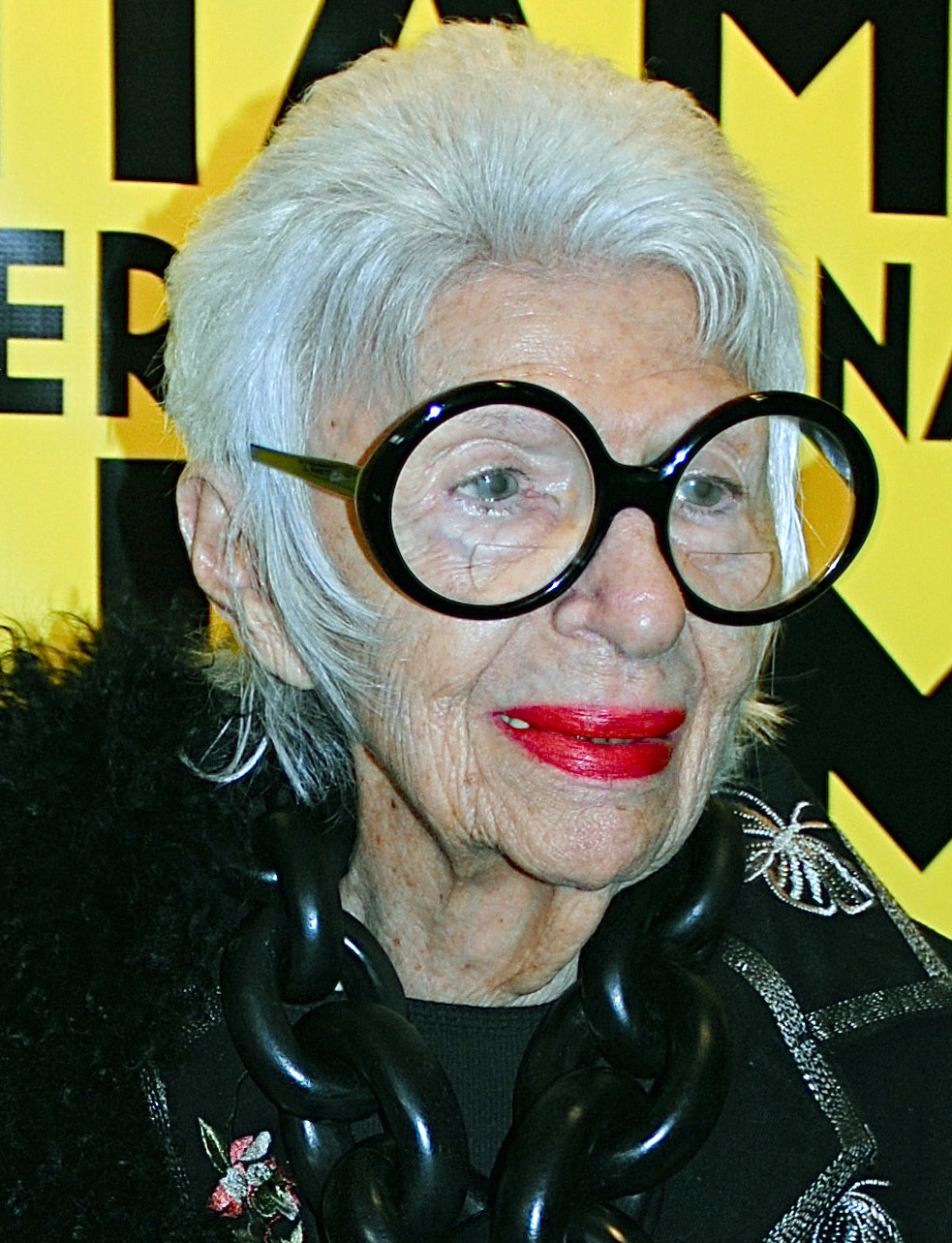
Айрис Апфель

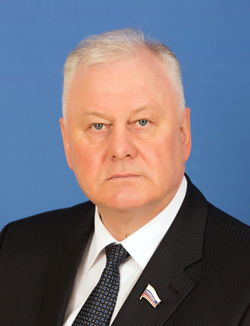
Владимир Едалов

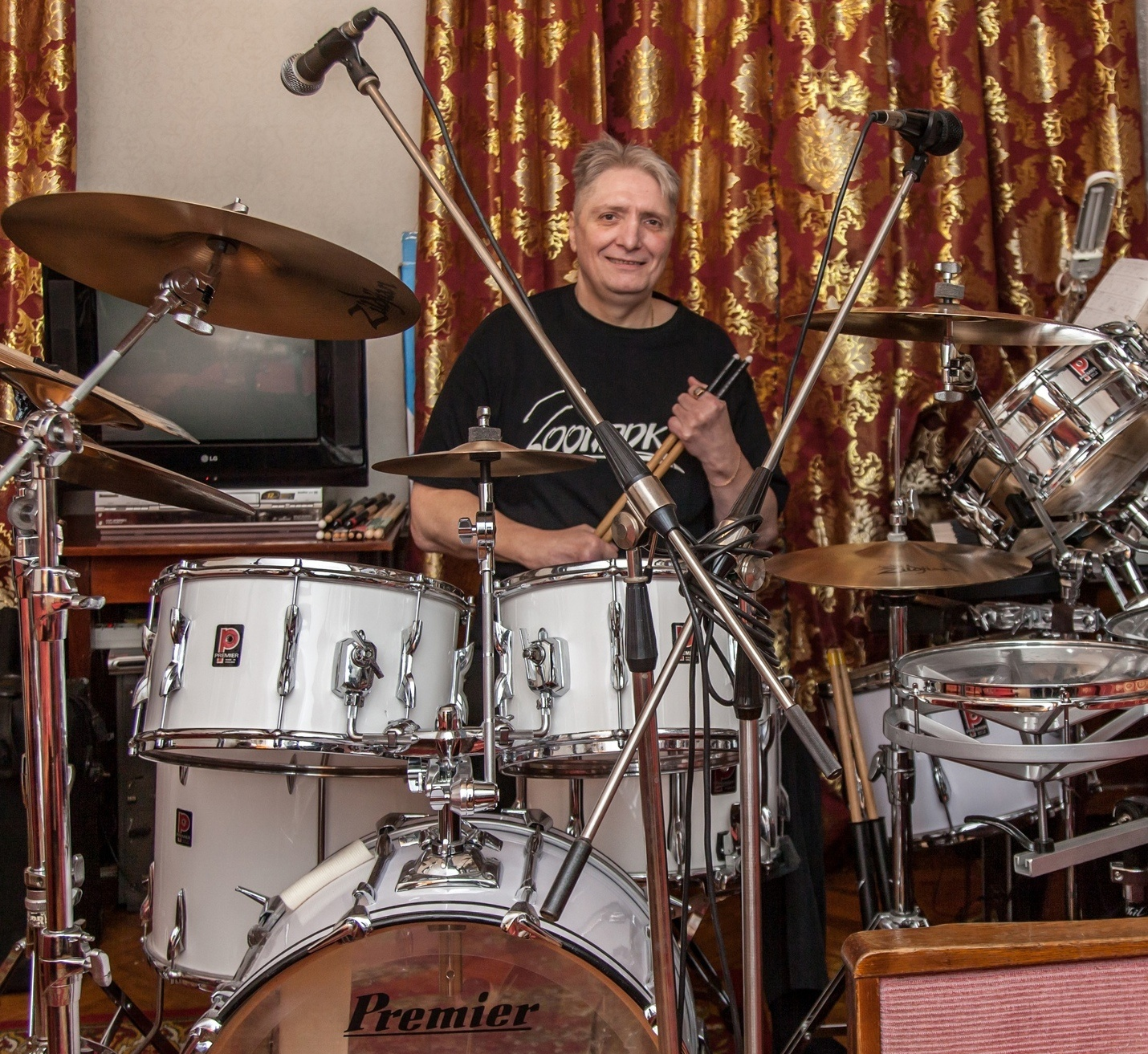
Валерий Кирилов

- Апфель, Айрис (102) — американский дизайнер[412].
- Афанасьев, Игорь Яковлевич (70) — украинский театральный режиссёр, актёр и драматург, заслуженный деятель искусств Украины (1992)[413].
- Богина, Алла Михайловна (78) — советская и российская актриса, заслуженная артистка Российской Федерации (2018)[414].
- Голубев, Игорь Владимирович (62) — советский и белорусский скульптор[415].
- Едалов, Владимир Фёдорович (69) — российский государственный и политический деятель, член Совета Федерации (2013—2015), полковник милиции[416].
- Кирилов, Валерий Юрьевич (61) — советский и российский барабанщик[417].
- Куреши, Азиз[англ.] (82) — индийский политик, депутат Лок сабхи (1984—1989), губернатор Уттара-Прадеш (2014), Уттаракханда (2012—2015) и Мизорама (2015)[418].
- О Хён Кён[кор.] (87) — южнокорейский актёр[419].
- Поважаи, Петер (77) — венгерский гребец-каноист, чемпион мира (1975), участник Олимпийских игр (1972)[420].
- Семёнов, Михаил Евгеньевич (86) — советский и российский государственный и политический деятель, председатель Новгородского облисполкома (1985—1990), народный депутат РСФСР/России (1990—1993)[421].
- Сунь Цзюнь (97) — китайский инженер-строитель, академик КАН (1991)[422].
- Торияма, Акира (69) — японский мангака, автор манги «Жемчуг дракона»[423].
- Уайз, Дон[англ.] (81) — американский саксофонист, автор песен и музыкальный продюсер[424].
- Фолькворд, Эрлинг (74) — норвежский политик, депутат парламента (1993—1997)[425].
- Хамиди, Атаулла[тур.] (69) — турецкий политик, депутат Великого национального собрания (1996—2002, 2015—2018), мэр Батмана (1984—1994)[426].